# Крит
Острів Крит (грец. Νησί Κρήτη) — п'ятий за величиною острів у Середземному морі і найбільший острів Греції. Займає площу в 8 261 км² (разом з островами Гавдос і Діа — 8 336), протяжність берегової лінії — 1 046 кілометрів.
Острів розташований на відстані від Європи — 110 км, Азії — 175 і Африки — 300 км та омивається чотирма морями — Критським, Лівійським, Карпатоським та Міртійським. Столиця Криту — місто Іракліон.
На острові знаходяться залишки мінойської культури — найдавнішої європейської цивілізації, яка процвітала на Криті за тисячі років до нашої ери (приблизно 2000—1400 роки до н. е.), а також велика кількість руїн часів мінойської ери, серед яких особливо виділяють палаци давніх міст-держав Кносс і Фест. Критська культура вплинула як на розвиток материкової мікенської культури, так і на розвиток культури основних держав Егейського моря й на узбережжя Малої Азії.
Сьогодні Крит — одна з тринадцяти периферій Греції і один з найбільших економічних і культурних центрів країни. Туристична інфраструктура Криту розвинена більше, ніж на інших островах. Завдяки теплому морю, субтропічному клімату, розвиненій мережі туристичних центрів і комфортабельним готельним комплексам, Крит вважають одним із найпопулярніших європейських курортів.
Цей острів має також велике значення у формуванні міфології Стародавньої Греції. Саме тут, за легендою, у печері на плато Лассіті народився і зростав Зевс, а у Кносському палаці, прозваному лабіринтом через заплутаність кімнат і коридорів, жив Мінотавр, син Пасіфаї.

## Географія
Острів Крит віддалений приблизно на 100 км від південної частини Пелопонесу, на 175 км від берегів Малої Азії і на 300 кілометрів від Африки. Він є найбільшим грецьким островом, а також п'ятим за величиною островом у Середземному морі після Сицилії, Сардинії, Корсики та Кіпру. На півночі його омивають Критське море, на півдні — Лівійське, на сході — Карпатоське, а на заході — Міртійське. Максимальна довжина Криту становить 260 кілометрів — від мису Грамвуса на північному заході до мису Сідерос на північному сході, тоді як ширина острова коливається від 60 кілометрів (мис Ставрос — мис Літіно) до 12 кілометрів на перешийку Ієрапетри (затока Мірабелло — бухта Ієрапетри). Площа острова — 8 261 км² (разом з островами Гавдос і Діа — 8 336 км²), а протяжність берегової лінії — 1 046 кілометрів.
Крайні точки острова із позначенням відповідних географічних координат наведені у таблиці:
| Розташування відносно сторін світу | Назва крайньої точки острова | Назва крайньої точки острова | Відповідна географічна координата                                     |
| Розташування відносно сторін світу | українською мовою            | грецькою мовою               | Відповідна географічна координата                                     |
| ---------------------------------- | ---------------------------- | ---------------------------- | --------------------------------------------------------------------- |
| Північ                             | Ставрос                      | Σταύρος                      | 35°25′54″ пн. ш. 24°58′22″ сх. д. / 35.43167° пн. ш. 24.97278° сх. д. |
| Південь                            | Літіно                       | Λίτηινο                      | 34°55′19″ пн. ш. 24°43′56″ сх. д. / 34.92194° пн. ш. 24.73222° сх. д. |
| Схід                               | Сідерос                      | Σίδερος                      | 35°18′53″ пн. ш. 26°18′41″ сх. д. / 35.31472° пн. ш. 26.31139° сх. д. |
| Захід                              | Грамвуса                     | Γραμβούσα                    | 35°38′40″ пн. ш. 23°35′17″ сх. д. / 35.64444° пн. ш. 23.58806° сх. д. |

### Геоморфологія

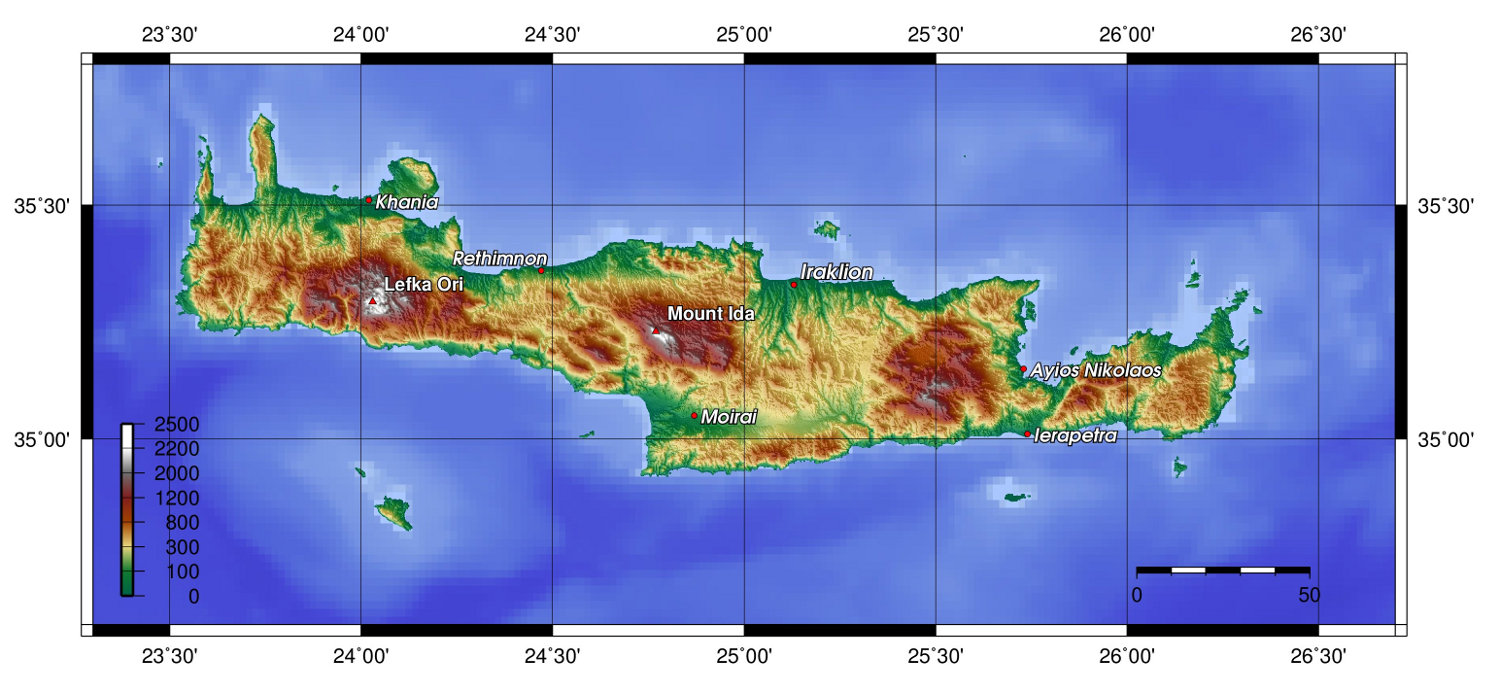
Топографічна мапа острова Крит

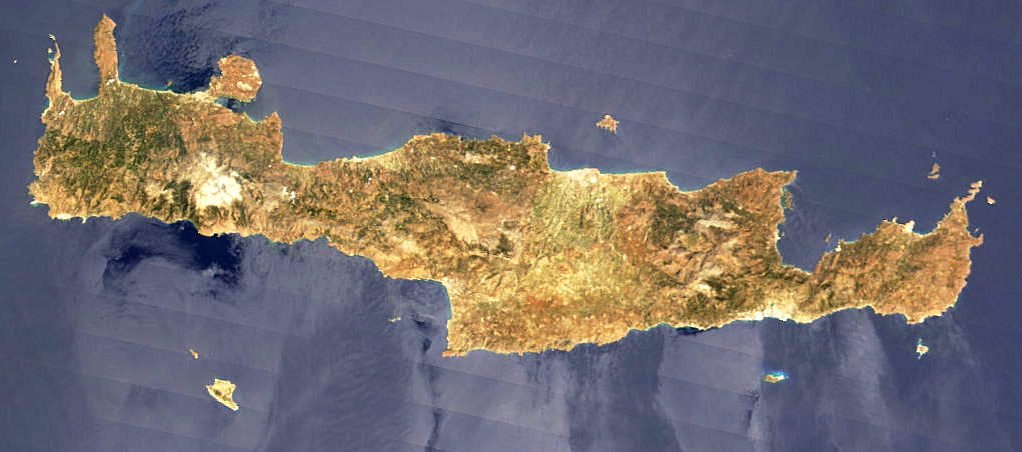
Супутниковий знімок острова

Крит має гористий рельєф, який складається з трьох великих гірських систем: Білі гори (Лефка-Орі) або Мадари в західній частині острова з вершиною Пахнес (2 243 м), Іда або Псилорит в центральній частині з вершиною Тіміос Ставрос (грец. Τίμιος Σταυρός Святий Хрест) (2 456 м) і Дикта або Ласифійські гори в східній частині з однойменною вершиною Дикта (2 148 м). Окрім основних гірських систем є також інші, менші, із значно нижчими піками: Астерусійські або Кофінські гори, які з'єднують Іду з Диктою, Віргіомено, Туба, Муцунас, Селенас, які є продовженням Дикти, гори Фріпти, і здіймаються на схід від Ієрапетри та інші.
На Криті є також багато гірських плато, що лежать між вершинами. Їх родючі ґрунти і дощова вода, що збирається зимою у западинах, сприяють розвитку землеробства. Одне з найбільших плато — Ласифійське плоскогір'я, розташоване між вершинами Дикти на висоті приблизно 900 метрів. Вершини Білих гір утворюють на висоті 700 метрів плоскогір'я Омалос, а між вершинами Псилориту на висоті приблизно 1 400 метрів міститься плоскогір'я Ніда.
Рівнини не займають великої площі, тому критяни обробляють також пологі схили гір і пагорбів, як і деякі прибережні місцевості у глибині заток, придатні для тих чи інших культур. Найбільші рівнини Криту розташовані на півночі острова в такому порядку із заходу на схід: рівнина Кастеллі-Кіссама, поле Айї, Ханійська рівнина, Ретимнонська рівнина, висотні рівнини Монофація і Кастеллі Іракліону, приморська рівнина Херсонесоса і Малії та Сітійська низовина. Між Ідою та Астерусійськими горами (в південній частині) розташована широка Мессарська рівнина, яка ще в давнину забезпечувала зерном увесь острів.
Річок на Криті мало і вони невеликі. Через незначну ширину острова потоки, які утворюються на схилах гір, не встигають стати великими річками і впадають у море. Структура ґрунту, який складається з вапнякових порід, також сприяє поглинанню води з поверхні, що призводить до розвитку карстових явищ. Основні річки Криту — Геропотамос і Анаподьяріс на Мессарській рівнині, Тіфлос і Коленіс на Ханійській рівнині, Курталіот і Пателіс у Сітії. За винятком деяких водойм і невеликого озера Курна в провінції Апокорон, на Криті немає ні озер, ні великих гірських джерел.
Особливою характерною рисою Криту є наявність великої кількості печер, які утворились в результаті багатолітньої карстової дії води на вапнякові породи. Більшість печер була відома ще в доісторичні часи: вони використовувались як помешкання та місця культу, про що свідчать різноманітні артефакти, знайдені археологами. Найзначнішими печерами є:
- Диктійська печера (на Дикті, поблизу селища Психро),
- Ідейська печера (на Іді, поблизу селища Аногіа),
- Мелодонська печера (поблизу однойменного селища в провінції Апокорон),
- печера Омалоса в області Ханья (відома як печера-прірва Дзаніса)
- печера Сентоні у області Ретимно.

Також характерною рисою рельєфу острова є ущелини. Найвідоміша і найбільша — Самарійська ущелина або Фаранга в області Ханья, яка відділяє основний масив Білих гір від Валакіаса. Крім того, в області Ханья розташувалася ущелина Ніброса, яка відділяє Білі гори від вершини Анкафи, ущелина Лагос-Катре і Курталіотська ущелина в області Ретимно між Карупасом і Ксиро-Орос.

### Сейсмічність
Перетин розломів поділяє всю територію Греції, включаючи острови, на ряд рухомих блоків, активна взаємодія яких охоплює всю товщу літосфери, а вздовж розломів — і верхню мантію на глибину 100—150 км. Все це визначає високий рівень сейсмічності Греції, велику різноманітність глибин розташування епіцентрів землетрусів.
12 жовтня 1859 року на острові Крит стався землетрус, сила якого в епіцентрі сягала 8,3 M ww. Згідно з дослідженнями, цей землетрус прокотився по всьому Середземномор’ю та відчувався від Італії до Близького Сходу і Північної Африки. Безпосередньо на острові Крит, де знаходився епіцентр, наслідки землетрусу були важкими.
XXІ століття не стало винятком в сейсмічній активності даного регіону, протягом останнього часу поблизу острову відбулося декілька доволі потужних землетрусів.

### Клімат
Крит розташований у двох кліматичних зонах — середземноморській і північноафриканській. Клімат м'який субтропічний. Погода на острові характеризується помірною, дощовою зимою і сухим, спекотним літом. Вологість повітря може бути досить високою, в залежності від близькості моря.
Впродовж літа середня температура коливається від +20 °C до +30 °C при вологості 50 %, за винятком південного узбережжя Криту, яке є частиною північноафриканської кліматичної зони. Там влітку температура вища, а зими м'якіші. Середня температура взимку сягає +16 °C при вологості 75 %.
На рівнинах сніг майже не випадає, на відміну від гірської місцевості. Суттєві відмінності у погодних умовах спостерігаються між прибережною зоною і гірською місцевістю, а також західною і східною частинами.
- Січень: холодний, дощовий і вітряний. Але в січні один тиждень, як правило, стоїть гарна, безвітряна погода. Цей період називається «тихі дні».
- Лютий: трохи тепліший і сонячніший за січень, проте є холодні дні. Починають набрякати бруньки мигдалевих дерев.
- Березень: зазвичай холодний і вітряний, але бувають і сонячні дні. В березні 2001 року температура піднялась до позначки в +30°С.
- Квітень: характеризується середньою температурою і рідкими, короткочасними дощами. Починають розквітати польові квіти острова.
- Травень: погода стає теплішою і сонячною. Після 10 травня дощі малоймовірні. Мелтемі — північний вітер, який характерний для літнього сезону, ще не дме.
- Червень: сонячний і спекотний.
- Липень: вітряний і спекотний. Починаються північні вітри.
- Серпень: вітряний і спекотний. Температура сягає від 30 до 35°С.
- Вересень: сонячний, менш вітряний, можливі короткочасні дощі, особливо в західній частині острова.
- Жовтень: сонячний, не дуже вітряний.
- Листопад: можливі як сонячні, так і дощові дні. Для цього місяця характерні південні вітри.
- Грудень: погода нестійка, можливі вітряні, спокійні, дощові, сонячні, холодні і теплі дні.

| Клімат Криту          | Клімат Криту | Клімат Криту | Клімат Криту | Клімат Криту | Клімат Криту | Клімат Криту | Клімат Криту | Клімат Криту | Клімат Криту | Клімат Криту | Клімат Криту | Клімат Криту | Клімат Криту |
| Показник              | Січ.         | Лют.         | Бер.         | Квіт.        | Трав.        | Черв.        | Лип.         | Серп.        | Вер.         | Жовт.        | Лист.        | Груд.        | Рік          |
| Середній максимум, °C | 15           | 15           | 16           | 20           | 23           | 27           | 29           | 29           | 27           | 24           | 20           | 16           | 21,8         |
| Середній мінімум, °C  | 9            | 9            | 10           | 12           | 15           | 19           | 22           | 22           | 20           | 17           | 14           | 11           | 15           |
| Норма опадів, мм      | 59.8         | 48           | 46.2         | 21.5         | 8.2          | 1.1          | 0.4          | 1            | 6.1          | 26.5         | 55.9         | 72.6         | 347.3        |
| --------------------- | ------------ | ------------ | ------------ | ------------ | ------------ | ------------ | ------------ | ------------ | ------------ | ------------ | ------------ | ------------ | ------------ |
| Джерело: Погода MSN   |              |              |              |              |              |              |              |              |              |              |              |              |              |

### Флора і фауна

#### Флора

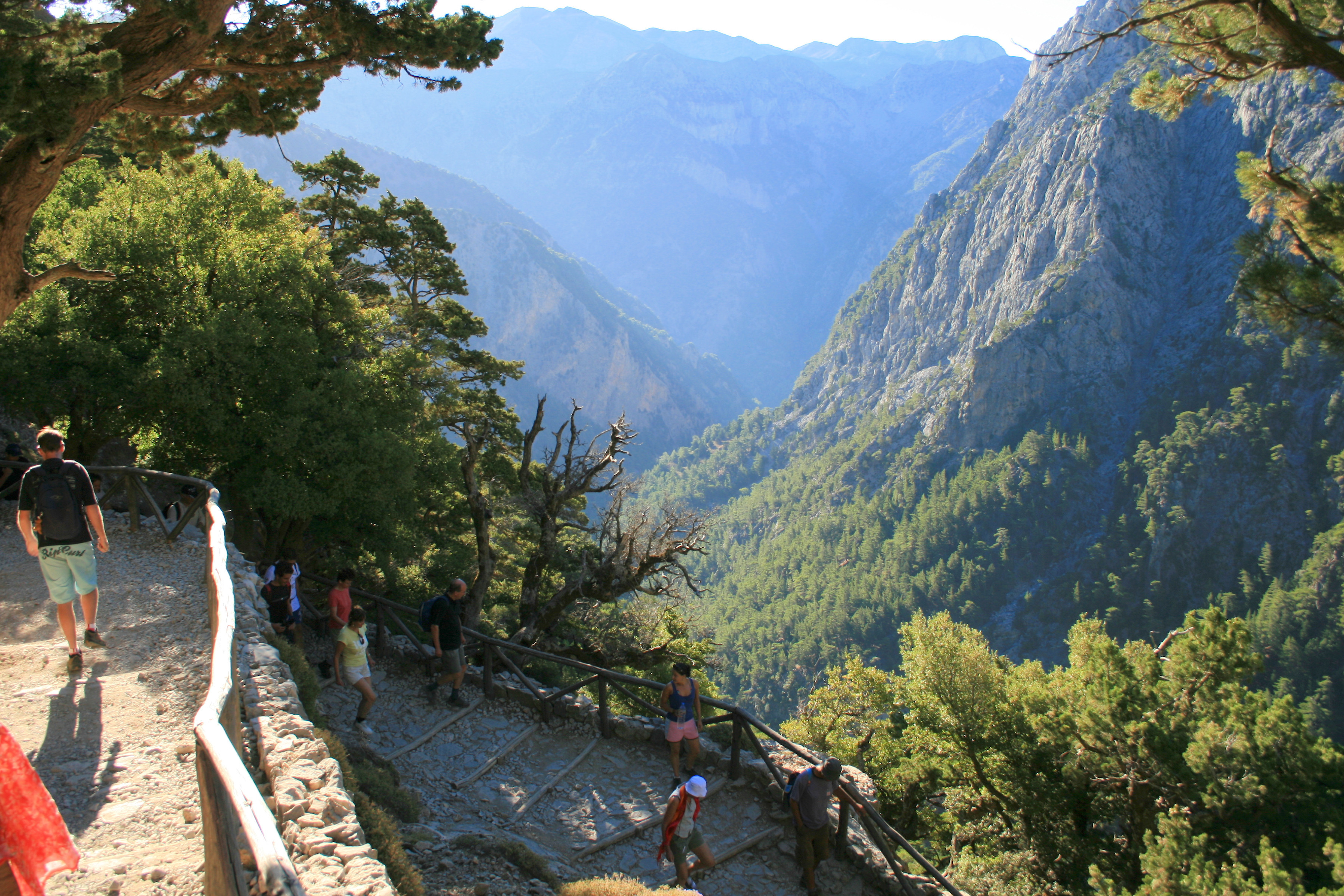
Національний парк Самарії (Національний парк Лефка-Орі)

Флора острова Крит складається з лісів, дикорослих і культурних рослин, які також характерні й для інших регіонів Греції. За підрахунками спеціалістів, на острові налічується приблизно 2 000 видів рослин, 160 з яких є ендемічними і зустрічаються лише на Криті. Це пояснюється тим, що Крит — острів і його екосистема ізольована від материка морем з усіх боків.
Ще в давнину Крит був відомий своїми густими кипарисовими лісами. Відомо, що кипарисову деревину з Криту постачали для будівництва кораблів єгипетських фараонів. У наш час кипарисові ліси зустрічаються в околицях Айос-Ніколаос та в районі Ретимно. На островах Хрисі і Гавдос розповсюджені кедрові гаї, а в місцевості Ваї (провінція Сітії) — знаменитий пальмовий ліс з унікальним різновидом критської фінікової пальми (Phoenix theophrasti). Ще один пальмовий ліс розташований у Превелі.
В провінції Селіна і Кіссама області Ханья є також лісові території, де ростуть ялини, каштани і дуби, а у деяких районах — Platanus orientalis var. cretica, вид платана, що зберігає листя протягом всього року. Величезний платан розташований в селищі Тополія в західній частині острова, якому наданий статус пам'ятки природи. Інший знаменитий платан росте в селищі Красі, неподалік від Іракліону, і за обхватом вважається найбільшим платаном в Європі. Згідно з міфом, саме в цьому місці Зевс одружився з Європою. Іншими характерними деревами Криту є вид тамариксу Tamarix parviflora var. cretica і калабрійська сосна (Pinus brutia).
В гірській місцевості, в лісах серед скель, росте безліч видів трав'янистих і чагарникових рослин: суничник великоплодий (Arbutus unedo), іспанський дрок мітлистий (Spartium junceum), чист сивий (Cistus incanus creticus), ясенець, чебрець, шавлія, розмарин. Серед інших характерних рослин Криту: мак дикий (Papaver rhoeas), стокротка, мастикове дерево (Pistacia lentiscus), олеандр (Nerium oleander), авраамове дерево невинне (Vitex agnus-castus), ромашка лікарська (Chamomilla recutita), коров'як, півники алжирські Iris unguicularis, гладіолус Gladiolis italicus, гіацинт, гадюча цибулька чубата (Muscari comosum), тюльпани (Tulipa bakeri і Tulipa saxalitis), а також критські види орхідей. Серед рідкісних видів рослин на острові зустрічаються критський ебен (Ebenus cretica), льон (Linum arboreum), воловик дернистий (Anchusa caespitosa), скабіоза (Scabiosa alborincta і Scabiosa minoana), дзвоники Campanula pelviformis, Staechelina arborea та Petromarcula arboreum. У горах росте критський клен (Acer sempervirens), чагарники й польові квіти, такі як жовта фіалка (Erysimum creticum), дика фіалка (Viola cretica), шафран (Crocus oreocreticus), кліщинець (Arum idaeum) та багато інших. На узбережжі острова росте морський нарцис (Pancratium maritimum), волошка (Centaurea pumilio), мальва Malva cretica, ромашка (Anthemis tomentell і Anthemis filicaulis).

#### Фауна

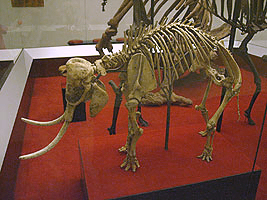
Скелет Mammuthus creticus

Критська фауна, як і флора, дуже різноманітна і нараховує відносно велику кількість ендемічних видів. Типовими і найпоширенішими представниками фауни є цвіркуни, цикади, ящірки, кажани. Також в критській фауні домінують різні породи домашніх кіз та овець.
В доісторичні часи, в епоху Неоліту, на Криті мешкало значно більше ендемічних видів. На острові були знайдені кістки карликового слона (Mammuthus creticus), бегемота (Hippopotamus creutzburgi) і різних видів оленевих.
Сьогодні на Криті водиться ендемічна порода дикого козла — крі-крі або агрімі (Capra aegagrus creticus), який переважно мешкає в Білих горах, в Самарійській ущелині і на невеликих островах Діа, Агії-Пантес, Теодору. Серед інших рідкісних тварин на острові зустрічаються колючий щур (Acomus mimus), критська куниця (Martes foina bunites), критський борсук (Meles meles arcalus), критська дика кішка (Felis silvestris agrius).
Типовими птахами для Криту є щиголь і ластівка. На острові також зустрічаються хижі птахи: беркут (Aquila chrysaetos) і ягнятник (Gypaetus barbatus). В горах і ущелинах водяться стерв'ятники. Крім місцевих критських, острів є притулком великої кількості перелітних птахів, які роблять тут тимчасову зупинку на своєму шляху з Африки до Північної Європи.
На Криті є також декілька рідкісних видів змій, а також ящірок, найвідоміша з яких — балканська зелена ящірка (Lacerta trilineata).
З типів членистоногих на острові водяться комахи, павукоподібні та губоногі. Зустрічаються навіть деякі види скорпіонів (Euscorpius carpathicus, Mesobuthus gibbosus, Iurus dufoureius), які мешкають переважно в прибережній зоні. Серед інших комах дуже поширені цвіркуни та цикади. Біля річок і струмків зустрічається прісноводний краб (Potamon potamios). У весняний період на острові з'являється дуже велика кількість равликів і слимаків — місцеві жителі збирають їстівні види і готують з них страви.
Морська фауна

Морська фауна Криту дуже багата та різноманітна. Найхарактернішими представниками є восьминіг, морський їжак та губки, також зустрічаються кальмари, каракатиці, омари, краби, креветки, морські коники, кашалоти, смугастий дельфін (Stenella coeruleoalba), деякі види черепах — зелена черепаха (Chelonia mydas), логерхед (Caretta caretta), шкіряста черепаха (Dermochelys coriacea) та велика кількість видів риб. Серед найрідкісніших риб: скорпена (Scorpaena scrofa), атерина (Atherina hepsetus), прикрашений губан (Thalassoma pavo), морський лящ (Oblada melanura, Sarpa salpa та Dentex dentex). Біля берегів Криту мешкає рідкісний вид тюленевих — середземноморський тюлень-монах, якому загрожує вимирання.

## Міфологія

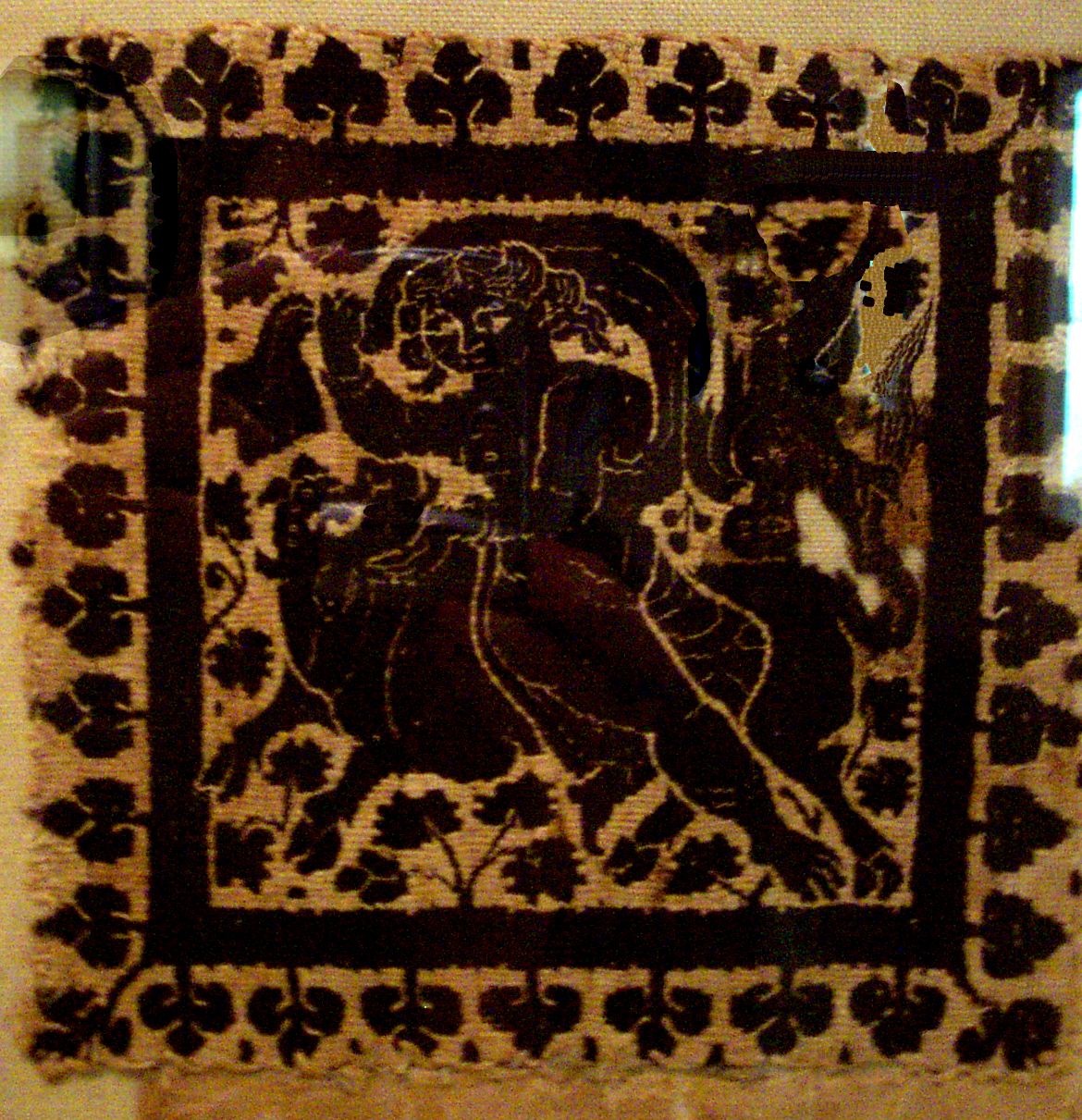
Зображення Зевса, який викрадає Європу, на давньоєгипетській тканині, 300—800 роки н. е., музей Дамбартон-Оукс, Вашингтон

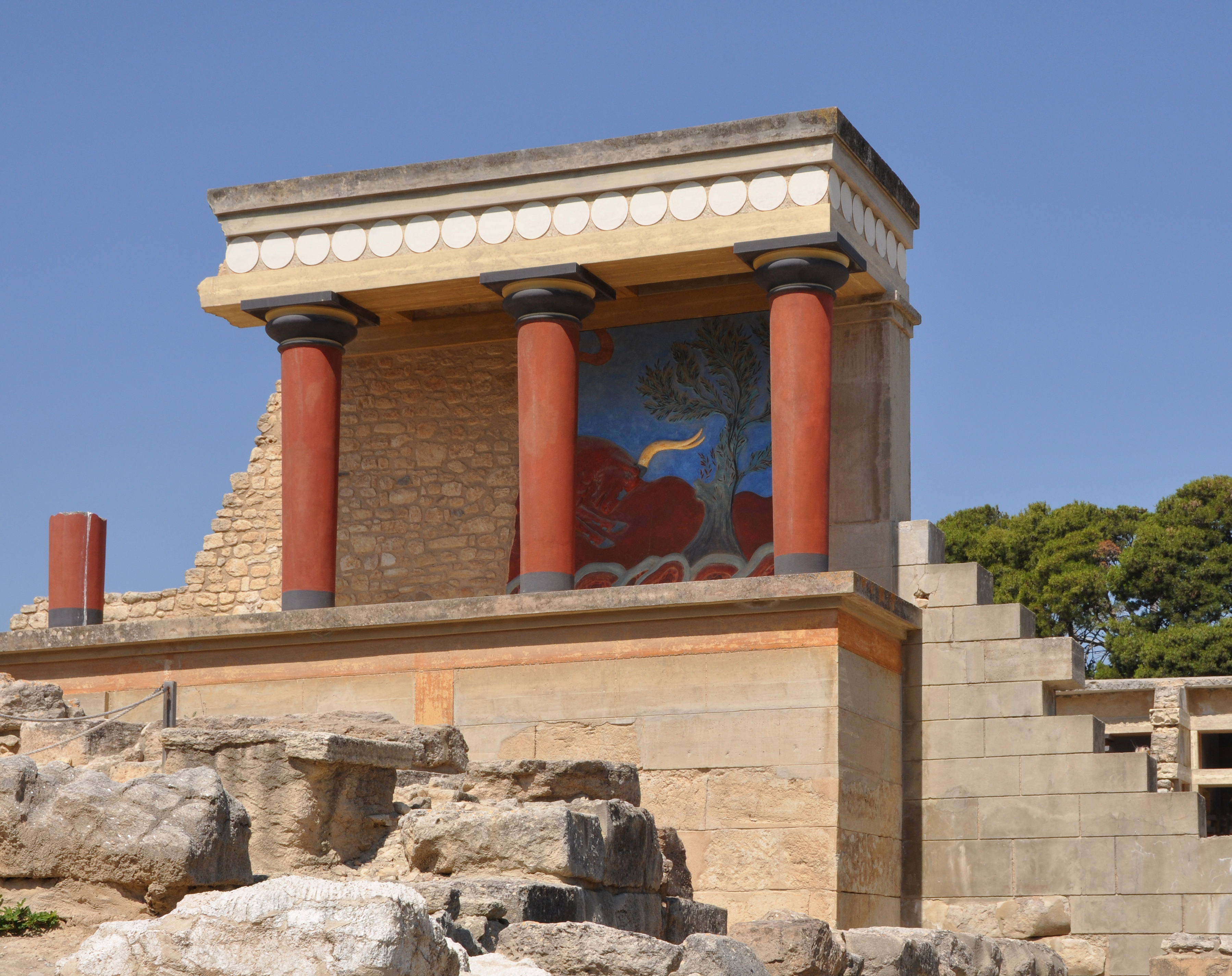
Кносський палац

Давньогрецька міфологія особливо вшанувала цей великий острів, визнавши його землю батьківщиною батька усіх богів та людей — Зевса. Його мати Рея, рятуючись від свого чоловіка Крона, який ковтав усіх своїх дітей, щоб ті не відібрали в нього владу, за допомогою Геї і Урана прибула на Крит і народила Зевса в одній із місцевих печер. Вихованням бога займались німфи, а коли Зевс змужнів, вступив у боротьбу із батьком і, здолавши його, став володарем неба.
Від шлюбу Зевса з Європою, яку він, перетворившись на білого бика, викрав з Фінікії і привіз на Крит, народилось три сини: Мінос, Раданамф і Сарпедон. Найбільшу честь і славу із трьох братів здобув Мінос — справедливий і мудрий цар Криту, столицею якого був Кносс, а найважливішими центрами — Фест і Кідонія. За часів правління Міноса Крит став багатою державою, в якій досягли високо рівня культура та мистецтво, а народ жив у мирі й справедливості. Керувати державою Міносу допомагав його брат Раданамф, у той час як Сарпедон заснував власну державу у Лікії.
З Міносом пов'язані й інші відомі міфи. Серед них — міф про Мінотавра і про подвиг відважного афінського царевича Тесея, одного з найвизначніших героїв у давньогрецькій міфології. Посейдон, щоб покарати Міноса, змусив його дружину, царицю Пасіфаю, закохатись у бика. Від неприродних стосунків цариці з биком народилось чудовисько з бичачою головою і людським тілом на ім'я Мінотавр. Мінос зачинив чудовисько у лабіринті — заплутаній темниці у підземеллі свого палацу, який збудував Дедал.

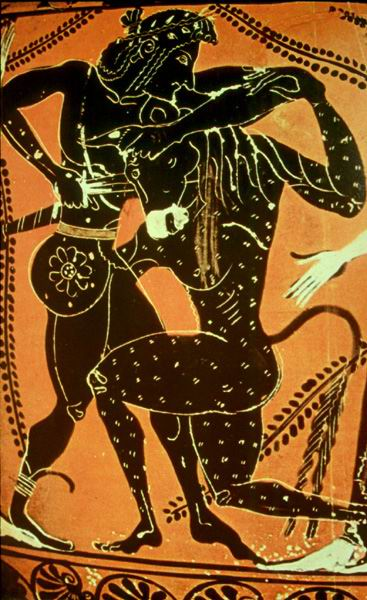
Тесей бореться з Мінотавром. Посудина, 6 століття до н. е., Археологічний музей Іракліону

У ті часи Афінська держава платила Міносу криваву данину, посилаючи на поживу Мінотавру сім благородних юнаків і сім вродливих знатних дівчат. Благородний Тесей, син царя Афін Егея, вирішив звільнити батьківщину від цієї принизливої і жахливої данини. Він поплив на Крит до Міноса, із наміром вбити чудовисько. З царем Егеєм було домовлено що у разі успіху замість чорного траурного вітрила на кораблі буде піднято біле вітрило тріумфу. Найважчим завданням було відшукати вихід із лабіринту. Аріадна, донька Міноса і Пасифаї, закохалась у Тесея і допомогла йому за умови, що царевич одружиться з нею і забере її з собою до Афін. Аріадна дала йому клубок ниток. Тесей увійшов до лабіринту і, розплутуючи клубок, дістався місця, де знаходився Мінотавр, вбив його, а потім, намотуючи «нитку Аріадни» на клубок, знайшов вихід. Разом з афінською молоддю і Аріадною Тесей вирушив на афінській триєрі до берегів батьківщини. Проте радості від вбивства Мінотавра було так багато, що Тесей забув спустити чорне вітрило і підняти біле. Цар Егей із тривогою очікував на скелі Сунія появи корабля. Побачивши вдалині чорне вітрило, він вирішив, що афінська молодь чергового разу була принесена у жертву, а разом із нею загинув і його улюблений син. Егей від жалю опустив голову і кинувся в море, яке було назване його ім'ям — Егейське море. Однак кохання Аріадни і Тесея також не було щасливим. Існує міф, що герой покинув царівну на острові Діа після ночі любовного єднання, а за іншою версією — Аріадну забрав до себе закоханий в неї бог Діоніс.
З Критом часів правління славетного Міноса також пов'язане сказання про Дедала та Ікара. Вмілий зодчий палацу і творець лабіринту Дедал викликав гнів Міноса через те, що допоміг його дружині вступити у протиприродній зв'язок з биком. Бажаючи втекти з острова разом зі своїм сином Ікаром і зважаючи на те, що цар тримав під наглядом усі морські шляхи, Дедал вирішив, що врятуватись вони зможуть лише полетівши, немов птахи. Тому змайстрував дві пари крил, скріпив пір'я воском і прив'язав одну з них до плечей сина, а іншу — до своїх власних. Однак під час польоту зачарований красою і швидкістю руху Ікар піднявся занадто високо до сонця. Воск розплавився, Ікар впав і потонув у морі, яке стали називати його ім'ям — Ікарійське море. Дедалу, який летів обережніше, вдалося дістатися Сицилії. Смерть Міноса була безславною: коли той прибув до Сицилії, вимагаючи повернення Дедала для покарання, його вбили дочки царя Кокала.

## Історія

### Епоха неоліту (6000—2600 роки до н.е.)
Десь у далекому минулому наступницею міфів стала історія, хоча межі між ними досить нечіткі. Завдяки багатолітнім систематичним археологічним дослідженням на острові встановлено факти, які підтверджують перебування людей на Криті з VI тисячоліття до н. е. (епоха неоліту, 6000—2600 роки до н. е.) Чимало свідчень вказують на те, що люди неолітичної епохи на Криті, як і у решті регіонів Східного Середземномор'я, використовували для житла печери, проте мали і постійні будинки, жили землеробством і тваринництвом. Їм було відоме поховання померлих, використання знарядь із каменю, кісток і обсидіану острова Мелос, а також глиняний посуд.

### Мінойська епоха (2600—1100 роки до н.е.)

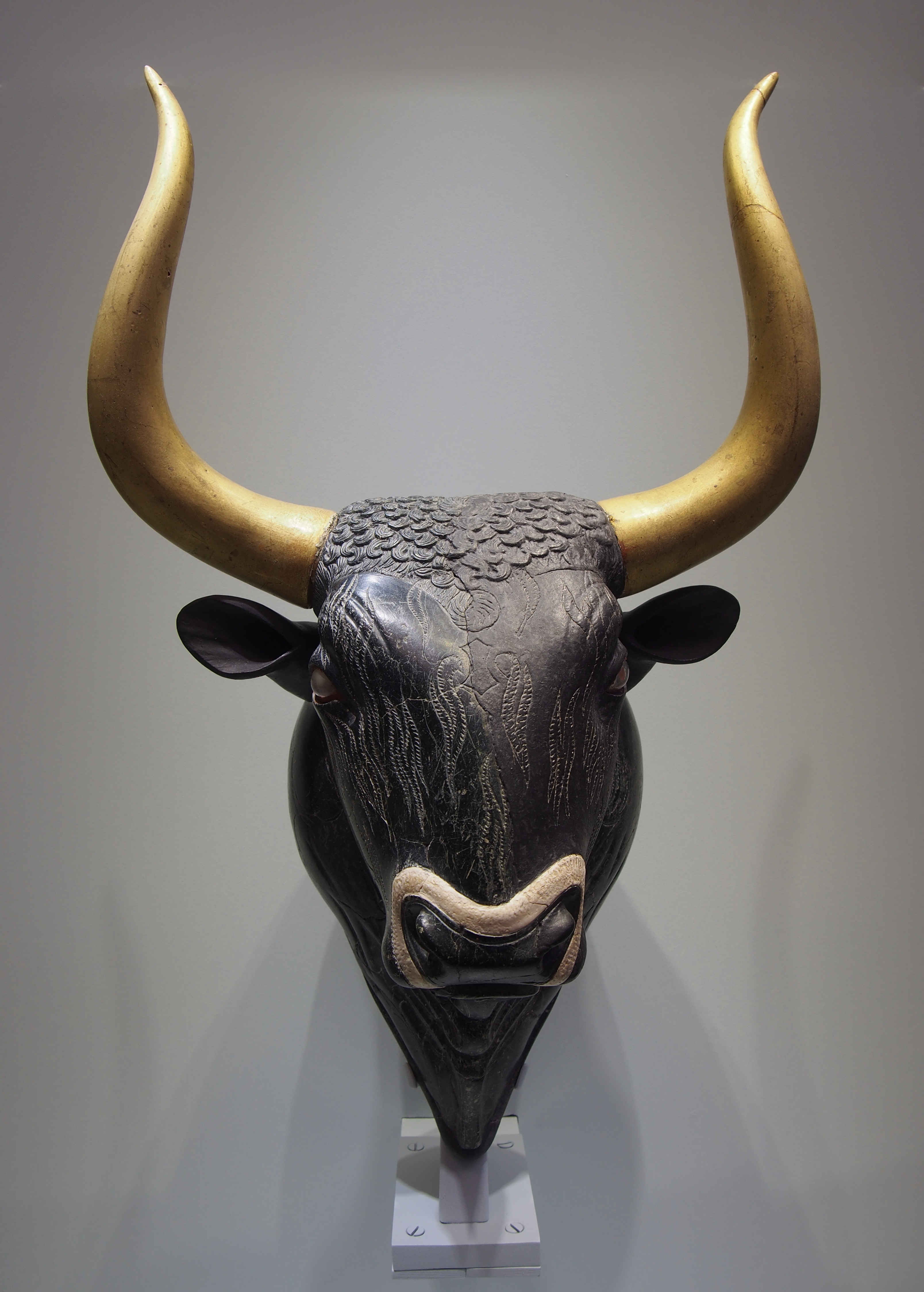
Ритон у вигляді бичачої голови з Кносса. Археологічний музей Іракліону

Англійський археолог Артур Еванс, який розкопав палац легендарного царя Міноса, назвав його іменем всю епоху і унікальну цивілізацію, що розвивалась впродовж неї. Мінойська цивілізація з'явилася, досягла свого розквіту і занепала в період, що тривав 1 500 років і дістав назву мінойської епохи, котра поділяється на три фази, визначені Артуром Евансом так:
1. Ранньомінойська (2600—2000 роки до н. е.)
2. Середньомінойська (2000—1600 роки до н. е.)
3. Пізньомінойська (1600—1100 роки до н. е.)

Причинами, які зумовили розвиток на острові першої значної європейської цивілізації були:
1. Вигідне географічне розташування Криту між трьома материками і близькість до територій, на яких в давнину набули розвитку великі цивілізації (Єгипет, Месопотамія, Фінікія, Палестина, Мала Азія).
2. Відносно легке сполучення із прилеглими островним регіоном (Кіклади — кікладська культура)
3. Родючі ґрунти і сприятливий клімат Криту став найважливішим фактором процвітання його мешканців.
4. Переважання протягом тривалого часу миру, внаслідок чого виникли мирні заняття критян і досягнутий ними прогрес у торгівлі і мистецтві.

Приблизно у 3 тисячолітті до н. е. критяни досягли значних успіхів у мореплавстві. На своїх кораблях вони плавали Середземним морем, встановивши контакти з народами прилеглих регіонів (Єгипет, Сирія, Месопотамія), а також із кікладцями. Завдяки цим зв'язкам зріс життєвий рівень критян, поліпшилось землеробство, було вдосконалено знаряддя, зброю і посуд і народилася мінойська цивілізація.
Близько 1 900 року до н. е. на острові спостерігається значний прогрес. В цей час виникли перші палаци у Кноссі, Фесті, Малії, Арканах, Закросі і Кідонії — факт, який свідчить про те, що у Мінойському Криті існували царі, котрі сконцентрували в своїх руках владу. В цей же період спостерігається розквіт мореплавства і торгівлі, виникають колонії (Мелос, Кітери), встановлюється систематичний торговельний обмін із Кіпром, Єгиптом і Сирією. Мінойська талассократія пережила час своєї найбільшої слави, і водночас на острові відбувся розквіт мистецтв, адже достовірно відомо, що життя мінойців було мирним, на що вказує відсутність оборонних споруд.
Приблизно в 1700 році до н. е. на острові сталася велика катастрофа, викликана, цілком імовірно, руйнівним землетрусом. Попри те, що майже все було зруйновано, мінойці згодом знов відновили і відбудували свої палаци і будівлі з більшою розкішшю. Період 1700—1450 роки до н. е. — найвдаліший для мінойської цивілізації. Крит тримав під своїм контролем майже увесь регіон Егейського моря, як і багато інших центрів материкової Греції. Однак приблизно в 1450 році до н. е., коли Крит перебував у зеніті слави і могутності, з ним трапилося нове, але цього разу невиправне лихо. Тепер вже не Енкелад, а потужне виверження вулкана на Тірі завдало острову удару, який призвів до сильного руйнування. Потім відбулося вторгнення ахейців, які захопили острів і встановили над ним своє панування.
Трохи згодом Кносський палац зазнав повного руйнування — цілком імовірно, під час сутички між ахейцями материкової Греції і мешканцями Криту, з якої перші вийшли переможцями. Після цих трагічних подій цивілізація занепала і обмежилась лише територією острова, поки в 1 100 році до н. е. Крит не захопили дорійці.

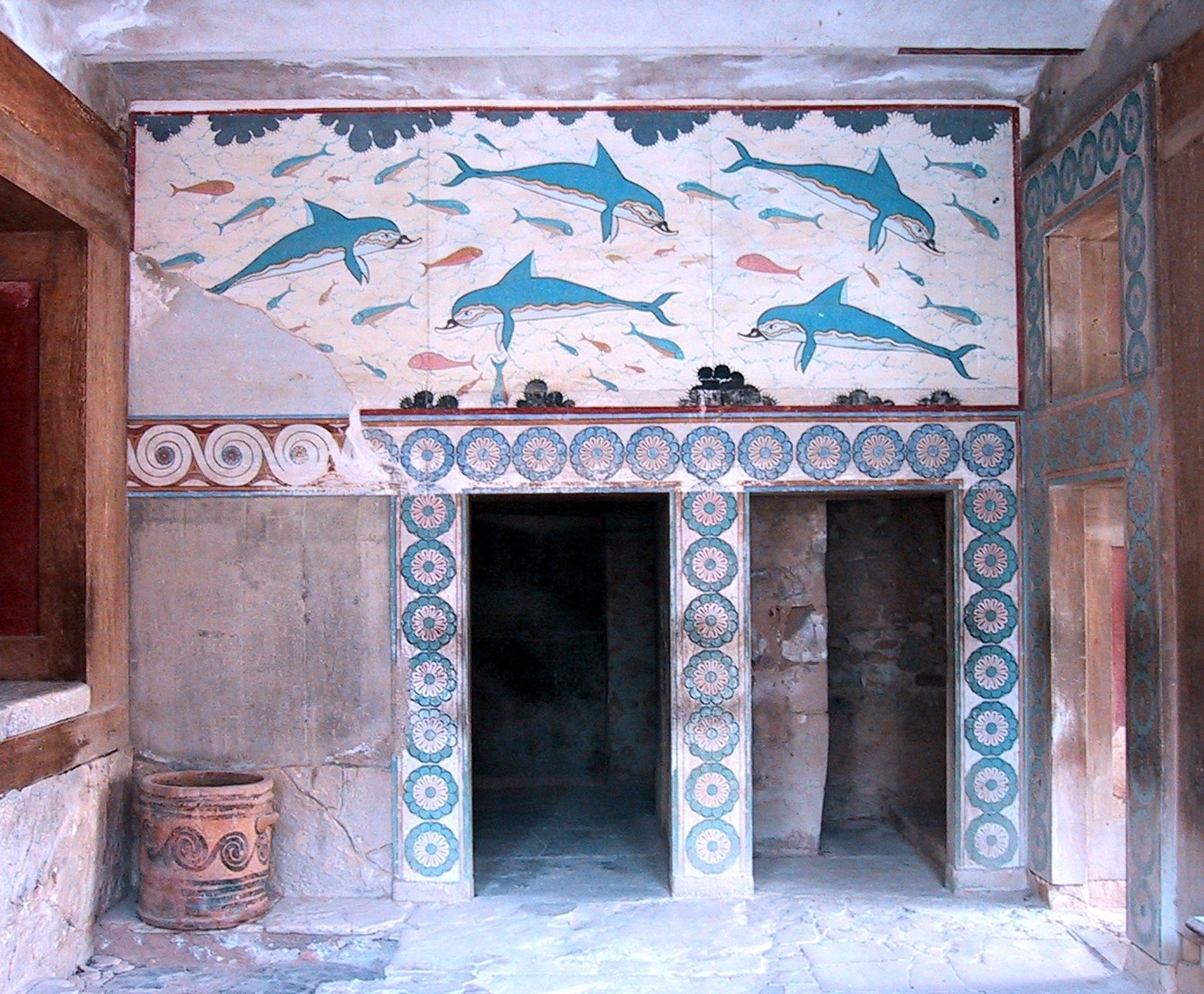
«Дельфіни з Акротирі»
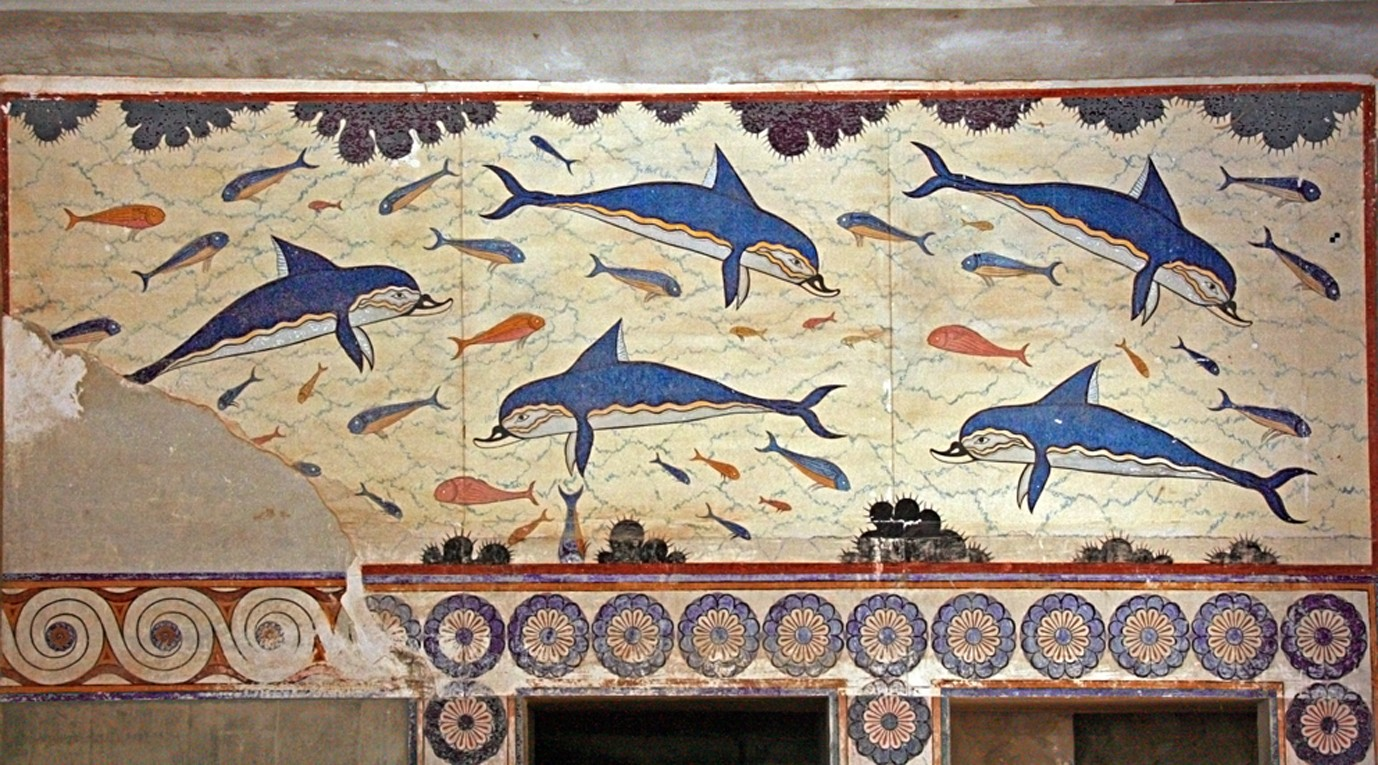
Кносські дельфіни
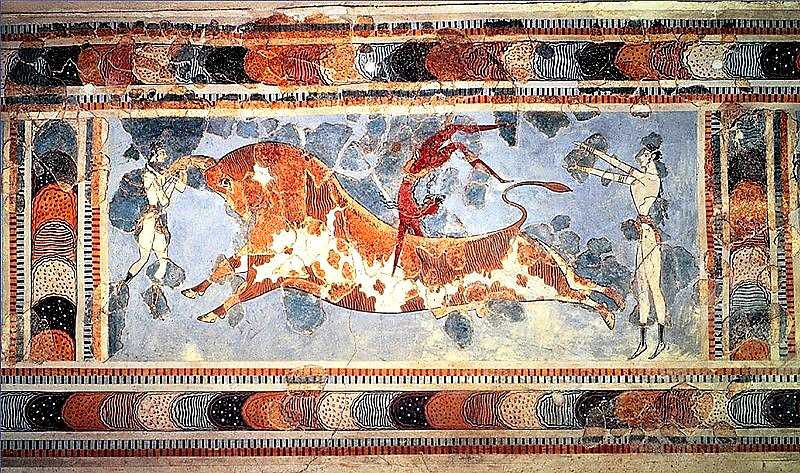
«Акробати грають з биком», Кнос
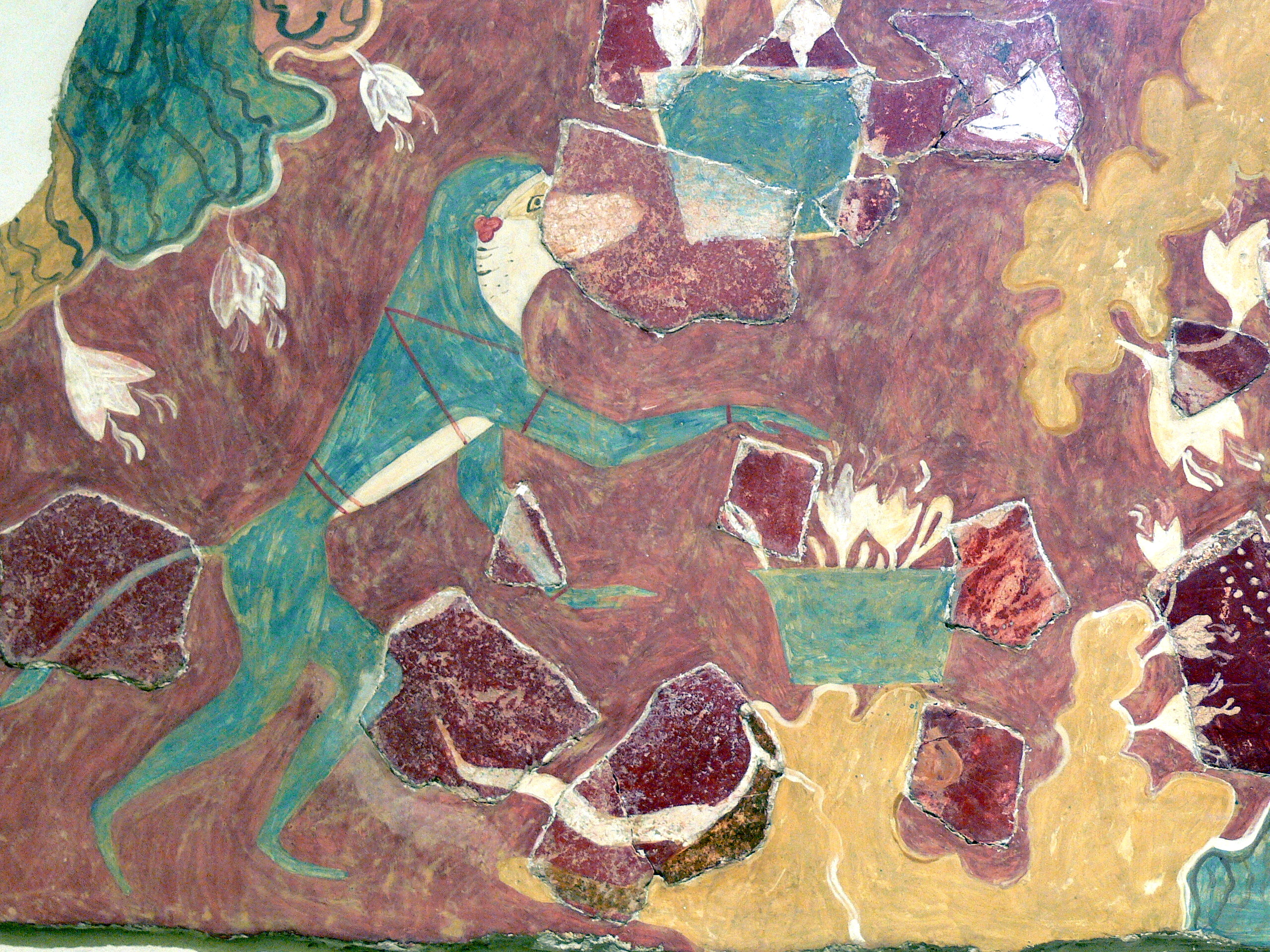
«Мавпа з квітами-крокусами», Археологічний музей, Гераклейон.
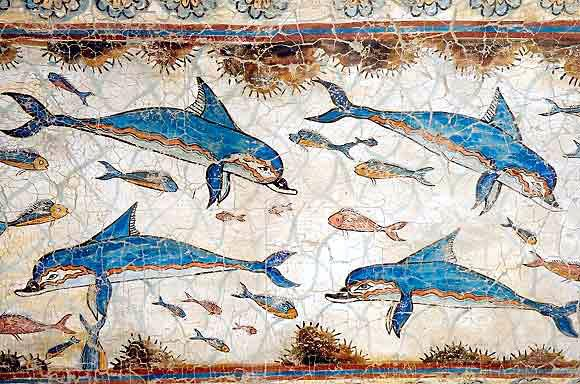
«Дельфіни і риби» (фрагмент), Акротирі, Кнос, 1700-1450 до н. е.
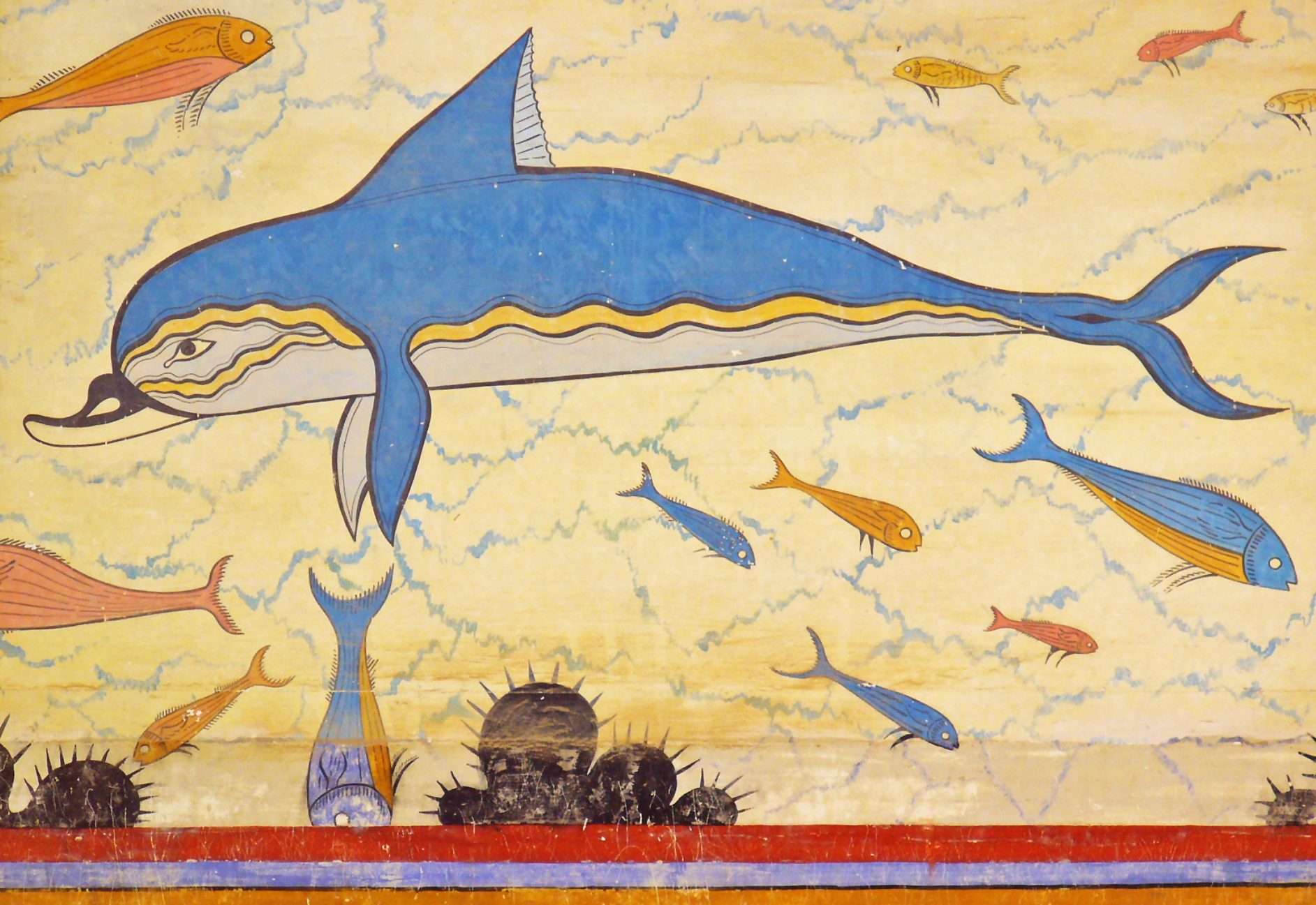
Фрагмет фрески з Кносса із зображенням дельфіна. Археологічний музей Іракліону

### Життя, релігія і мистецтво Мінойського Криту

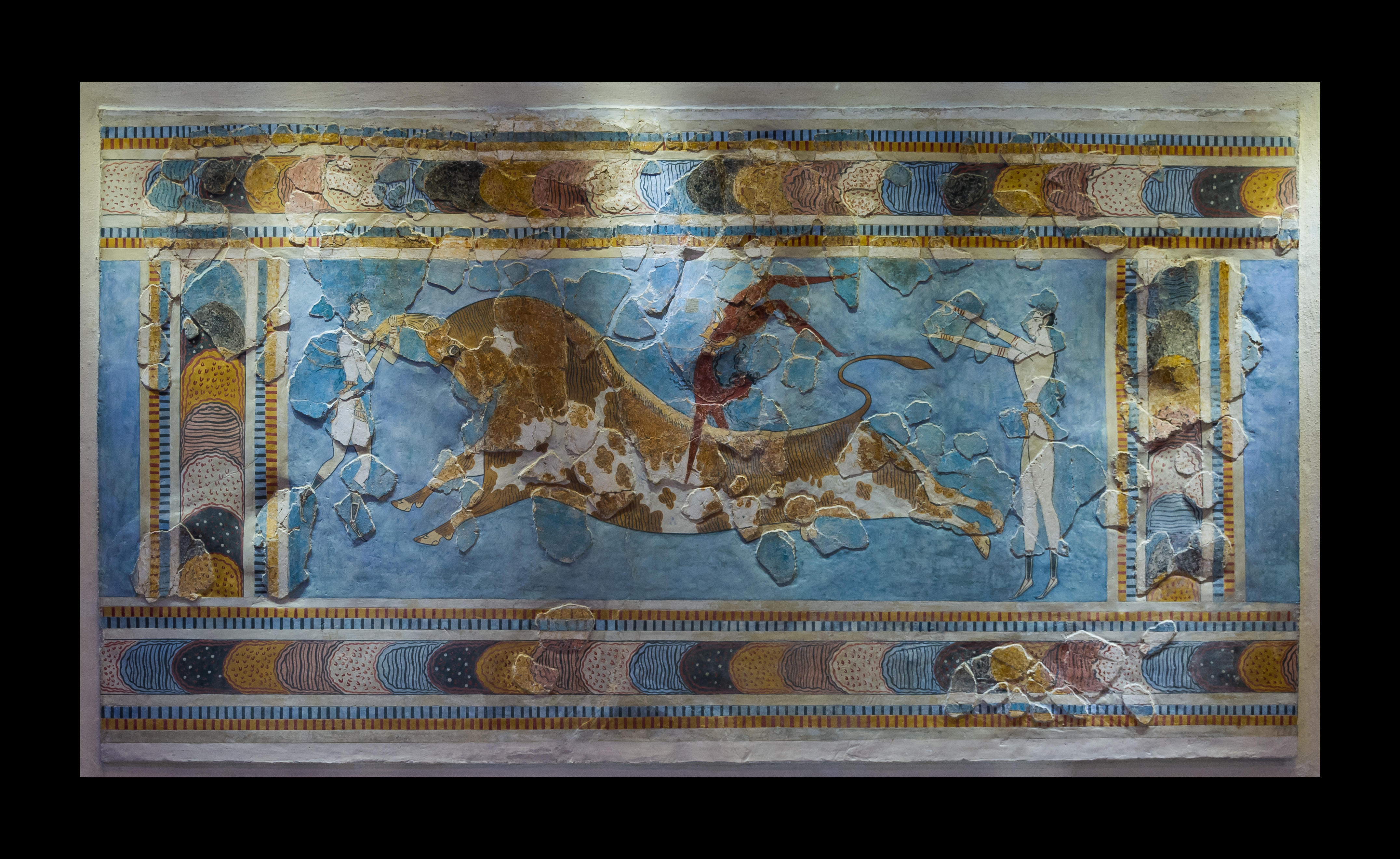
«Ігри з биками» (Таврокатапсія) — одна з найвизначніших фресок, що прикрасила Кносський палац. Заслуговує уваги участь в цих змаганнях жінок. Археологічний музей Іракліону

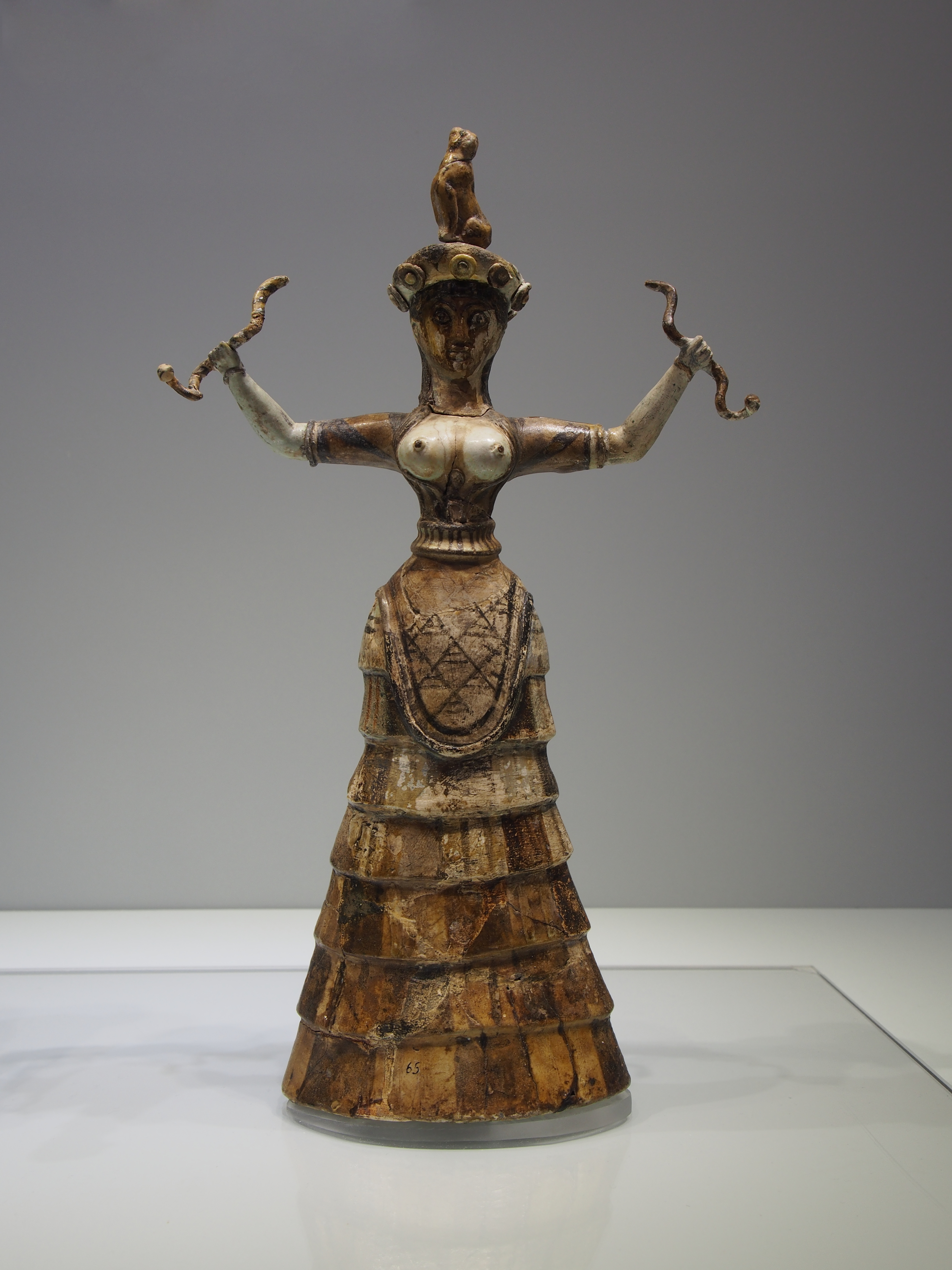
«Богиня зі зміями», статуетка з фаянсу. Археологічний музей Іракліону

Мінойці належали до середземноморської раси. Вони були середнього зросту, із витонченим тілом, шкірою і чорним волоссям. Факт існування великої кількості палаців показує, що в адміністративному плані Крит був розподілений на багато областей, на чолі кожної з яких стояв правитель, хоча між цими областями і не існувало протиборства, — обставина, яка вказує, певно, на визнання усіма верховної влади царя Кносса. Більшу частину родючої землі острова експлуатували члени царських родин, правителі і вельможі, а обробляла її обмежена кількість рабів. Невеликі оброблювані наділи належали простим громадянам (общинникам), якими зазвичай були ремісники (гончарі, ковалі, ювеліри), які працювали у майстернях палацу. Багато мінойців були моряками, що служили на численних кораблях, за допомогою яких, головним чином царі, і вели торгівлю, що приносила їм значні багатства.
Роль жінки у суспільстві Мінойського Криту була значною. Мінойські жінки брали участь у громадських зборах, релігійних обрядах і навіть у змаганнях, з'являючись у своїх дивовижних вбраннях і зі складними зачісками, що можна побачити на фресках палаців, на різноманітних вазових розписах і в скульптурі, і, крім того, в релігії, основу якої складав пантеон жіночих божеств, пов'язаних з природою і родючістю.
Культ божеств здійснювався у спеціально відведених місцях, в печерах, на верхівках гір і просто неба. Священними символами і тваринами мінойської релігії були бик, змія, подвійні роги, подвійна секира та інші. Велика кількість ритуалів, серед яких також були жертвопринесення та ігри з биками, проводились в дні, які визначались жрецтвом, головою якого був цар Кносса.
Померлим мінойці віддавали особливу шану. Знайдені під час розкопок гробниці були купольними або витесаними у скелі — камерними, однак багато поховань знайдено також в земляних розпадинах, печерах і на узбережжі. Померлих клали на дерев'яні ноші або у саркофаги із дерева, глини і каменю, а поряд з ними залишали поховальні дари — різні предмети, які були улюблені померлим або які він використовував за життя.
Від початку мінойці використовували вид писемності, котрий нагадував єгипетську ієрогліфіку, в якій кожен знак позначений зображенням тварини або предмету. Пізніше мінойці почали використовувати лінійне письмо А, яке складалось зі спрощених зображень, а після 1 450 року до н. е. і встановлення панування ахейців поширилось лінійне письмо Б. Дешифрування останнього в 1952 році англійцями Майклом Вентрісом і Джоном Чедвіком показало, що в цю епоху у Кноссі спілкувались тією ж (давньогрецькою) мовою, якою говорили й ахейці.
Найвизначніші творіння мінойців, що складали також їхню вершину цивілізації, були створені в образотворчому мистецтві. Вони відрізняються оригінальністю, вишуканістю і жвавістю, оскільки більшість тем запозичені із повсякденного життя і природи. Завдяки витворам образотворчого мистецтва вчені мають відомості про життя, управління, заняття, релігію, культові і поховальні обряди Мінойського Криту.
Особливого розквіту досягла також мінойська архітектура, найзначнішими зразками якої є палаци у Кноссі, Фесті, Закросі та Малії. Крім того, збереглись й інші пам'ятки, такі як палацова споруда в Арханах, палац в Агіа-Тріаді, розкішні вілли вельмож і землевласників, а також звичайні помешкання селян і ремісників. Проте особливої уваги заслуговують фрески, що прикрашали стіни палаців і вілл. Коли після 1 700 року до н. е. палаци були відбудовані, їхні стіни були розписані сценами, що зображують людей, ритуальні або поховальні процесії і таке інше. Фарби цих розписів яскраві, з переважанням червоних, рудих (цегляних), чорних, блакитних, зелених кольорів. Деякі частини фресок виконані рельєфно, з використанням гіпсу. Визначними також є архітектура гробниць і живописна декорація саркофагів.
Характерними витворами мінойського мистецтва є кераміка і вазовий живопис. Знамениті вази стилю «Камарес», названі так археологами тому, що найперші їхні зразки були знайдені в печері поблизу поселення Камарес (Центральний Крит), відрізняються барвами і характерними мотивами, із вигинами і спіралеподібними зображеннями. Окрім цього, мінойська пластика, вироби з металу та ювелірне мистецтво відомі завдяки багатьом шедеврам малих форм. Статуетки із фаянсу, стеатиту, каменю, слонової кістки, культові предмети, побутові речі, інструменти, зброя, персні-печатки, золоті прикраси, які були старанно виготовлені, вказують на те, що мінойські майстри досконало володіли таємницями мистецтва і вміли ними користуватись.

### Від дорійців до римлян (1100 рік до н.е.— 330 рік н.е.)

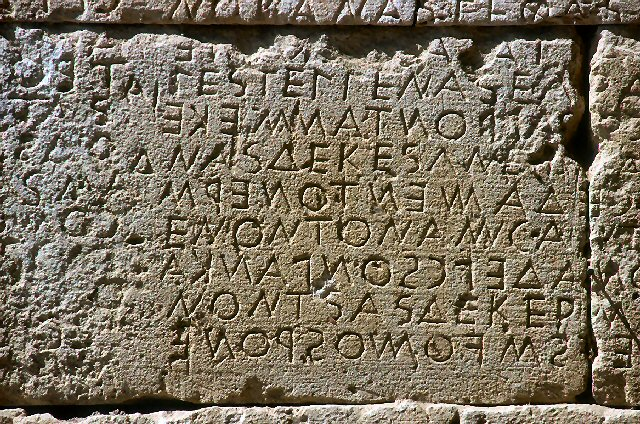
Кам'яна плита з Гортинськими законами. Гортинський археологічний заповідник.

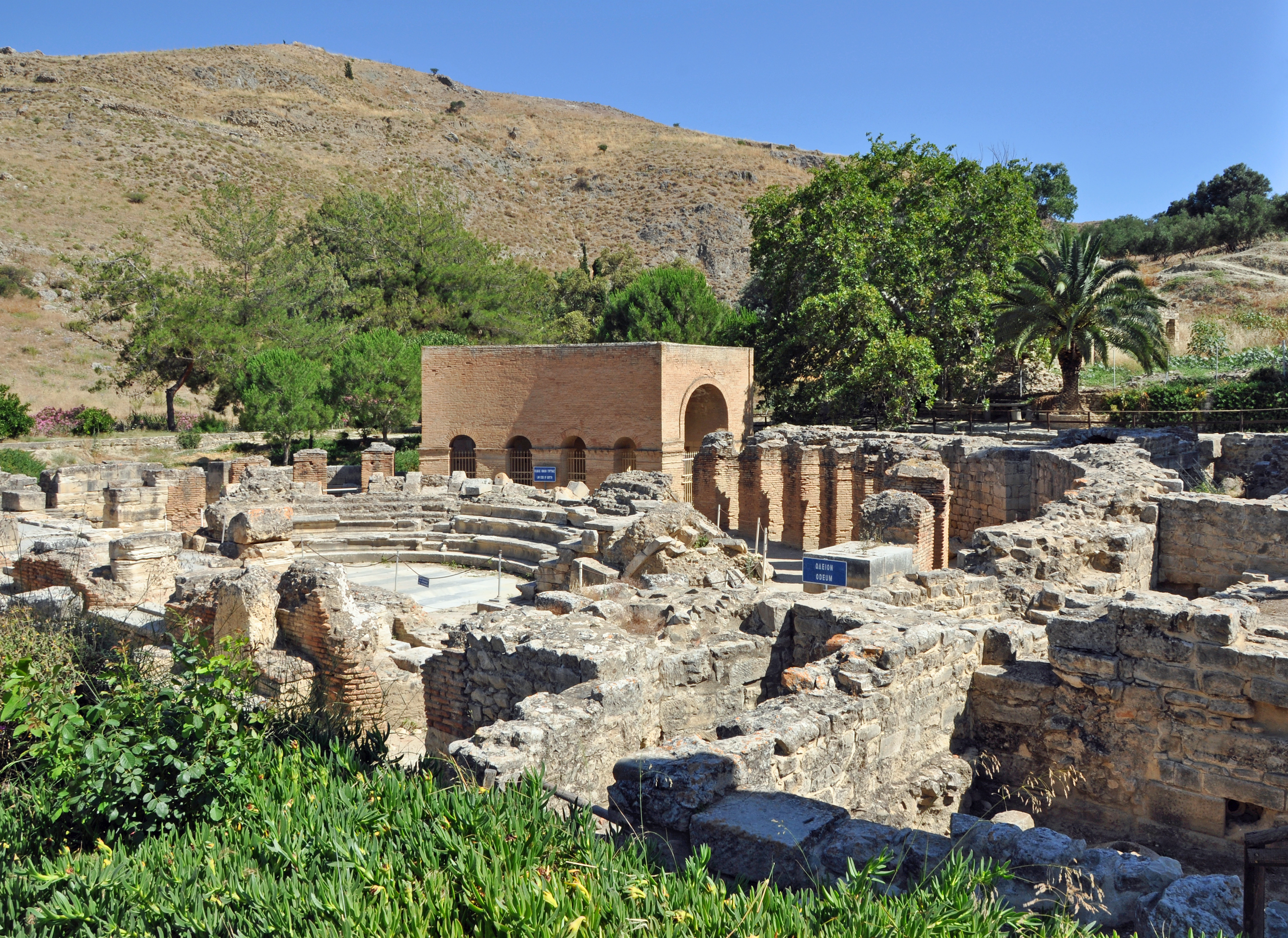
Римський одеон. Гортинський археологічний заповідник

Впродовж 1100—900 років до н. е. дорійці переселялися з материкової Греції на Крит і захопили увесь острів, змусивши нащадків мінойців, відомих як етеокритяни, відступити в гірські райони, де вони змогли зберегти свої звичаї і традиції впродовж багатьох століть. Окрім нових звичаїв (спалювання трупів, грецький пантеон та інші), нові поселенці принесли з собою і вміння обробляти залізо.
Приблизно в 900 до н. е. почалось утворення міст-держав за грецьким зразком, а життя критян організовувалося на спартанський лад, із суто воєнною дисципліною. Державний устрій — аристокритичний, законодавство — досить розвинене. Незаперечний доказ цьому — знаменитий Гортинський напис (VI ст. до н. е.), юридичний текст, що регулював громадянське право (відкритий 1884 року). В мистецтві високого рівня досягла скульптура, вироби з металу і дрібна пластика під східним впливом.
Приблизно в 500 році до н. е. постійні чвари міст-держав, напад різних зовнішніх агресорів з території Греції і Малої Азії, а також зменшення торгівлі призвели до поступового занепаду Криту. У класичну та елліністичну епохи (500—67 роки до н. е.) про життя на Криті майже нічого невідомо. Критяни залишились осторонь греко-перських війн та Пелопонеської війни, лише пізніше взяли участь в поході Александра Македонського на чолі зі своїм навархом (флотоводцем) Неархом.
У 2 ст. до н. е. Крит перебував в стані яскраво вираженої анархії — через невдале управління і міжусобні конфлікти. Послаблений внутрішнім розбратом острів став притулком піратів з Кілікії, котрі перетворили узбережжя в опорні бази для грабунку римських володінь. Так римляни отримали привід захопити острів. Спочатку вони зазнали поразки, оскільки критяни об'єдналися і дали відсіч загарбникам. Але 67 року до н. е. Крит підкорився римлянам під проводом консула Метелла. Римське панування тривало до 330 року н. е. Резиденція римського адміністратора знаходилась у Гортині, що стала столицею римської провінції Крит і Киренаїка.
Римляни значно вплинули на острів, що, однак, не дуже зачепило його грецький характер: мова, релігія, звичаї і традиції збереглись недоторканними. Латинська мова переважала лише в галузі управління, тоді як римська архітектура з'явилася із появою амфітеатрів, храмів, одеонів, форумів, терм, палаців адміністрації та інших споруд з мозаїками, що збереглися у всіх частинах острова. В римський період на Криті поширилось християнство, яке було принесене на острів учнем апостола Павла Титом, котрий став засновником першої місцевої церкви.

### Римляни. Араби. Венеційці (330—1669 роки)

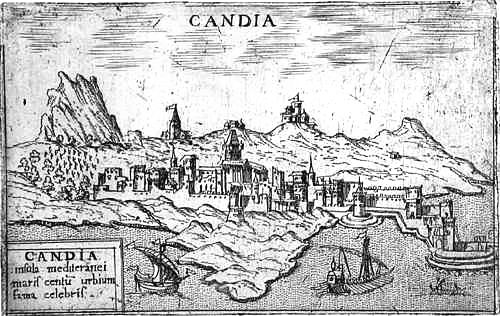
Мапа Кандії італійського картографа Франческо Валеджо, 1595 рік

З 330 Крит став провінцією Візантійської імперії, адміністратор якої, візантійський стратиг, знаходився у Гортині. До 824 року продовжувався період розквіту. В цю епоху на острові остаточно встановлюється християнство, будується велика кількість ранньохристиянських базилік.
У 824 році Крит захоплюють сарацини, які створюють на острові незалежну арабську державу зі столицею в Хандакасі (Candia — сучасний Іракліон), перетворивши місто на міцну фортецю, оточену глибоким ровом. Місто отримало назву від арабського слова хандак (араб. rabd al-handaq) (грец. Χάνδαξ, Χάνδακας), що й означає рів.
Для грецького населення настали часи поневолення. Арабські завойовники звозили на острів скарби, які добували під час набігів на візантійські провінції, а також займались работоргівлею. Візантійці неодноразово намагались визволити Крит, проте їхні спроби виявлялись марними. Зрештою, у 990 році візантійський полководець і майбутній імператор Никифор II Фока висадився на острів з могутньою армією і після важкої облоги, що тривала кілька місяців, визволив Хандак. В наступні роки, аж до 1204, острів переживає черговий період розквіту, грецькі звичаї на ньому знову посилюються — за рахунок переселенців з інших візантійських провінцій, в результаті чого виникли передумови культурного розквіту, мирного економічного зростання і соціальної стабільності.
Цей другий візантійський період історії Криту перервав IV хрестовим походом, в результаті якого Візантійська імперія впала, а на чолі Константинополя став латинський імператор. Останній подарував Крит Боніфацію Монфератському, котрий продав його венеційцям. В 1210 році венеційці встановили на острові своє панування і почали його систематичне заселення венеційською знаттю і солдатами. Критяни чинили опір, повстаючи або беручи участь у різних сепаратистських рухах. Під час одного з них повстанці за допомогою багатьох венеційців здобули перемогу, проголосивши Крит незалежною «Республікою Святого Тита». Проте згодом Венеція знов заволоділа островом.

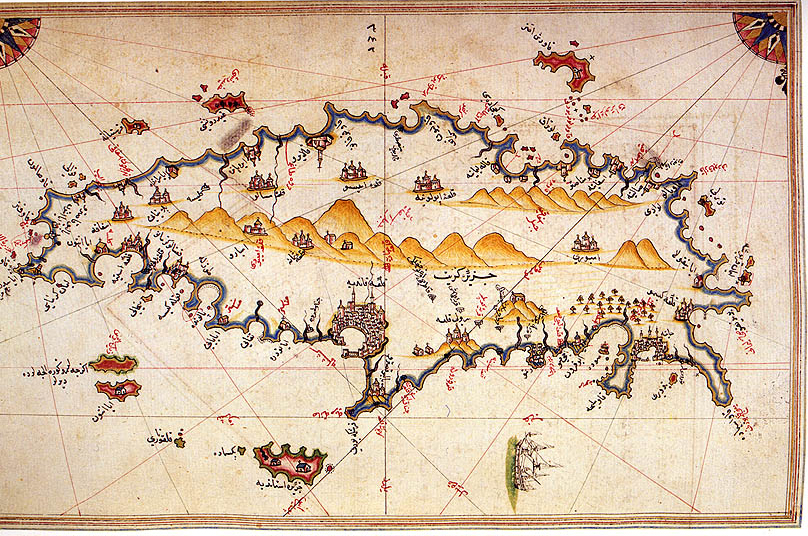
Мапа Криту османського картографа і мореплавця Пірі Реїса, 1521—1525

Наступні роки феодальна система Венеційської республіки переживала спад, і утворився новий честолюбний клас буржуазії, який займався торгівлею, завдяки чому в економіці спостерігається помітне зростання, а також розквіт мистецтва. Велике значення мав вплив італійського Відродження на іконопис, в результаті чого виникла особлива критська школа — напрямок, який зберігав візантійський тип, але запозичив елементи італійського живопису. Цей напрямок представляли такі митці як Михайло Дамаскін, Феофан Стрелітзас Бафа і Доменікос Теотокопулос.
У наступні два століття венеційського панування значного розквіту пережив критський театр, основними представниками якого були Георгій Хортадзіс («Ерофіла», «Панорія») і Вінченцо Корнарос («Жертвопринесення Авраама», «Еротокритос»). Також особливого розвитку набула венеційська архітектура, широко представлена вельми гідними зразками в багатьох місцях на всій території острова. Величезні фортифікаційні споруди, порти, храми, монастирі, площі, громадські будівлі були зведені за проєктами венеційських архітекторів.

### Османське панування (1669—1898 роки)

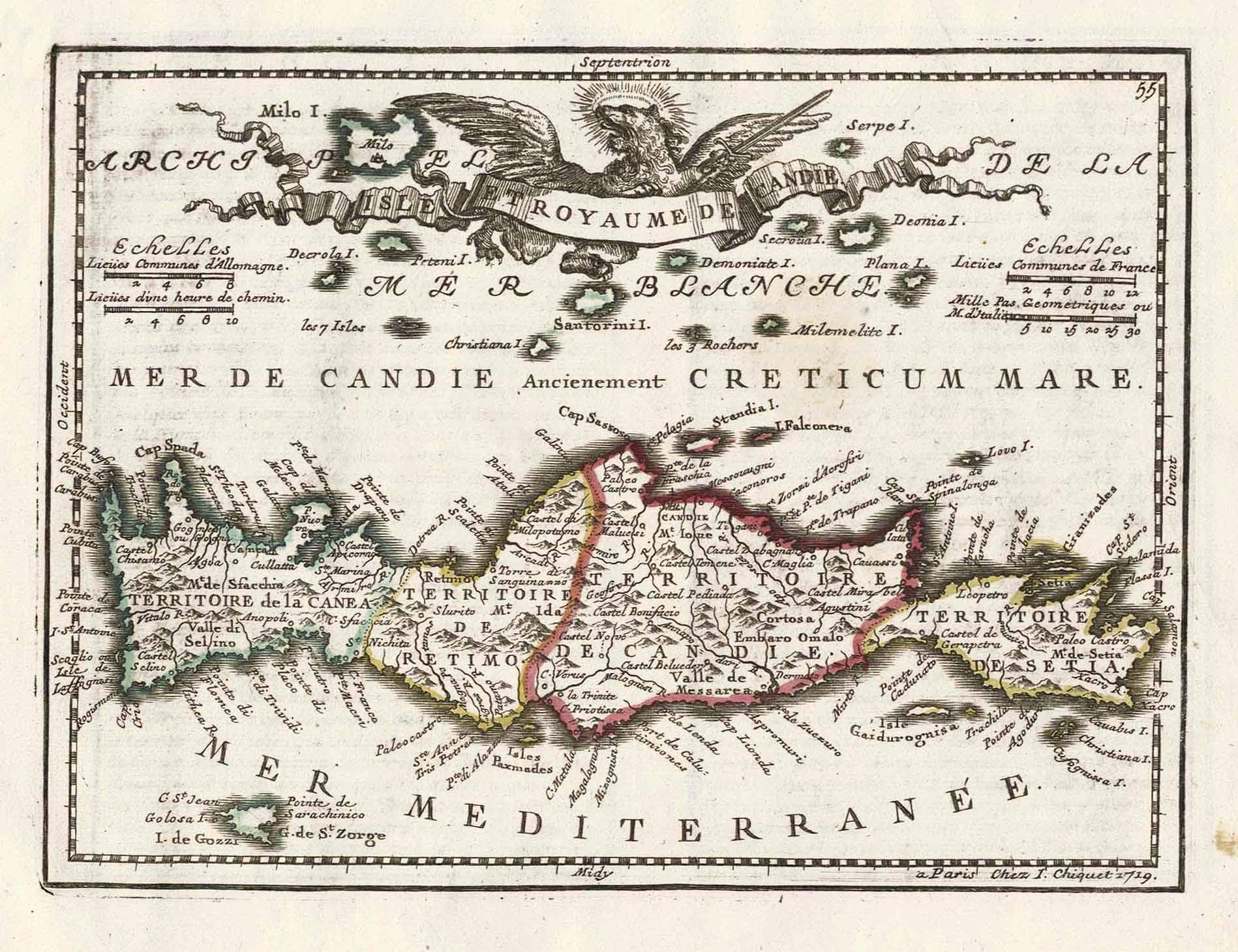
Мапа Кандії, 1719 рік

В останні роки венеційського правління турки багато разів намагались захопити острів, проте всі їхні спроби були марними. Найзначнішою з них був напад Хайр ад Діна Барбаросси (1538), який зустрів опір Хандака і був змушений залишити захоплені землі.
В 1645 році турки в черговий раз висадились на Криті, впродовж двох років захопили майже всі фортеці, а потім почали облогу Хандака, яка тривала 21 рік, оскільки греки і венеційці спільними зусиллями чинили настирливий опір. Врешті-решт Хандак був захоплений турками, і лише Сфакія залишилась вільною, хоча і була вимушена платити данину покори.
В перші роки османського володарювання критяни чинили збройний опір і багато разів повставали, проте їхні спроби щоразу виявлялись марними. В 1830 році Крит був відданий Єгипту, а в 1841 знов перейшов до турків. Почався період кровопролитних повстань критського народу, найбільшим з яких було повстання 1895—1896 років. Наступного року підрозділи грецької армії допомогли повстанцям у визволенні провінцій. На острові почали постійно лунати заклики возз'єднання з Грецією, і в результаті втручання великих держав Крит був проголошений автономною «Критською державою» (1898) з Верховним Комісаром принцом Георгієм.

### Новітні часи (з 1898 року)
Прагнення критського народу до возз'єднання з Грецією існувало багато років потому і після нової боротьби. Критський Парламент неодноразово голосував за возз'єднання острова з Грецією. В 1905 році відбулося повстання у Феріссі на чолі з Елефтеріосом Венізелосом. Повстанці змусили принца Георгія зректися престолу, скасували систему Намісництва і проголосили возз'єднання з Грецією в 1908 році. Великі держави вивели свої війська. Офіційно возз'єднання відбулося після закінчення Балканських воєн (1912—1913 роки) і підписання Лондонського договору (17—30 травня 1913 року). З тих часів острів належить Греції. В 1923 році, після греко-турецької війни і договору про обмін, мусульмани залишили Крит, а на острів прибули біженці із Малої Азії.
20 травня 1941 року Третій Рейх окупував материкову Грецію і, координуючи свої дії з моря і з повітря, розпочав захоплення острова, здійснюючи марні спроби аж до 28 травня, коли висадка німців все-таки відбулась. Знаменита Битва за Крит — одна з найбільш героїчних в історії Другої світової війни, в якій разом з грецькими солдатами воювали британці, австралійці, новозеландці та інші жителі мирного острова. В часи німецької окупації критяни мужньо чинили опір. Після закінчення війни настав період мирного будівництва і розвитку, внаслідок чого сьогодні Крит став однією з квітучих територій Греції в багатьох сферах життя (сільське господарство, туризм, культура).

## Управління і політика

Адміністративний поділ Криту

Крит — одна з тринадцяти периферій Греції (грец. Περιφέρειες, периферія), яка від 1 січня 2011 року розділена на чотири децентралізовані периферійні одиниці, які в свою чергу поділяються на 24 муніципалітети: За адміністративним поділом 1997 року, периферія Крит включала номи: Ханья, Ретимно, Іракліон і Ласітіон, які поділялися на 98 муніципалітетів (грец. δήμος, трансліт. діми), найбільш населений з яких — Іракліон, 137 766 жителів (перепис 2001 року), а найменш населений муніципалітет — Гавдос, в якому мешкає 97 осіб. Крит має 15 представників у парламенті Греції. Столиця острова — місто Іракліон.
Критяни зазвичай перебувають поза владою, оскільки історія острова сповнена битв за незалежність. Як правило, керівники Криту призначалися з Афін, але в 1994 році в усій Греції проводилися реформи місцевого самоврядування, внаслідок яких влада була децентралізована. Новостворений критський місцевий уряд поступово розвиває економічну політику, а також сфери фінансів, освіти і праці. Центральний уряд Греції, своєю чергою, розв'язує питання зовнішньої політики, оборони та права.

## Економіка

### Загальні відомості

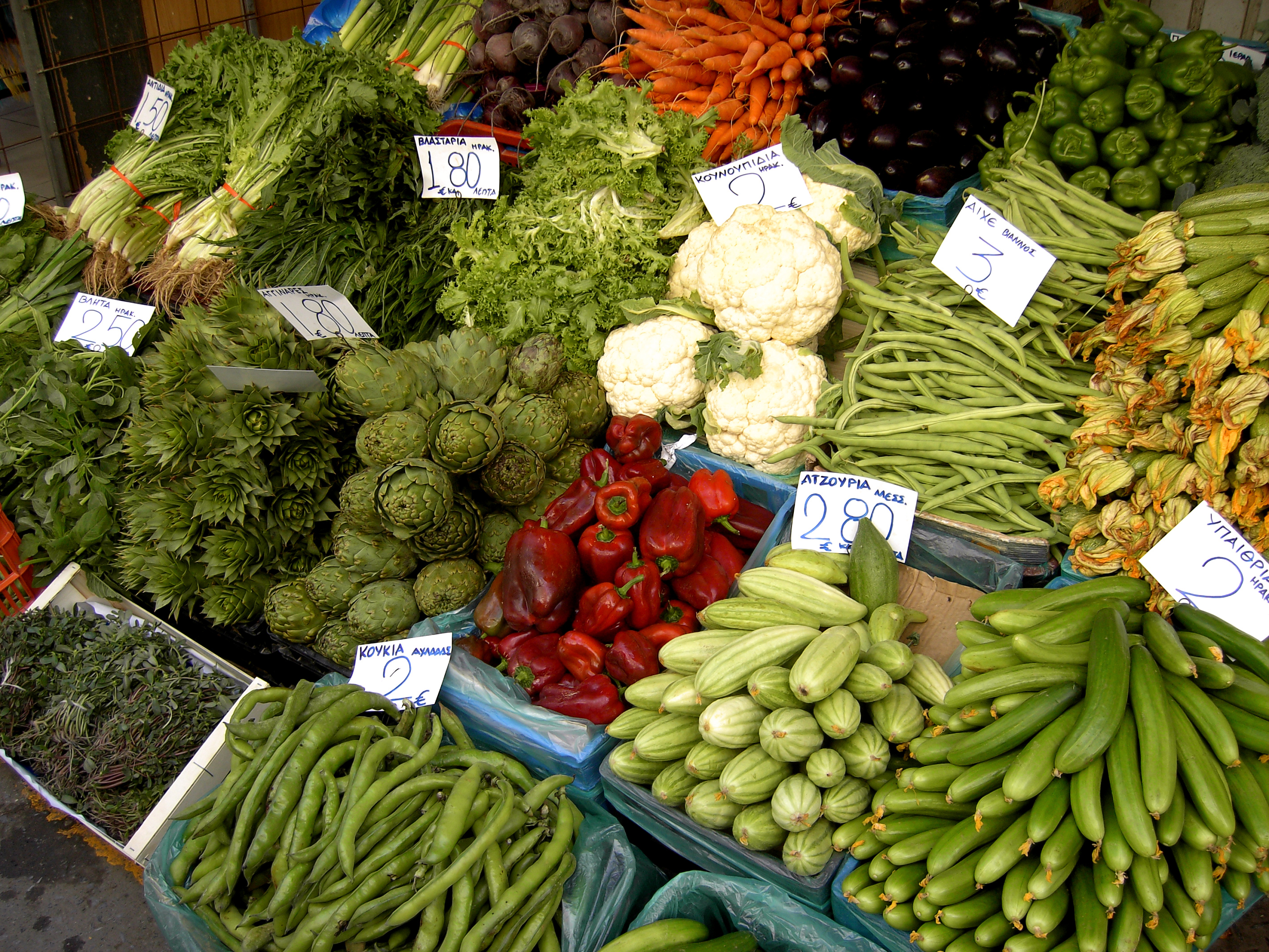
Овочевий ринок в Іракліоні

До приєднання Криту до Греції в 1913 році економіка острова характеризувалась слабким розвитком. Більша частина лісів і полів була зруйнована в результаті пожеж в часи османської окупації. На початку XX століття критяни почали обробляти землю. Попри те, що Крит — гористий острів з незначною рівнинною територією, його сільське господарство відрізняється щедрими врожаями завдяки родючому ґрунту і сприятливому клімату. На прибережних ділянках і на Мессарській рівнині, розташованій в самому центрі острова, ростуть оливкові дерева і виноградники, які складають основу сільського господарства. З винограду роблять знамените критське вино та родзинки султаніна. Найкращі вина Криту — Арханес, Песа, Сітія користуються великим попитом та ідуть на експорт. В районі Мессара також вирощують жито: місцева долина була відома ще римлянам, які називали її «хлібною коморою». Останніми роками на південному сході острова почали вирощувати різні види квітів.
Крит активно експортує оливкову олію, маслини, виноград (як десертні, так і винні сорти), цитрусові, вишню, авокадо, інжир, персики, ківі, банан, ароматичні та лікарські рослини, ріжкові дерева та інше. Також на острові є велика кількість пасік: тут виготовляють мед з особливим смаком і лікарськими властивостями. Найбільше цінується мед із чебрецю. Перше місце в експорті Криту займає оливкова олія, друге — критські родзинки. На міжнародному конкурсі в Данії критські родзинки були визнані найкращими у світі.
Значна роль в економіці острова належить тваринницькій і рибній промисловості. На пасовищах Криту розводять в основному кіз та овець, а отримані з їх молока сиро-молочні продукти (критський твердий сир анфотірос, сир мізіфра) відрізняються високою якістю і особливим смаком.
Надра критської землі багаті на корисні копалини: азбест, вапняк і лігніт. Але гірничорудна промисловість обмежується лише видобуванням вапняку.

### Туризм
Туризм — одна з найважливіших складових в економіці острова. На Криті добре розвинена туристична інфраструктура, краще, ніж на інших грецьких островах. Загалом Крит відвідують понад 2,5 мільйонів туристів на рік, переважно — європейці. Безробіття на острові перебуває на рівні 4 % (середній рівень безробіття в Греції — 8 %). Завдяки теплому морю, тропічному клімату, розвиненій мережі туристичних центрів і комфортабельним готельним комплексам, Крит є одним із найпопулярніших європейських курортів.

## Демографія
За даними перепису населення, який проводили 2001 року, на острові мешкає 601 159 жителів: 297 288 жінок та 303 871 чоловіків. Більше третини всього населення зосереджено у трьох найбільших містах: в столиці Іракліон 137 766 мешканців, в Ханьї — 53 046 і у Ретимно — 31 511. В місті Айос-Ніколаос проживає 19 677, у Сітії та Ієрапетрі — 14 431 та 22 700 мешканців відповідно. За даними перепису населення 2005 року, кількість жителів Криту становить вже 623 666.
| Номи     | 1951    | 1961    | 1971    | 1981    | 1991    | 2001    |
| -------- | ------- | ------- | ------- | ------- | ------- | ------- |
| Іракліон | 189 637 | 208 374 | 209 670 | 243 622 | 263 868 | 294 312 |
| Ханья    | 126 524 | 131 061 | 119 797 | 125 856 | 133 060 | 149 163 |
| Ретимно  | 72 179  | 69 943  | 60 949  | 62 634  | 69 290  | 81 781  |
| Ласітіон | 73 784  | 73 880  | 66 226  | 70 053  | 70 762  | 75 903  |
| Всього   | 462 124 | 483 258 | 456 642 | 502 165 | 536 980 | 601 159 |

За період 1951—1991 років населення Криту зросло на 15 %. Зокрема, в номі Іракліон — на 39 %, в номі Ханья — лише на 5 %. В номах Ретимно і Ласітіон кількість населення, навпаки, зменшилась на 4 %. В 60-ті роки (період 1961—1971) критське населення почало зменшуватись через слабку економіку — жителі почали емігрувати в інші країни: Австралію, Канаду, США та інші.
Нині густота населення острова становить 80,81 осіб/км² (2003). Народжуваність — 9,0 на 1 000 осіб; смертність — 9,4 на 1 000 осіб; дитяча смертність — 7,26 на 1 000 новонароджених. Кількість мешканців віком до 15 років становить 16 % населення Криту, від 15 до 65 років — 67 %, населення віком понад 65 років — 17 %.
Грамотність — 95 % всього населення: серед чоловіків — 98 %, серед жінок — 93 %.
Абсолютну більшість мешканців острова складають греки — 98 %, інші національності — 2 %. До греко-турецького обміну населення 1923 року на Криті проживала етнічна група — критські турки.
Більшість жителів острова — парафіяни грецьких православних церков — 98 %. Мусульман — 1,3 %, представників інших конфесій — 0,7 %.

## Культура і традиції

### Архітектура

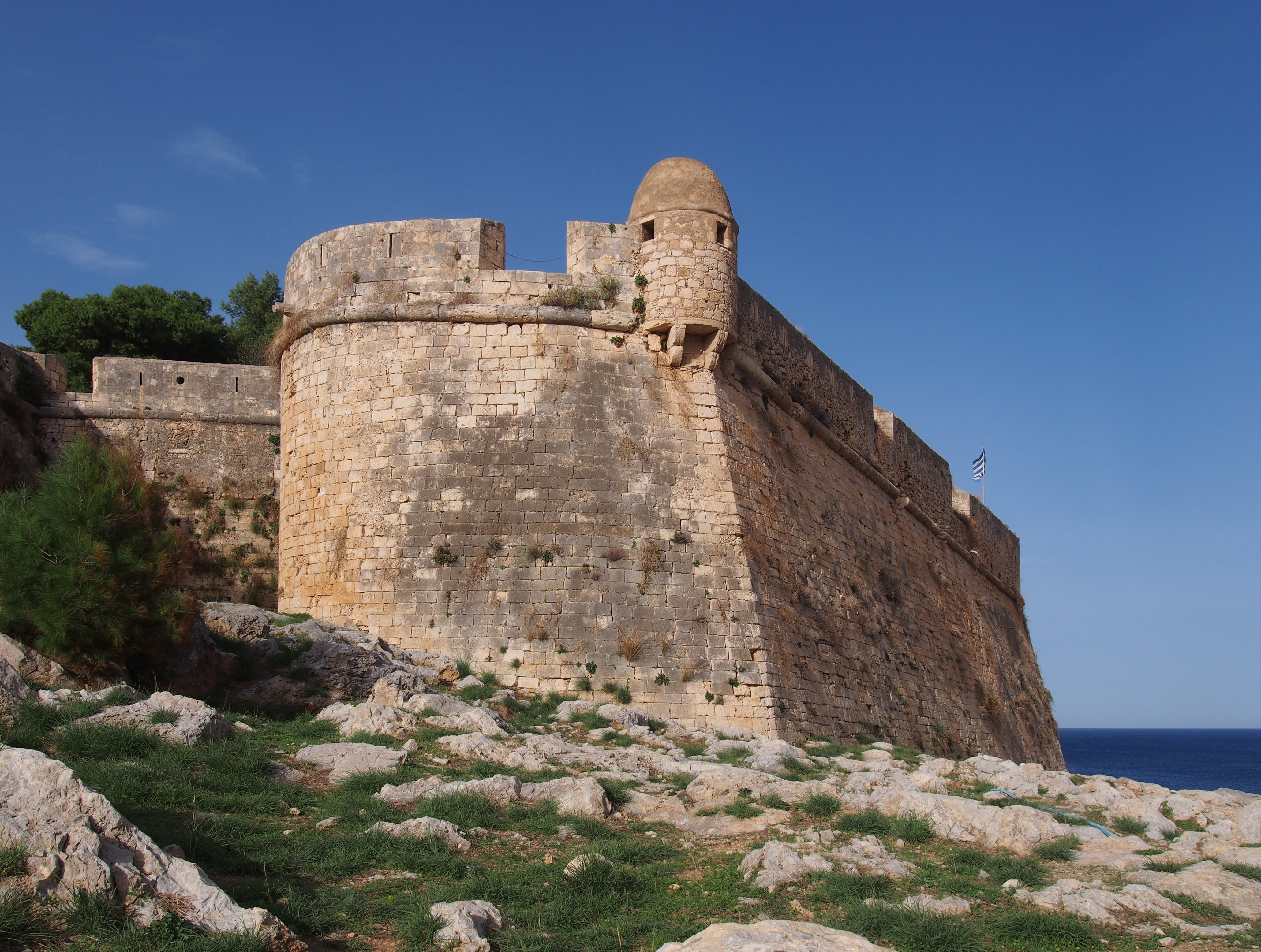
Венеційська фортеця в Ретимно, 1570-ті роки

Особливість розміщення населення на острові полягає в тому, що всі три основні міста (Ханья, Ретимно, Іракліон) лежать на північному узбережжі (для здійснення контролю за Егейським морем) і до того ж в місцевостях, які були заселені ще у давнину, через що еволюція поселень збереглась безперервною. Окрім великих міст, на острові велика кількість селищ (як постійних так і сезонних — метохи). Ці поселення розташовані у горах або передгір'ях (до 800 метрів над рівнем моря, а метохи і вище).
Будинки в міських поселеннях розташовані у вигляді амфітеатру на схилах і на вершинах, які утворювали таки чином природне укріплення для захисту від піратів. Планування поселення у вигляді амфітеатру слідує рельєфу гори, у центрі зазвичай розташована церква, площа, кав'ярні. Селища за висотою місця свого розташування поділяються на три частини: панохорі (верхнє поселення), месохорі (середнє поселення) і катохорі (нижнє поселення).
Приморських поселень до середини XIX століття на острові було дуже мало — через загрозу піратських нападів. Жителі змушені були переселятися в укріплені міста або у внутрішню частину острова. З початку XX століття відбулось повторне заселення старих венеційських поселень: Айос-Ніколаос (фортеця Мірабелло), Сітія, Палеохора (Селіно), Панорм (фортеця Мілопотамо). Більшість приморських селищ виникли в останні роки у зв'язку з розвитком туризму.

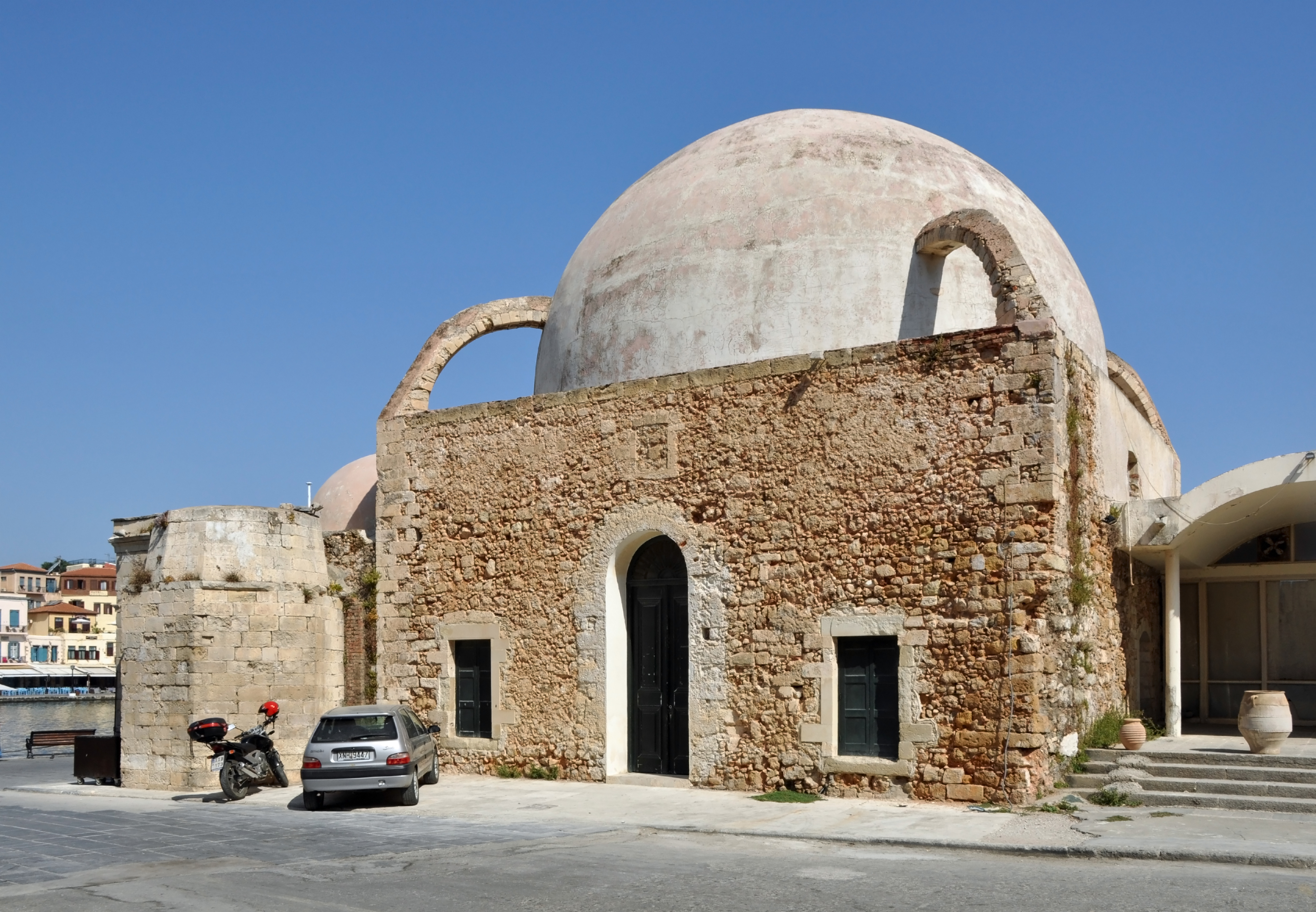
Османська мечеть в гавані Ханьї, 17 століття

Венеційські і османські завойовники залишили свій слід в архітектурі острова. В XV—XVII століттях, які були для Криту епохою миру і розквіту, були збудовані найвизначніші споруди критської ренесансної архітектури — зодчества, яке зазнало впливу західного Відродження, але пристосованого до потреб критського суспільства і місцевих умов. Венеційська республіка з перших років завоювання Криту відчула необхідність передусім укріпити і захистити свої володіння від нападів ворогів, а потім і прикрасити їх розкішними громадськими спорудами і будинками вельмож. Для цього запросили вмілих італійських інженерів, найвідомішим з яких був Мікеле Санмікелі, щоб ті склали проекти і звели такі роботи: фортифікаційні укріплення Кандії (Іракліону), стіни якої будувались впродовж ста років, фортифікаційні укріплення Ретимно — Фортеццу, і фортифікаційні укріплення Ханьї. Окрім початкових укріплень основних портів, обороноздатність острова укріпилась низкою фортець (кастеллі), які будувались у стратегічно важливих пунктах (Грамвуса, Спінолонга, Франгокастелло).
Визначними зразками критської ренесансної архітектури є також замки венеційських феодалів, які розташовані в різних сільських місцевостях Криту. Проживаючи в них, власники наглядали за своїм феодом та селянами. Якщо фортифікаційні споруди, венеційські фортеці і замки є свідоцтвом сили і влади, то палаци, фонтани, лоджії, годинники, площі, пам'ятники є зразками аристократичності. Ренесансна архітектура вплинула також на архітектуру житлових будинків, церков і монастирів (Аркадійський монастир, Свято-Троїцький монастир на Акротирі). В Ретимно і Ханьї збереглись венеційські квартали з будинками городян, які належать до числа небагатьох зразків, що збереглись на території сучасної Греції.

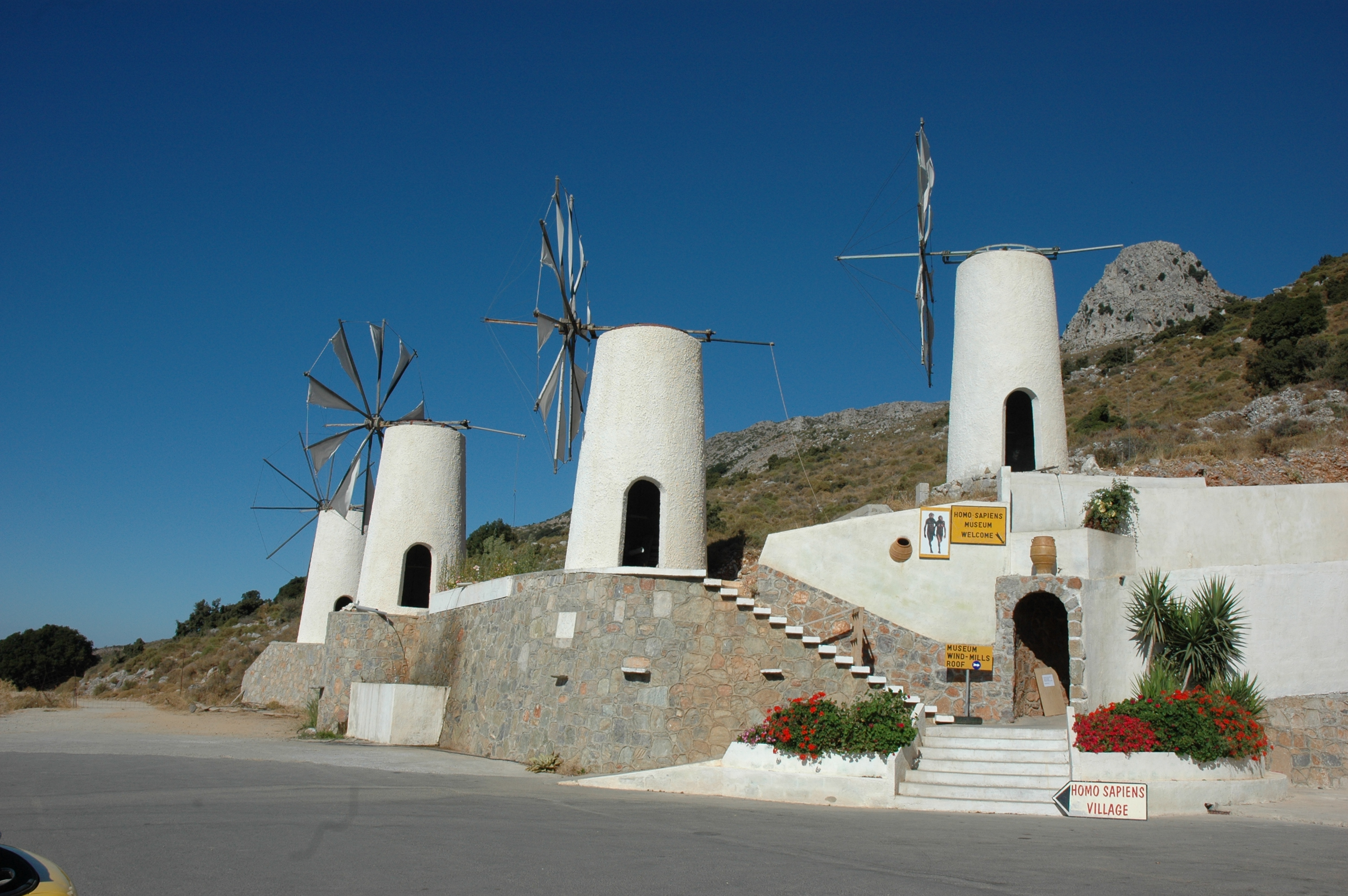
Критські вітряки в області Ласітіон

У сільській місцевості можна зустріти велику кількість резиденцій-замків, вілл і заміських венеційських будинків. У багатьох критських селищах збереглись старовинні брами із тесаного каменю, маслоробні, заміські будинки із верхньою терасою (дома) або дахом. Міські венеційські будинки, що збереглися, складаються з катоги (нижнього поверху), медзао (півповерху) і аноги (верхнього поверху). Зазвичай, будинок має внутрішнє подвір'я, навколо якого він і розташовується у формі літери Г або П (мегарон). Вхід має верхнє перекриття, над яким розташований верхній поверх. На нижньому поверсі містилися комори або додаткові приміщення. Півповерх використовувався як робоче приміщення, а на верхньому поверсі розміщувались житлові кімнати міської родини. Вони включали вітальню, спальні кімнати і підсобні приміщення. Характерною особливістю таких будинків є портал (центральні двері) і вікна з різаними кам'яними рамами з написами і декораціями, а також кам'яні куцунари (ринви плоских терас), кам'яні сходи та інше. Замки венеційських феодалів є зразками фортифікаційної архітектури із квадратним плануванням, товстими кам'яними стінами значної висоти, з нижнім поверхом і двома верхніми. Вони мають незначну кількість невеличких прорізів і надвірні кам'яні сходи.
Традиційний сільський критський будинок значно простіший, має кубічну форму, а також невелику кількість прорізів. Основні будівельні матеріали — камінь, деревина і земля. Критяни білили будинки, а також фарбували в колір вохри, в блакитний і рожевий, найчастіше — з переважанням неокласичних елементів. Найпростіша форма будинку — одне приміщення з верхньою терасою, яка виконує цілу низку функцій. В кутку розташована піч для приготування їжі і для обігрівання. Будинки споруджують із довгих брусів і у випадку виникнення потреби у збільшенні довжини або ширини приміщення додається ще одна балка для підтримки будинку. У пізніших конструкціях дерев'яний серединний брус замінює напівкругла кам'яна арка — камара. Так виник критський арковий будинок камароспіто, який зустрічається у всіх частинах острова. Арка розділяє будинок на дві частини. З часом з'явилась ще одна поздовжня або поперечна арка — так виник двоарковий будинок.

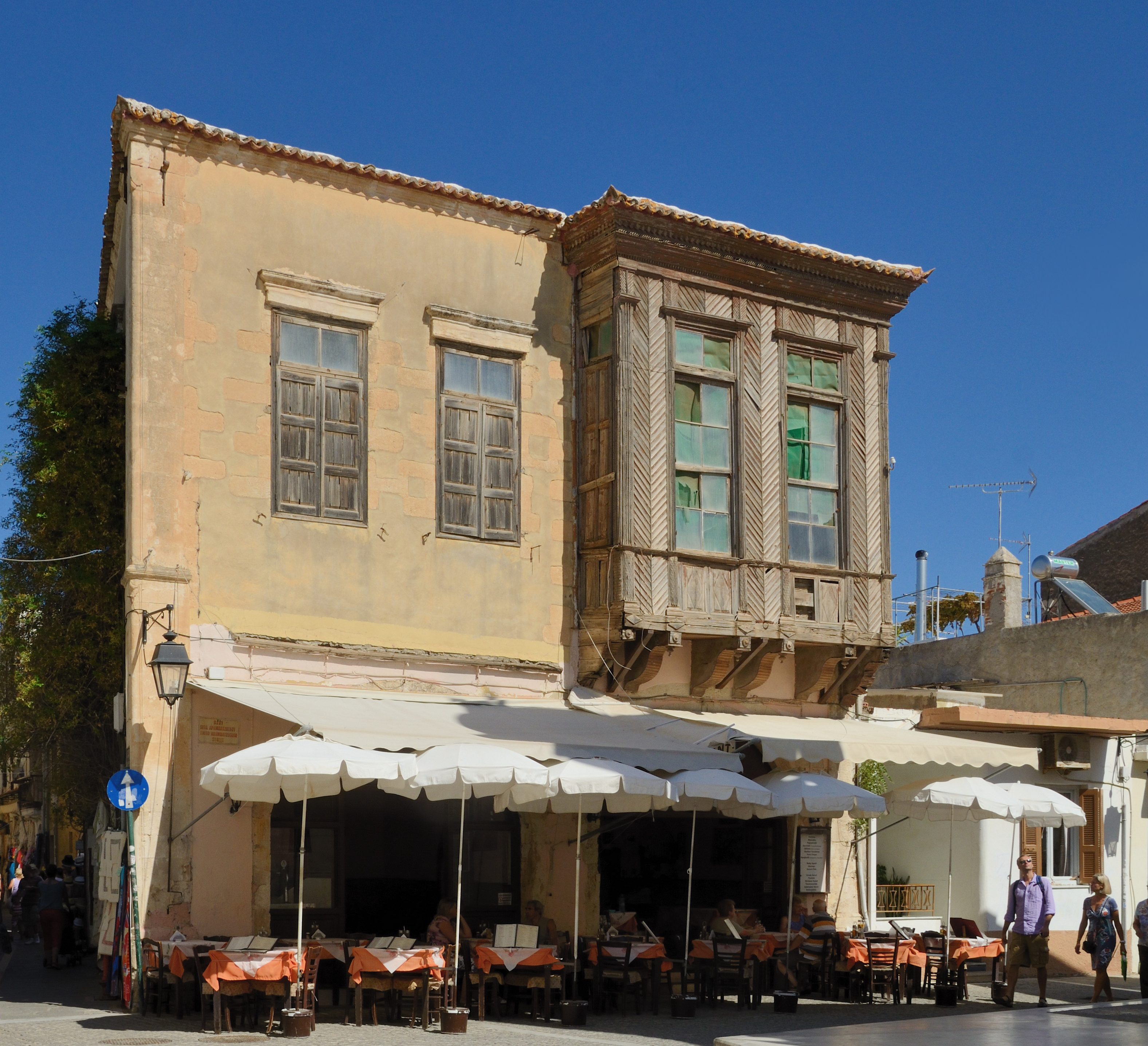
Характерне сахнісі в Ретимно

Найскладніша форма має прибудови інших споруд із плануванням у вигляді літери «Г», і в остаточному вигляді будинок стає двоповерховим. Цей тип зустрічається переважно у Хора-Сфакіон і в приморських селищах тієї ж провінції. Будівлі також мають конструкції з дерев'яними перегородками на верхньому поверсі, великими віконними рамами, пофарбованими в яскраві кольори, вкриті штукатуркою і вибілені.
В західній частині острова будинки переважно вкриті черепицею, зазвичай двоповерхові, з внутрішніми дерев'яними східцями, які закриваються люком на верхньому поверсі, що називається онтас, де знаходяться спальні кімнати. Подвір'я (у випадку його наявності) оточене високими товстими стінами і зачиняється характерними аркоподібними дверима. Двірні та віконні прорізи в стінах великі і мають рами з тесаного каменю, зверху на яких — карнизи для захисту від дощу. Всі ці елементи, як і камені пороліту, які слугують для укріплення кутів будівель, і аркові двері вказують на сильний венеційський вплив на народну архітектуру Криту.
В часи османського володарювання міський будинок в Іракліоні, Ретимно, Ханьї і Сітії збагатився ще одним елементом — закритою дерев'яною верандою на верхньому поверсі — сахнісі, яка, як правило, прибудовується вже до наявних венеційських будинків. Критське народне зодчество представлене також водяними та вітряними млинами, майстернями й печами.
Критська традиційна архітектура — це частина соціальної і політичної історії острова, і ті її зразки, що збереглися, мають виняткову цінність.

### Музеї

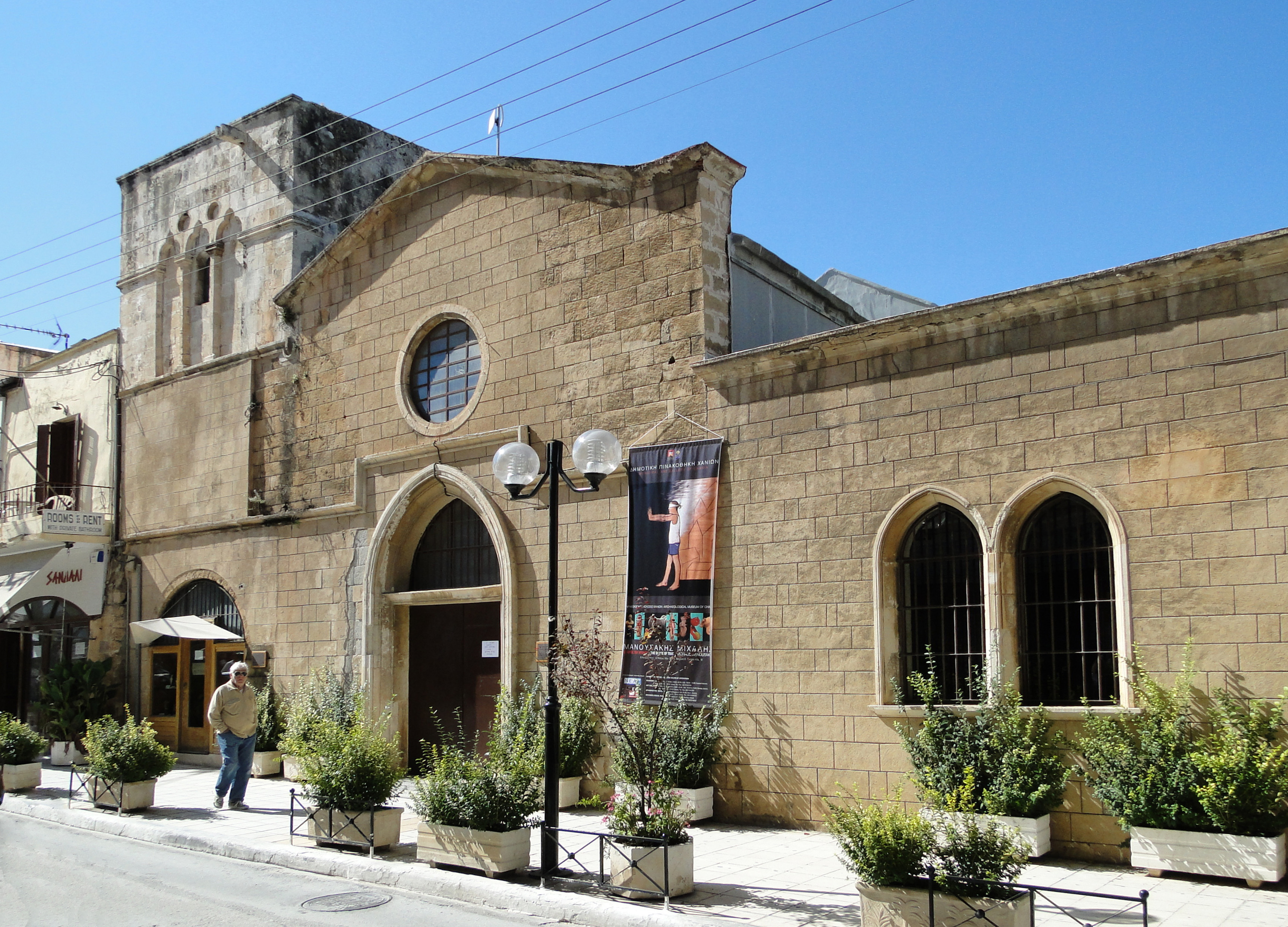
Археологічний музей Ханьї

Музейна спадщина на Криті має велике культурне значення. Музеї знаходяться здебільшого у найбільших містах острова: Іракліоні, Ханьї, Ретимно, Айос-Ніколасі та інших. Один з найвідоміших і найбільших музеїв не тільки самого острова, а й усієї країни — Археологічний музей Іракліону, заснований ще у 1883 році. У його 20 залах зберігаються основні і найважливіші експонати мінойської цивілізації Криту: кераміка, ювелірні вироби, літографії, саркофаги, фрески, мікроскульптури та інше. В історико-етнографічному музеї Іракліону представлені експонати критської народної культури: фрески, ікони, рукописи, мапи, книги, рукодільні вироби, традиційний критський одяг і прикраси, портрети, зброя, султанські фірмани. Крім цього, в залах також виставлені предмети повсякденного вжитку, музичні інструменти, дерев'яні скрині тощо. Серед інших музеїв столиці: Музей образотворчого мистецтва (в якому зберігаються експонати середньовічної і сучасної історії Криту), Музей Критської війни і національного повстання, Музей церковного мистецтва (в якому представлені фрески XIII—XIV століття, християнські реліквії, рукописи, церковні книги, різьблення по дереву і велика кількість візантійських ікон).
В Археологічному музеї Ієрапетри, який розташований в будинку Османської Школи, експонуються знахідки, знайдені в районі Ієрапетри, які належать до різних епох. Серед найважливіших експонатів — посуд, піфоси, лабріси, глиняне гончарне коло; декоративні саркофаги, саркофаг з Епіскопі із зображенням дванадцяти сцен, статуетки, рельєфні плитки геометричної і архаїчної епох, римські світильники з рельєфним декором, статуї римських часів з Віглії і статуя богині Деметри.
В Археологічному музеї Айос-Ніколаоса знаходяться зразки ткацтва, різьблення по дереву, а також місцевий традиційний одяг і візантійські ікони.
В Археологічному музеї Сітії експонується посуд із Агіа-Фотії, Мохлоса, Псири, Палекастро і Закроса. Також у ньому зберігаються таблички лінійного письма А з палацу Закроса і унікальна давильня винограду з оригінальними приладдям з того ж палацу. Етнографічний музей міста Сітія містить велику кількість експонатів: тканини, вишивка, традиційний місцевий одяг і меблі, посуд, ткацький верстат та ін.
В Археологічному музеї Ретимно можна побачити статуетки, прикраси, різноманітні знаряддя праці, наконечники списів епохи неоліту з печер Герані і печери Еллінес; кераміку пізньомінойської епохи з Мастабаса-Ретимно і некрополя в Армені; геми, ларнаки, колекцію монет різних часів із різних місцевостей. В Історико-етнографічному музеї Ретимно зберігаються колекції тканин, картин, а також велика кількість експонатів етнографічного характеру. Етнографічна колекція ліцею гречанок експонує колекції традиційного місцевого одягу і прикрас, велику кількість вишивок, тканин, різьби по дереву і глиняного посуду.
Археологічний музей Ханьї містить знахідки, які були зроблені в районі Ханьї і на всій території Західного Криту, від епохи неоліту до римської доби. Найважливішими експонатами є: таблички з лінійним письмом А і фрагмент амфори зі знаками лінійного письма Б; розписані саркофаги і саркофаг із зображенням священного полювання з некрополя Армені; римські мозаїки з Ханьї із зображенням Посейдона і Амінони, Діоніса і Аріадни; статуетки класичної і елліністичної епох, колекція монет, скляні посудини грекоримських часів з Тарри. В Ханьї розташований Критський історичний архів і музей, в якому зберігаються різні колекції, архіви, церковні прибори, мапи, монети; в спеціальному залі експонуються особисті і пам'ятні речі Елефтеріоса Венізелоса, крім цього, цінна бібліотека і етнографічна колекція. Мореплавний музей Ханьї міститься в будівлі фортеці Фіркас і експонує макети кораблів, а також реліквії Грецького військово-морського флоту.

### Історико-культурні пам'ятки

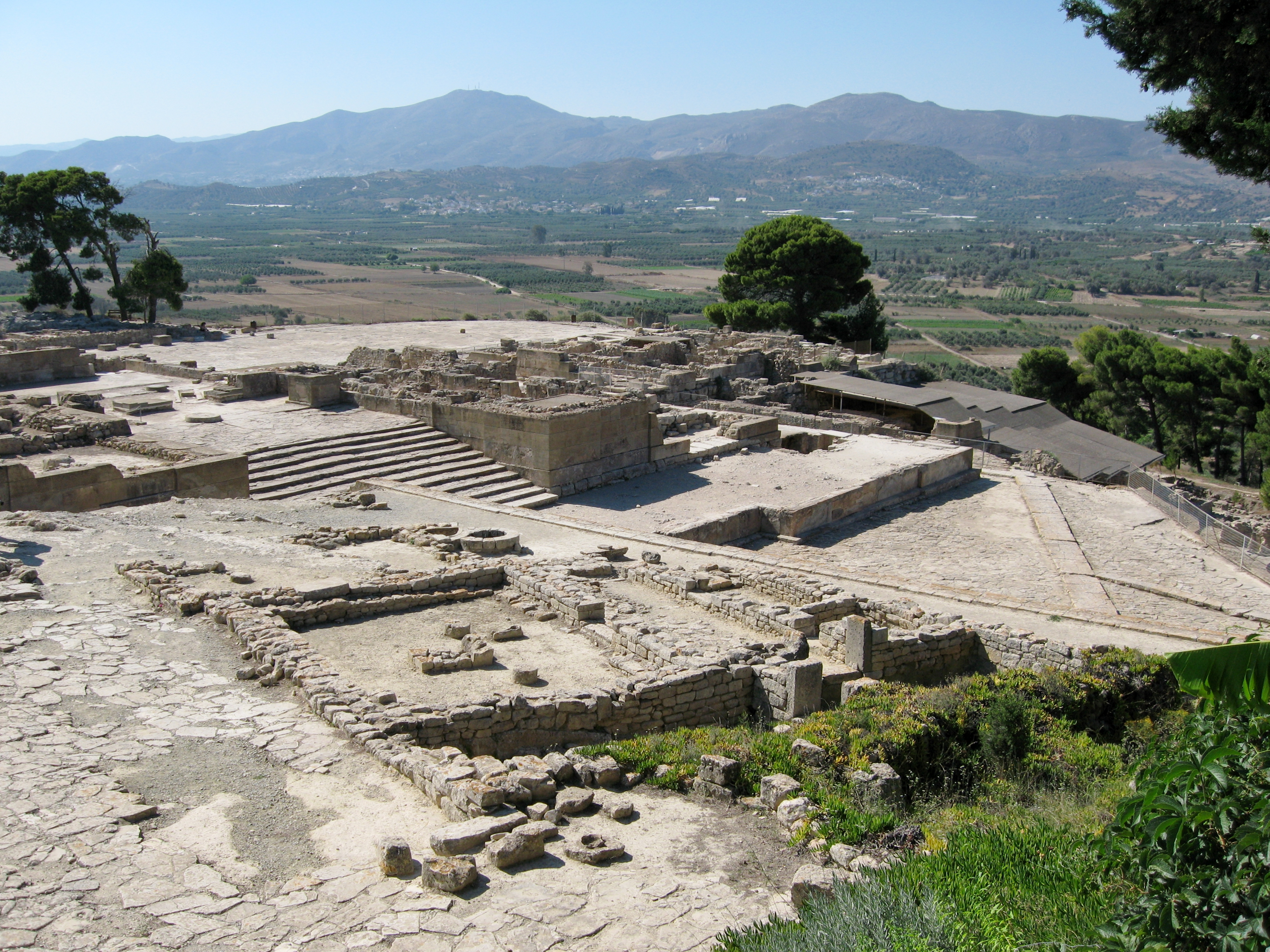
Фестський палац

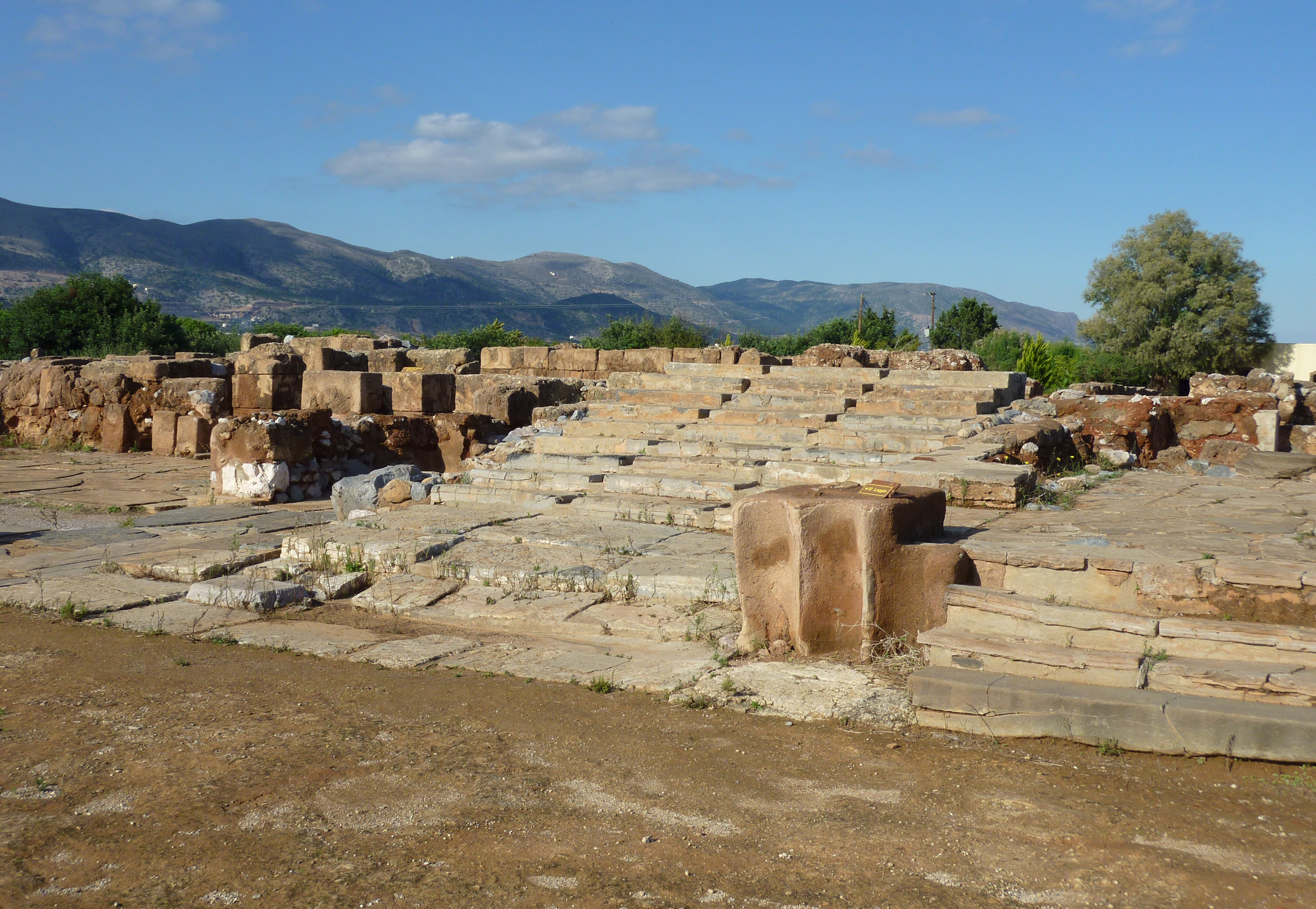
Малійський палац. Головні сходи

До основних історико-культурних та архітектурних пам'яток острова належать:
Археологічний заповідник Кносса. Кносський палац був одним з культурних та політичних центрів мінойської цивілізації у 1900—1450 роках до н. е. У часи свого найбільшого розквіту та могутності Кносс був одним з найвпливовіших полісів в усьому Середземномор'ї. У кносському палаці було вперше в історії людства застосовано такі інженерні та архітектурні дива, як багатоповерхові будівлі, природне та штучне освітлення, водогін та каналізація, вентиляція, опалення, а також мощені шляхи. Події, що відбувалися у Кноссі, вплинули на грецький епос, що з'явився кількома століттями пізніше.
Археологічний заповідник Феста. За значенням для археологічної науки Фест займає друге місце після Кносса. Фест був дуже багатим, багатолюдним і незалежним містом. Район Феста був населений ще в епоху неоліту, про що свідчать фундаменти неолітичних осель, інструменти, статуетки і посуд, знайдені під час розкопок під складами палацу. Розкопки на території міста, розпочаті Італійською археологічною школою під керівництвом Федеріко Хальбхерра, були продовжені під керівництвом Луїджі Перньє і Д. Леві і дали значимі знахідки мінойського, геометричного та елліністичного періодів в історії Еллади.
Археологічний заповідник Малії. Малія була одним з найважливіших центрів мінойського мореплавства і торгівлі. Розкопки на території поліса були розпочаті в 1915 році Йосифом Хадзідакісом і продовжуються Французькою археологічною школою. На території мінойського міста розкопано багато приватних осель і захоронень у Хрісолакосі. Ця місцевість Малії була заселена ще в епоху неоліту. Перший палац був збудований приблизно 1900 року до н. е., зруйнований — близько 1700 року до н. е., після чого був збудований новий палац, який також був зруйнований приблизно 1450 року до н. е.
Мінойський палац Вафіпетро був розкопаний в 1949 році Спіридоном Марінатосом. Це невелика будівля, деякі ділянки якої були двоповерховими, зі стінами, вкритими кольоровою штукатуркою, без фресок. Вважають, що мегарон був збудований близько 1600 року до н. е., а зруйнований і покинутий — близько 1550 року до н. е., після чого була відремонтована його південна сторона. На території палацу були знайдені і відновлені олійниці і давильні для винограду. Також археологи знайшли ткацькі верстати і гончарні круги. Однією з найважливіших знахідок є велика орнаментована амфора для олії.
Археологічний заповідник Гортини. Гортина була одним з найстаріших і наймогутніших міст Криту, а в римський і ранньовізантійський періоди — столицею острова. На території Готрини знаходяться руїни римського преторія (споруда IV століття н. е.), двох німфеїв, Піфії (Храму Аполона Піфійського), святилища єгипетських божеств, двох театрів, амфітеатру, акведука і терм.

#### Інші пам'ятки

##### Історичні пам'ятки

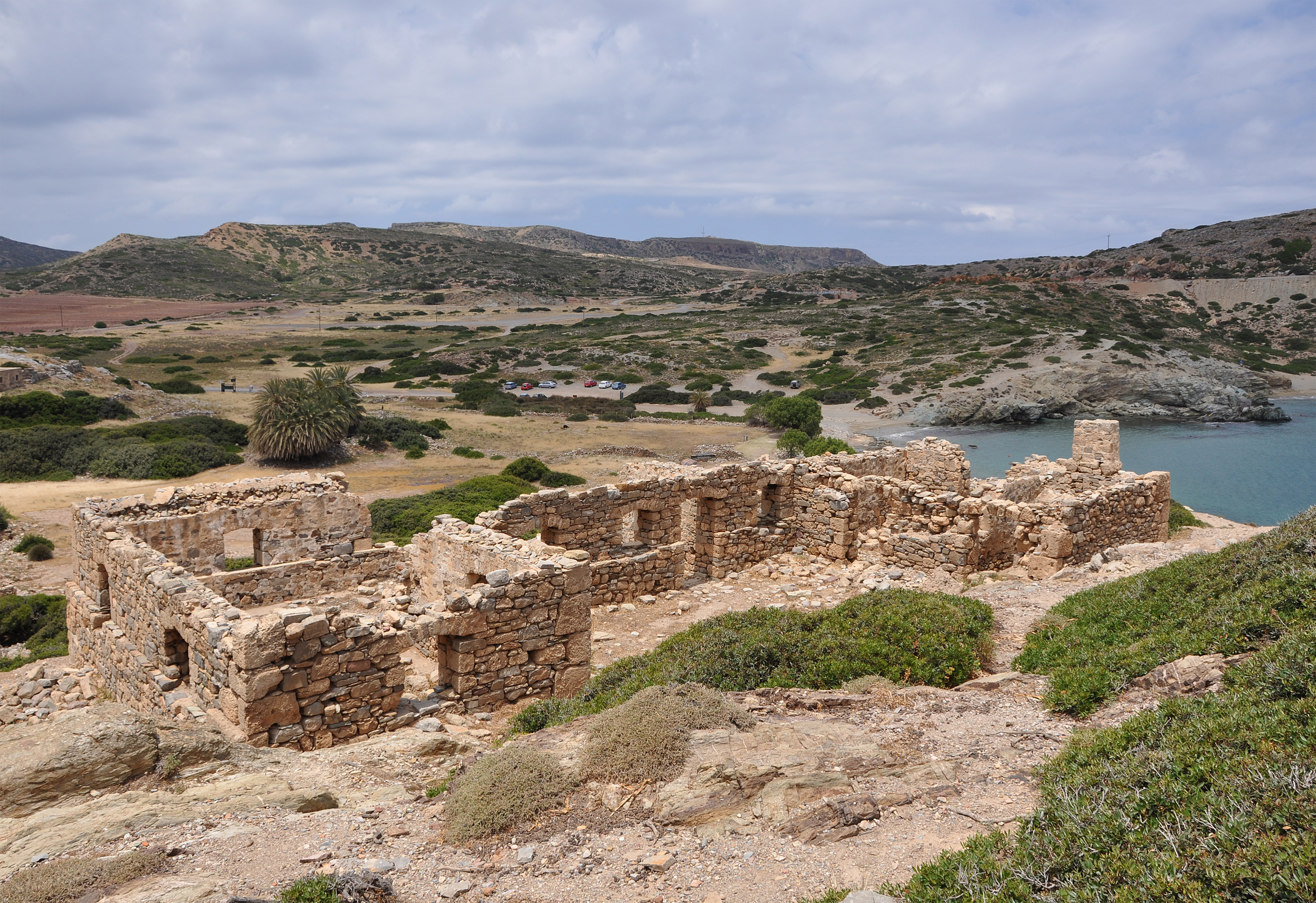
Мінойська міська гавань Ітанос

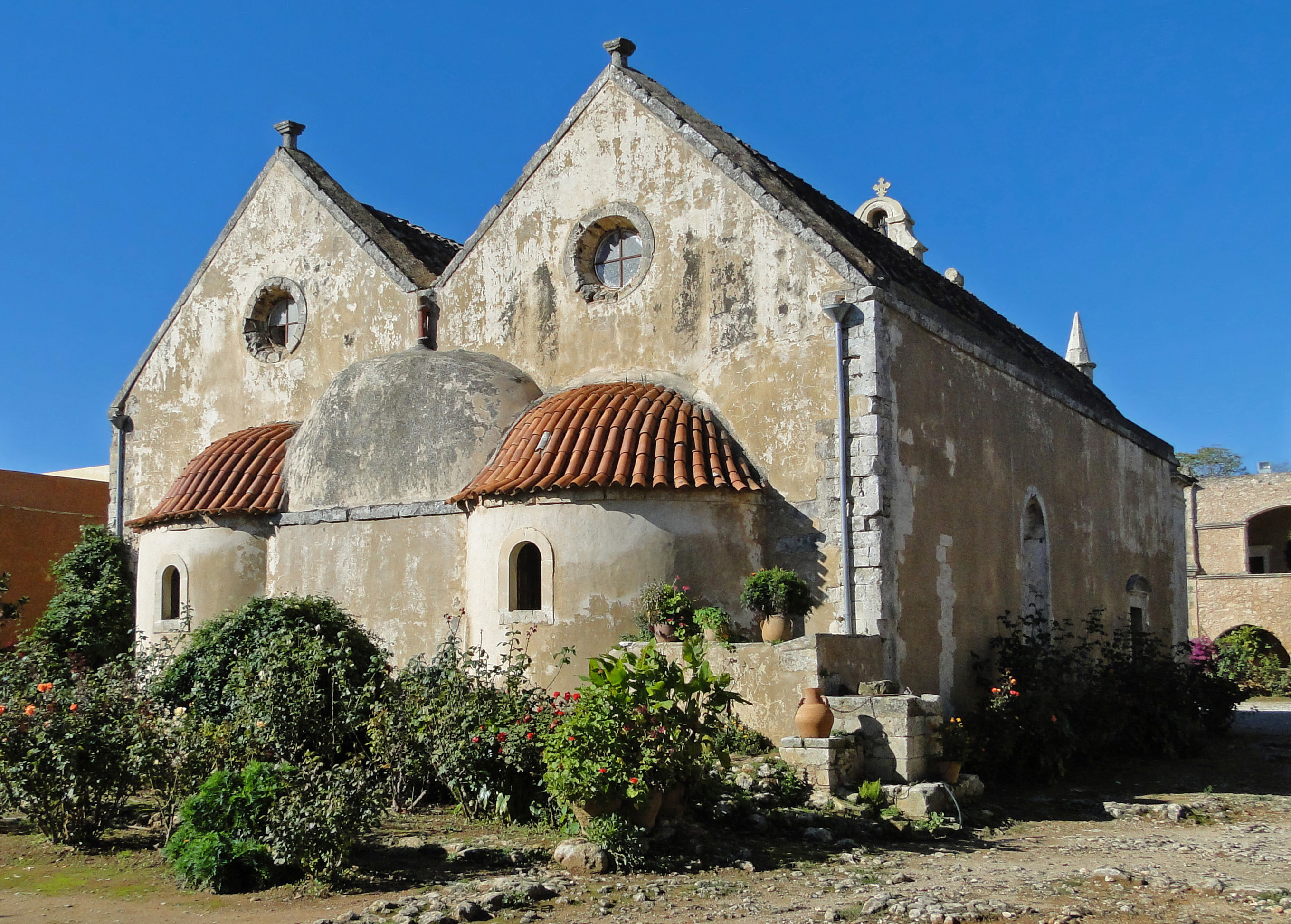
Аркадійський монастир

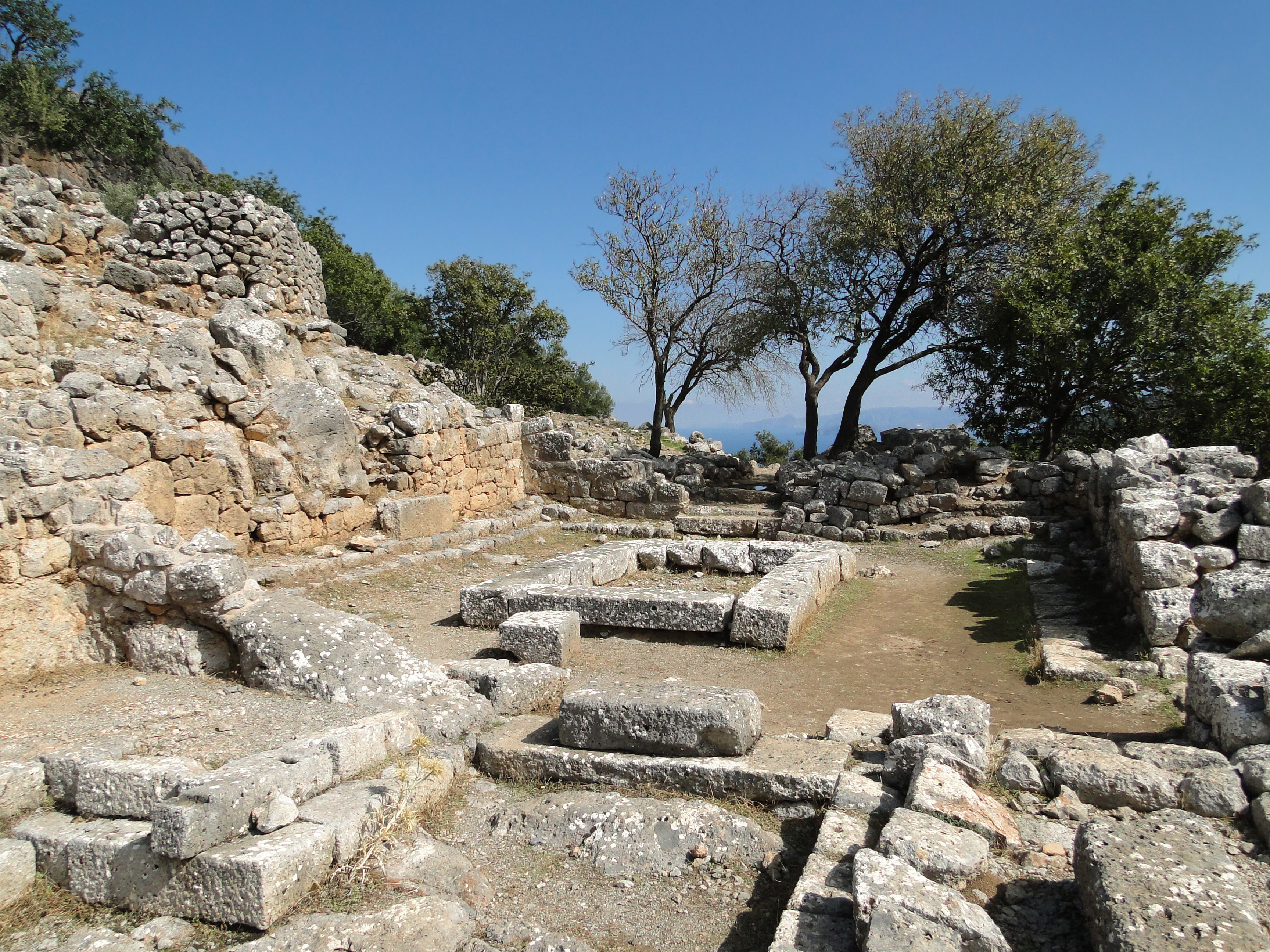
Дорійське поселення Лато

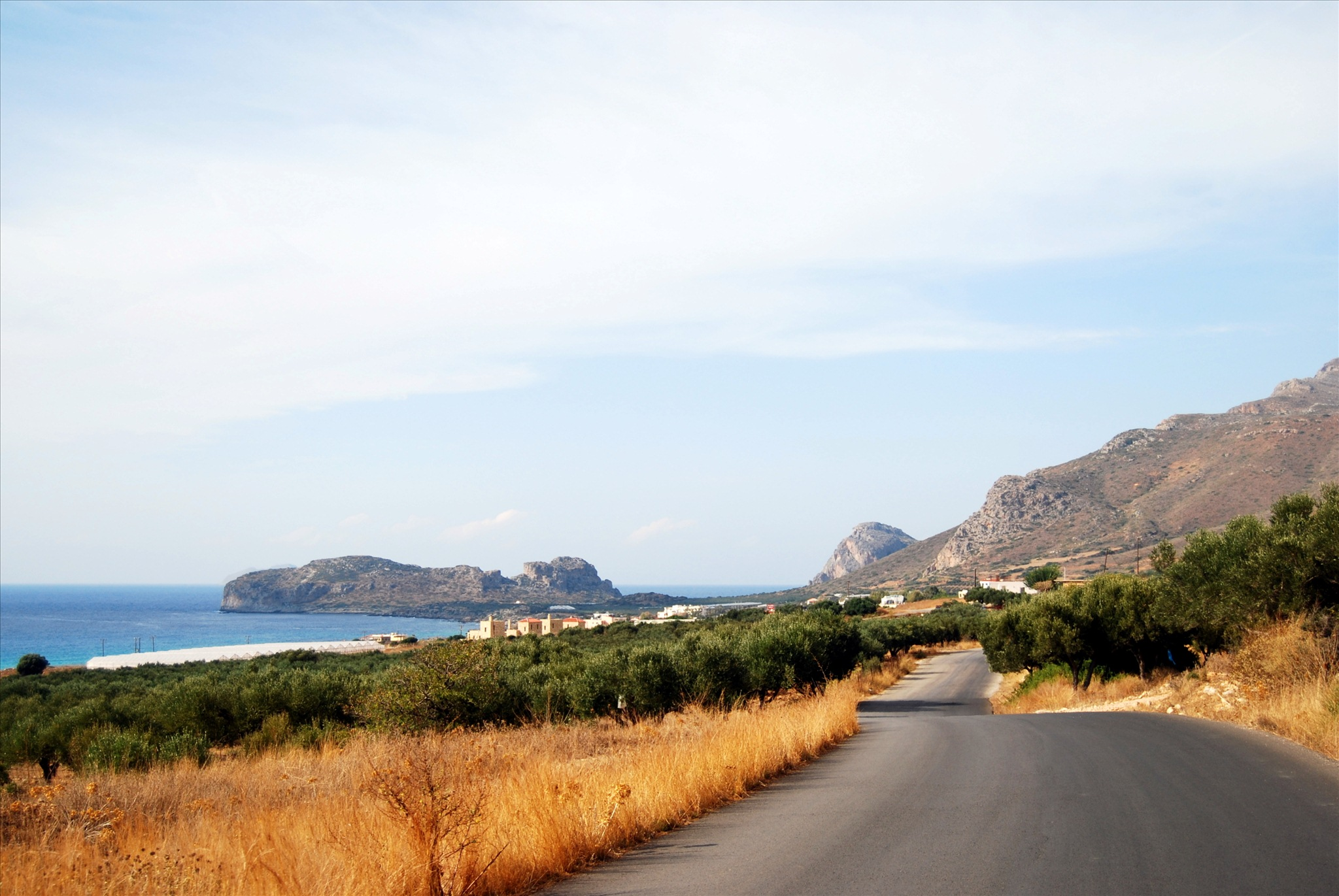
Маслинові гаї під'їжджаючи до Фаласарни

- Агіа-Фотія (некрополь з великою кількістю камерних і шахтових захоронень ранньомінойської епохи)
- Агіа-Тріада (руїни царської вілли Агіа-Тріади неподалік від Фесту)
- Амнісс (мінойський порт)
- Анемоспілья (мінойський храм, в якому проводились ритуали пожертвування)
- Архани (мінойський літній палац)
- Армені (пізньомінойський некрополь)
- Елефтерна (римське місто)
- Фурні (некрополь в Арханах)
- Фурну-Корфі (ранньомінойське поселення)
- Гурнія (пізньомінойське місто)
- Ітанос (мінойська/дорійська міська гавань)
- Като-Закрос (мінойський палац)
- Аркадійський монастир
- Монастир Превелі
- Монастир Гоніас в Колімварі
- Монастир Топлу
- Ласея (римське поселення)
- Лато (дорійське поселення)
- Олус (стародавнє затонуле місто)
- Палекастро (мінойське місто)
- Фаласарна (грецько-римський міський порт)
- Піргос (мінойське поселення)
- Різенія (стародавнє місто)
- Тілісс (мінойський маєток)
- Вафіпетро (мінойський маєток)
- Церква Панагіа-Кера

#### Фортеці та укріплення
- Касарма (фортеця на пагорбі над портом міста Сітія);

- Кулес (середньовічна морська фортеця міста Іракліон);
- Спіналонга (венеційська фортеця на острові Спіналонга, використовувалась як лепрозорій);
- Укріплення Іракліона (низка оборонних мурів та інших фортифікаційних споруд, які оточують місто Іракліон);
- Укріплення Ханьї (низка оборонних мурів та інших укріплень, які оточують місто Ханья);

- Фортеця Агія Румелі (турецька фортеція XVIII ст. поруч з Самарійською ущелиною);
- Фортеця Аптери (турецька фортеція XIX ст. поруч з містом Ханья та Фортецею Ізеддін);
- Фортеця Грамвуса (венеційська фортеця на острові Грамвуса (поруч з північно-східною частиною Криту), датована  XVIII ст., використовувалась як база Повстанського комітету Криту).;
- Фортеця міста Ієрапетра;
- Фортеця Ізеддін (османська фортеця в бухті Суда, поблизу села Каламі, найбільш відома своєю роллю в'язниці для політичних в'язнів у Греції у XX столітті);

- Фортеця Селіно  (фортеція поруч з містом Ханья);
- Фортеця Суда  (фортеція на острівці Суда);
- Фортецца (фортеця в Ретимно);
- Франгокастелло (венеційська фортеця).

Інші оборонні споруди (фортеці, замки а також невеликі форти, оборонні вежі): Високий замок (35°07′07″ пн. ш. 26°02′12″ сх. д. / 35.11861° пн. ш. 26.03667° сх. д.), Фортеця Сфакії (35°12′00.7″ пн. ш. 24°08′15″ сх. д. / 35.200194° пн. ш. 24.13750° сх. д.), Замок Варипетро 35°27′30.8″ пн. ш. 26°06′20″ сх. д. / 35.458556° пн. ш. 26.10556° сх. д., Форт Лутроса (35°11′49.5″ пн. ш. 24°04′44.5″ сх. д. / 35.197083° пн. ш. 24.079028° сх. д.), Форт Аскіфу (35°17′33.4″ пн. ш. 24°11′37.2″ сх. д. / 35.292611° пн. ш. 24.193667° сх. д.), Форт Спаніакос (35°15′58.2″ пн. ш. 24°42′00.1″ сх. д. / 35.266167° пн. ш. 24.700028° сх. д.), фортеця острова Святого Теодора  (35°32′19.7″ пн. ш. 23°55′48.4″ сх. д. / 35.538806° пн. ш. 23.930111° сх. д.), Форт Воукеласі  (35°14′33.7″ пн. ш. 23°52′00″ сх. д. / 35.242694° пн. ш. 23.86667° сх. д.), Фортеця Рокка (35°28′32.9″ пн. ш. 23°44′01.8″ сх. д. / 35.475806° пн. ш. 23.733833° сх. д.),  Форт  Ніо Хоріо  (35°25′00″ пн. ш. 24°08′31.4″ сх. д. / 35.41667° пн. ш. 24.142056° сх. д.), Форт Ватиако  (35°08′30.8″ пн. ш. 24°44′29.8″ сх. д. / 35.141889° пн. ш. 24.741611° сх. д.), Форт Калоніктиса  (35°18′28.8″ пн. ш. 24°23′36.7″ сх. д. / 35.308000° пн. ш. 24.393528° сх. д.),  Форт Коксаре (35°13′13.4″ пн. ш. 24°28′05.8″ сх. д. / 35.220389° пн. ш. 24.468278° сх. д.), Форт Меронаса (35°14′31.″ пн. ш. 24°37′55.7″ сх. д. / 35.24194° пн. ш. 24.632139° сх. д.), Форт Потамої (35°17′03.2″ пн. ш. 24°33′57.1″ сх. д. / 35.284222° пн. ш. 24.565861° сх. д.), Форт Василіків (35°04′52.6″ пн. ш. 25°48′12.1″ сх. д. / 35.081278° пн. ш. 25.803361° сх. д.), Замок Бонріпаро (35°17′20.7″ пн. ш. 24°25′57″ сх. д. / 35.289083° пн. ш. 24.43250° сх. д.),  Форт біля Єпіскопі  (35°03′42.9″ пн. ш. 25°48′05.6″ сх. д. / 35.061917° пн. ш. 25.801556° сх. д.), Вежа у Воїлі (35°5′07.8″ пн. ш. 26°06′20.8″ сх. д. / 35.085500° пн. ш. 26.105778° сх. д.), Вежа Корнарос (35°10′38.2″ пн. ш. 25°56′52.4″ сх. д. / 35.177278° пн. ш. 25.947889° сх. д.)  Вежа Вайнії (35°01′32.3″ пн. ш. 25°46′49.9″ сх. д. / 35.025639° пн. ш. 25.780528° сх. д.), Вежа у Варсамакії  (35°25′27.6″ пн. ш. 23°35′45.8″ сх. д. / 35.424333° пн. ш. 23.596056° сх. д.).

##### Природні пам'ятники
Водойми
- озеро Курна
- озеро Вотомос

Гори
- Анаполіс — плоскогір'я
- Аскіфу
- Гіус-Камбос
- Ласифійське плоскогір'я
- Ніда — плоскогір'я
- Омалос (Лефка-Орі)
- Омалос (Оросіра-Дикті)

Пляжі і бухти
- Аммуді
- Балос
- Дамноні
- Елафонісі
- Франкокастелло
- Комос
- Пальмовий пляж в Превелі
- Red Beach
- Схінарія
- Тріопетра
- Пальмовий пляж Ваї

Ущелини
- Ущелина Арадена
- Німброська ущелина
- Ущелина Агіа-Іріні
- Ущелина Калікратіс
- Ущелина Коціфу
- Курталіотська ущелина
- Перволакійська ущелина
- Самарійська ущелина

Інші пам'ятники
- Панагіа-Кера

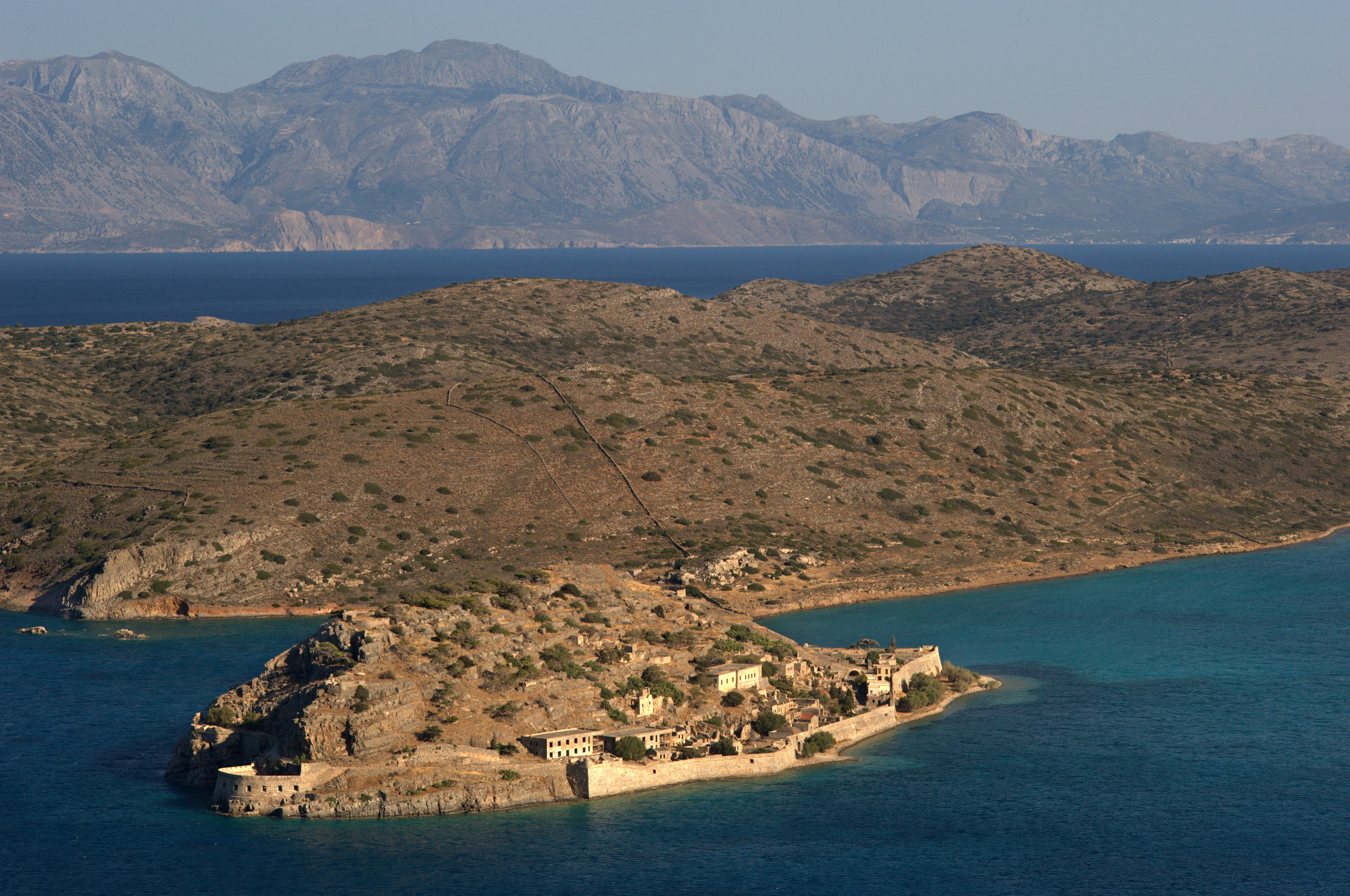
Спіналонга

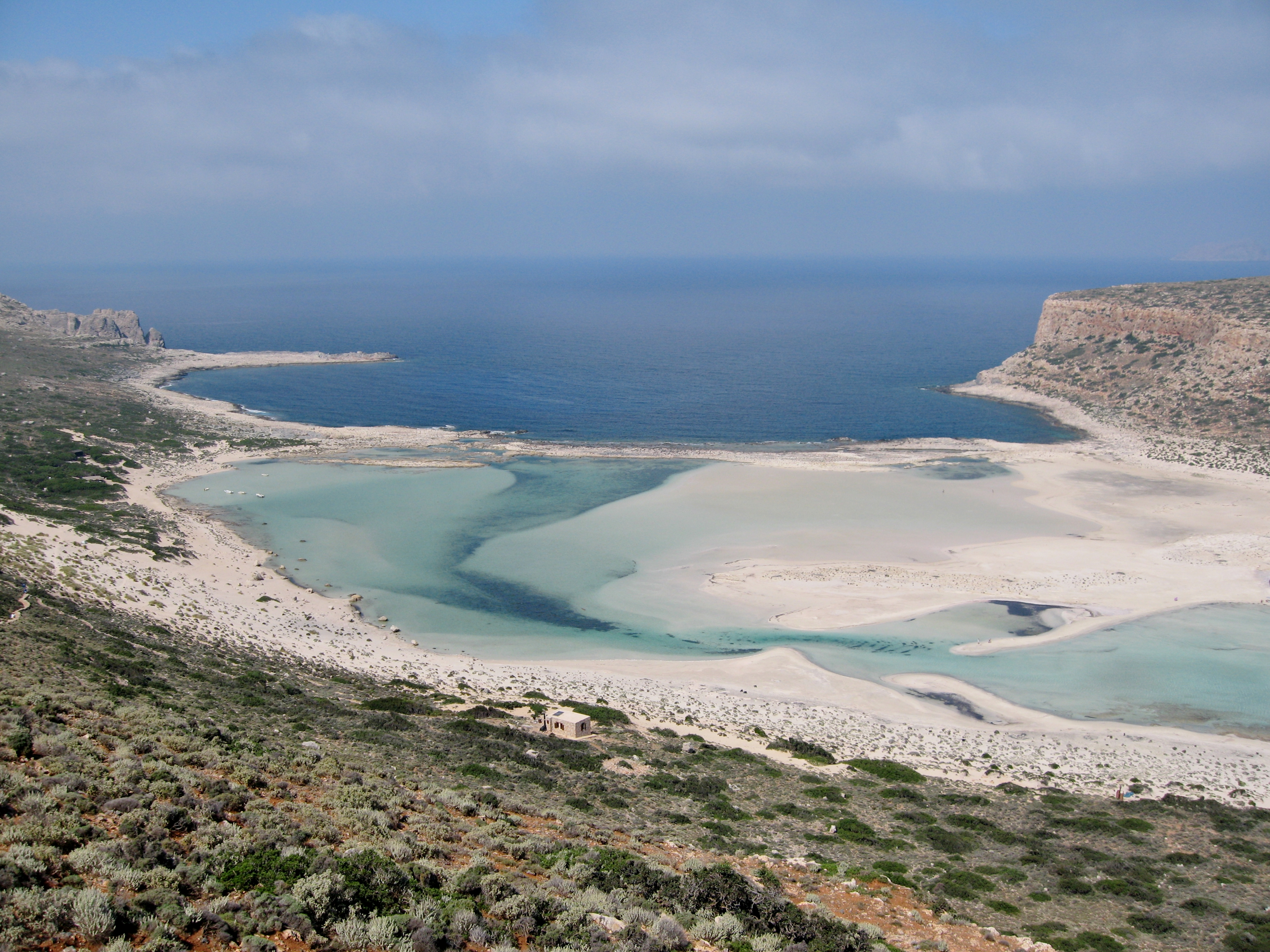
Бухта Балос

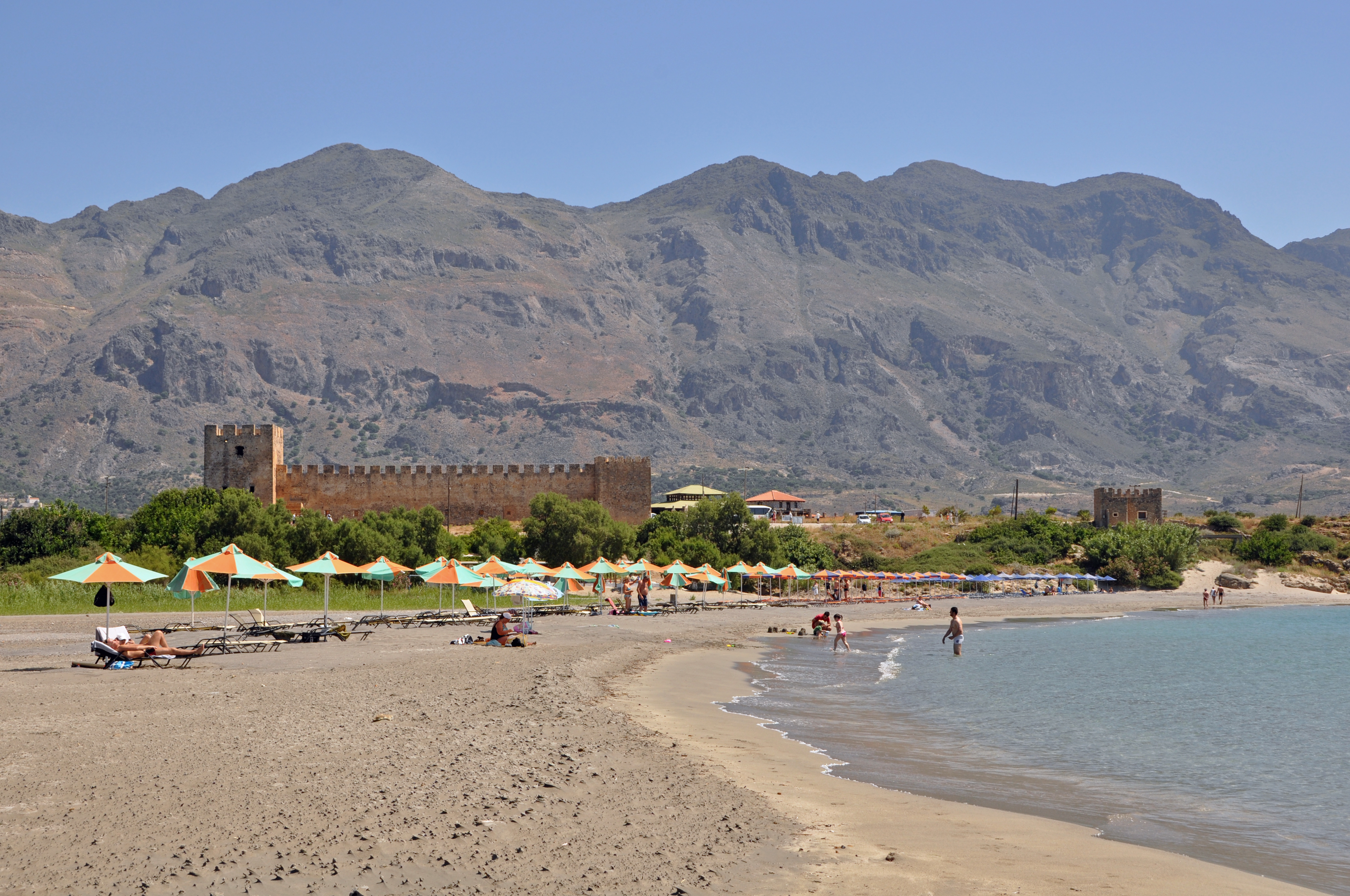
Пляж Франкокастелло

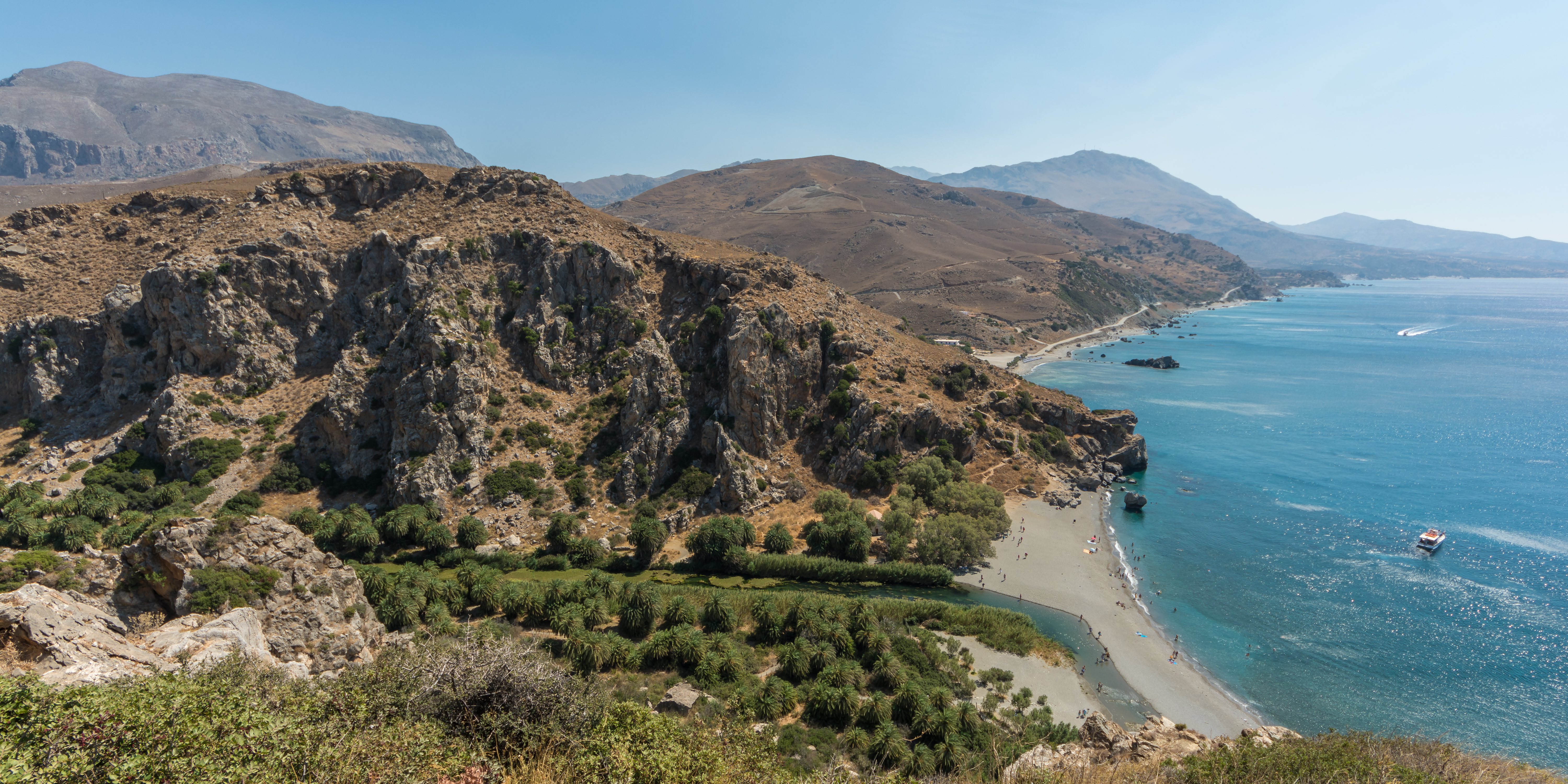
Пальмовий пляж в Превелі

- Німецьке військове кладовище в Малеме

### Традиційний одяг

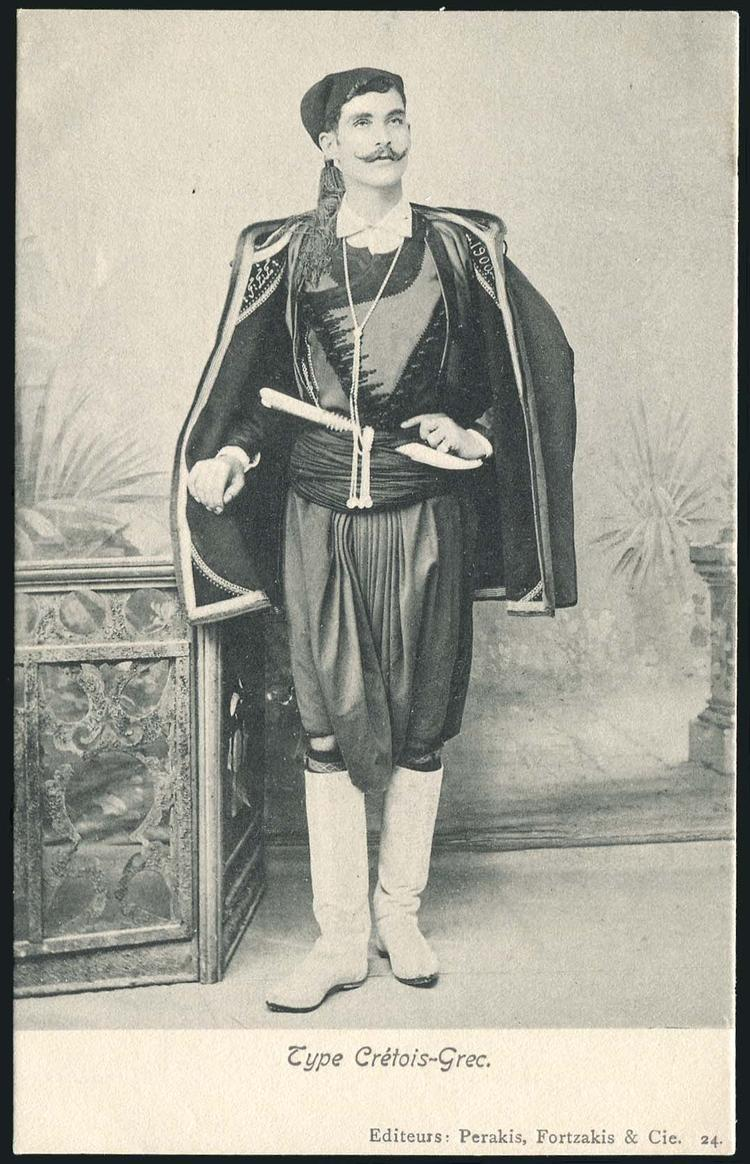
Критський традиційний одяг. Фотографія кінця 19—початку 20 ст.

Критський чоловічий одяг неодноразово змінював свій вигляд в залежності від епохи і місцевих умов, поки наприкінці XVI століття не з'явився відомий, поширений на всіх островах Егейського моря елемент чоловічого одягу — штани врака. Одяг має два варіанти — повсякденний і святковий, різниця між ними полягає в різній якості матеріалу і в прикрасах.
Святковий одяг складається з синіх сукняних штанів (шароварів), жилету з оздобленням мейтаногелеко, синього або червоного поясу і білої тканої сорочки. На голові чоловіки носять складчасту (сфакійську) феску зі звисаючою збоку блакитною китицею — фареон — або чорний кашкет чи хустину з торочками. На ногах — високі стіванья (вид чобіт) і кальцонья (в'язані шовкові шкарпетки). Важливим доповненням чоловічого костюму є кадена (ланцюг), що звисає з шиї і наполовину схована, а також срібний кинджал за поясом.
Критський жіночий одяг представлений різними варіантами в залежності від місцевості (сардза в Сфакії і Агонії, куда в Криці і т. д.). Найпоширеніший тип представляє вид вракі (нижній одяг), яка зав'язується на щиколотках, сакофустано (спідниця) і фартух. На голові жінки носять цебері (хустина), а в гірських місцевостях — маленьку червону феску папазі. На ногах — чоботи, які трохи нижчі чоловічих.
Традиційний критський одяг вийшов з повсякденного вжитку. Його можна побачити на фольклорних виставах, в тавернах з народними танцями, в етнографічний музеях і колекціях. В деяких селищах є літні чоловіки і жінки, які носять критське вбрання у спрощеному вигляді, основу якої складають вракі для чоловіків і сакофустано для жінок.

### Мистецтво

#### Музика

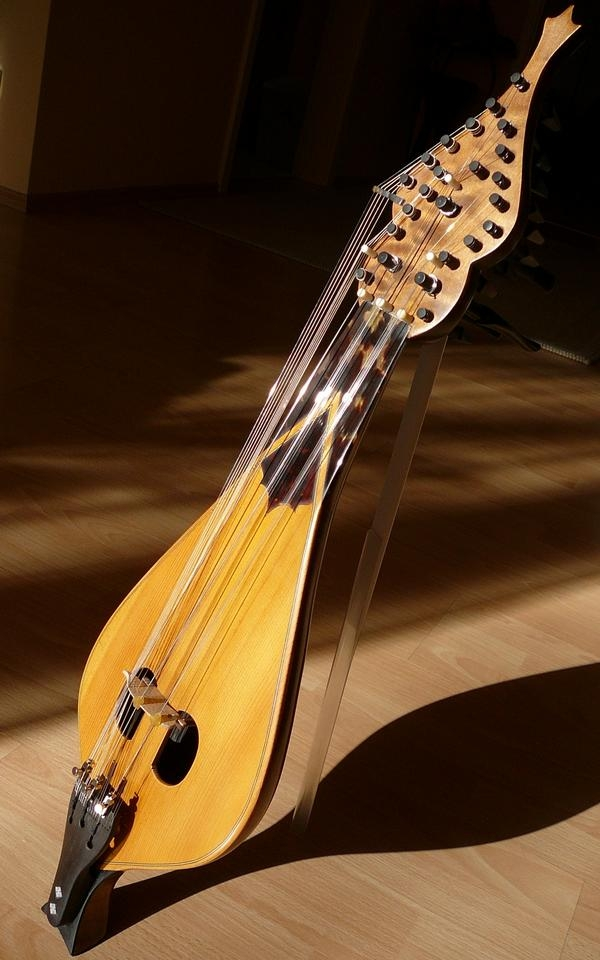
Критська ліра

Музика Криту — це традиційна форма грецької народної музики, яка називається крітіка (грец. κρητικά). Критська ліра є головним народним інструментом на острові — невеличкий триструнний смичковий інструмент, зроблений із шовковичного або горіхового дерева. Критська лютня — лауто (грец. laoúto) і тамбурас — використовуються як акомпанемент. Танассіс Скордалос і Костас Мундакіс — найвідоміші критські лірники.
Місцеві пісні розділяють на загальнокритські, які співають у всіх регіонах острова, і регіональні. До перших належать мантінади (п'ятнадцятискладні куплети переважно любовного, а також сатиричного, історичного, соціального змісту). Основна характерна риса мантінад — імпровізація, яка зазвичай перетворюється e поетичний двобій співака і лірника. Загальнокритськими піснями є також рими, які пишуть римадори. Вони складаються з п'ятнадцятискладних гомеокаталектичних (з подібним закінченням) віршів оповідальної форми з історичним, соціальним або любовним змістом.
До регіональних пісень належать ризитика, пісні Західного Криту. Місцем їх утворення є передгір'я Білих гір. Ризитика поділяються на пісні тавлас і пісні стратас. Перші виконуються як візантійські псалми, без інструментального супроводу, сидячи за столом (тавла), під час радісних подій. Другі співаються в супроводі музики в дорозі (страта). На Криті також виконуються загальногрецькі пісні в різних варіаціях і на місцевому діалекті: акритські, історичні, потойбічного світу та інші. Крім того, популярні і часто вживані також уривки з «Еротокритоса» та інших творів критської літератури.

#### Танці

Чоловіки виконують танок пентозаліс

Традиційні критські танці беруть свій початок з давнини і вважаються еволюційною формою ритуального танцю Лабіринту, який був перенесений Тесеєм на материкову Грецію, де цей танок виконували в пам'ять перемоги над Мінотавром. Сьогодні танцювальні асоціації і ансамблі не лише на Криті, а й по всій Греції, намагаються підтримувати і зберігати традиції критського життя. Так, збереглось 5 основних танців з місцевими варіаціями.
- Сіганос (повільний): цей танок також називають «танком Тесея». Танцюють чоловіки і жінки, поклавши руки на плечі. Танок є вступною частиною для пентозаліса. Кроки нагадують кроки пентозаліса, проте тут вони м'якші, повільніші і супроводжуються звуками ліри або лауто.
- Пентозаліс: Танок отримав таку назву від п'яти (пенте) основних кроків — зала, як кажуть критяни (при повторі — десять). Танцюють чоловіки і жінки, тримаючись за плечі і витягнувши руки, утворюють відкрите коло. Цей танок запальний, зі стрибками, войовничий, вказує на молодість танцівників і представляє можливості для великої кількості імпровізацій під акомпанемент ліри або лауто.
- Сіртос (що тягнеться): це загальногрецький танок, який також називається ханьотікос (ханійський). На Криті його виконують в місцевому варіанті. Танцівники, чоловіки і жінки, взявши один одного за руки на рівні плеча, рухаються повільно, «затяжними» кроками по відкритому колу. Рухи прості і одноманітні.
- Кастрінос або підіхтос. Танок отримав назву від Мегало Кастро, тобто Іракліону. Це виключно чоловічий танок, який складається з восьми кроків до центру кола і вісім в зворотному напрямку.
- Суста (дослівно «двоколка»): Танок отримав назву завдяки ритмічним рухам тіла вверх і вниз і м'якого погойдування. Виконується чоловіками і жінками, які знаходяться один проти одного, і носить любовний характер. Танок складається з шести підстрибуючих кроків (при повторі — 12).

Раніше танцювали й інші критські танці (апаномерітіс, кацибардьянос, пиріхій), які майже вже не виконуються в наш час.

#### Живопис та література
| “                                             | Ми, ті, хто помираємо, чинимо краще, ніж ті, котрі будуть жити. Криту не потрібні господарі, все, що йому потрібно — це такі божевільні, як ми. Ці божевільні роблять Крит безсмертним. | „ |
| — Нікос Казандзакіс, «Капітан Міхаліс» (1953) | |   |

Найбільший розквіт критського живопису припадає в епоху Ренесансу. Тоді на острові була започаткована критська школа живопису. До найвідоміших місцевих митців того часу належать Еммануїл Тзанес та Теодорос Пулакіс (1500 і 1600 роки). Також в цей час значний розквіт мав і критський театр, основними представниками якого були Георгій Хортадзіс («Ерофіла», «Панорія») і Вінченцо Корнарос («Жертвопринесення Авраама», «Еротокритос»). «Еротокритос» («випробуваний любов'ю») — романтична любовна поема, завдовжки в 10 тисяч рядків, написана Корнаросом на початку 17 століття, вважається класикою літератури Грецького ренесансу. На Криті також народився видатний живописець Доменікос Теотокопулос (1541—1614), відоміший під іменем Ель Греко.
В Іракліоні народився видатний критський письменник, поет, драматург і філософ Нікос Казандзакіс (1883—1957). Його найвідоміший роман «Грек Зорба» був екранізований режисером Міхалісом Какояннісом в 1964 році. Серед інших відомих критських письменників — Одісеас Елітіс (1911—1996), лауреат Нобелівської премії з літератури 1979 року, Христофорос Ліонтакіс (н. 1945), Маро Дука (н. 1947) та Міміс Андрулакіс (н. 1951).

#### Народне мистецтво
Критяни відомі своїм вмінням створювати вручну різні вироби, більшість з яких — предмети повсякденного вжитку. Жінки займаються ткацтвом, вишивкою і плетінням кошиків, чоловіки — різьбленням по дереву, виготовленням народних інструментів, ножів і також плетінням кошиків.
- Ткацтво. Особливе місце в кожному сільському будинку займає ткацький верстат. Критські тканини відрізняються щільним тканням, кольоровою гамою і декором (візерунками і вишивкою). На критських тканинах переважає червоний колір, тоді як вишивка відрізняється багатобарвністю, а матеріалом є бавовна, вовна, льон, шовк, в залежності від виду і призначення тканини. Раніше жінки самі фарбували нитки, використовуючи натуральні фарбники — корені рослин, листя, квіти, плоди, деревну кору і таке інше, а також сажу з печі і синьку (зазвичай для фарбування матеріалу під час виготовлення враки). Процес фарбування був складним і вимагав багато часу і досвіду. Критські тканини — це предмети повсякденного вжитку, необхідні в сільському побуті, або одяг: патаньєс і храмья (види покривал для ліжок), рядна, рушники, скатерки. Крім того, це — друвадес (мішки), просомья (багатокольорові тканини, якими жінки накривали плече, на яке ставили глечик з водою), фартухи, пелюшки для немовлят, вракозонес (пояси для чоловічого одягу) та інші вироби.
- Вишивка. Критські жінки, окрім роботи на ткацькому верстаті, займались (а більшість займається і зараз) рукоділлям. Підбираючи потрібні поєднання кольорів і гармонійні композиції, вони створюють шедеври критського народного мистецтва. Найзнаменитіші вишивки — ретимніотські, зроблені характерною ретимніотською або критською голкою.
- Кераміка. Мистецтво роботи з глиною бере свій початок ще з мінойської епохи. Значними центрами гончарного ремесла були Халепа в області Ханьї, Маргарітес в області Ретимно і Кентрі поблизу Ієрапетри. Однак найвідомішим було селище Фрапсано в області Іракліону, жителі якого займались гончарством з часів венеційського володарювання. В основному вони виготовляли піфоси, які нагадують мінойські і використовуються для зберігання олії. Крім того, виготовлялась й інша кераміка менших форм для домашнього вжитку (кадоби, глечики і таке інше). В наш час на Криті є гончарі, які виготовляють декоративну кераміку.
- Плетіння кошиків. Критяни плели кошики для повсякденного вжитку: кофес для перенесення винограду під час збору, старокофінідес для зберігання плодів, тупья для приготування сиру, псомокофінідес для зберігання хліба та інші.
- Виготовлення ножів. В Ханьї та Іракліоні існувало багато майстерень, в яких виготовляли ножі, деякі з яких збереглись і донині. Традиційні критські ножі відомі витонченістю, декором і міцністю. Вони мають цільний сталевий клинець з одною загостреною стороною та руків'я з рогу тварини із зовнішньою шкіряною накладкою. Піхви для срібних ножів прикрашені гравіюванням з різними народними мотивами.
- Різьблення по дереву. В давнину різьбяри по дереву (таядори) займались, переважно, церковним мистецтвом — вирізали іконостаси, аналої, амвони, свічники та інші вироби з елементами сходу, якими прикрашали церкви. Одним із видів різьби по дереву було виготовлення народних інструментів. Сьогодні таких майстрів залишилось дуже мало, однак в досить багатьох місцевостях (переважно, в гірських) є люди, які виготовляють різні вишукані маленькі вироби: ложки, виделки, печатки для проскур, ліри та інші предмети.

### Події, свята і фестивалі
Область Іракліону
1 липня — 15 вересня: Фестиваль «Іракліон-Літо». Управління Іракліону вже багато років проводить це свято, програма якого включає музику, пісні, виступи хорів, танці (грецькі і міжнародні, сучасні і фольклорні ансамблі, театр, образотворче та інші види мистецтва). Культурні заходи проходять у таких місцях:
- театр-сад Н. Казандзакіса,
- Малий міський театр-сад,
- Міський театр в Порту,
- Базиліка Св. Марка,
- Зала «Доменікос Теотокопулос» поблизу фонтану Морозіні.

В зимовий період Міське управління і місцеві культурні організації проводять ще ряд заходів — лекції, вистави, концерти і таке інше.
В Іракліоні відзначають також такі свята:
- 25 серпня: свято Св. Тита
- 11 листопада: свято Св. Міни

В багатьох селищах області місцеві культурні асоціації організовують різні культурні програми з кінця липня до середини серпня.
Область Ласітіону
- Айос-Ніколаос: Пасха. Посеред озера встановлюють поміст, на якому «спалюють Іуду» — традиційний пасхальний звичай. Влітку культурний центр міста організовує фестиваль під назвою «ЛАТО» з великою культурною програмою, танцями, музикою, піснями, театральними виставами для дітей і дорослих і тому подібним. На фестиваль збираються місцеві художні колективи, а також артисти з усієї Греції.
- Єлунда: Літом місцева асоціація проводить культурні заходи.
- Ієрапетра: липень-серпень — художній фестиваль «Кірвії», програма якого включає музику, танці, виставки.
- Крица: 6 серпня — свято Преображення Спасителя на Кафорському плоскогір'ї. 15 серпня — літургія у візантійській церкві Богородиці Кери.
- Монастир Топлу: Вознесіння Господнє. Всеношна літургія в монастирі.
- Неаполі: 15 серпня — свято Богородиці.
- Ласифійське плоскогір'я: На Ласифійському плоскогір'ї відзначають багато традиційних свят.
- Сітія: В літні місяці Міське управління організовує фестиваль «Корнарії». 15 — 20 серпня — свято Султаніни.

Область Ретимно
- Ретимно: На Масницю проводиться Ритимніотський карнавал з танцями і піснями. В кінці липня у міському парку проводиться свято вина. В кінці липня — перші днів серпня проводиться Ренесанський фестиваль Ретимно, який включає культурну програму (концерти, театр, танці, пантоміма), а також інші заходи, зміст яких пов'язаний з епохою Відродження. Більшість цих заходів проходить в Театрі Фортецци. 8 листопада — національне свято з культурною програмою на честь річниці «Вибуху Аркадійського монастиря».
- Аногіа: свято Вознесіння, свято скотарів. В середині серпня — фестиваль «Аногіа». 15 серпня — свято Богородиці.
- Аркадійський монастир: 8 листопада — святкування річниці «Вибуху Аркадійського монастиря».
- Панорм: Масниця — Чистий Понеділок, традиційний карнавал. Літом проводяться культурні заходи з «Критськими вечорами».

Область Ханьї
- Ханья: В травні проходять спортивні змагання «Венізелії». В серпні Міське управління Ханьї організовує культурні заходи, що включають різноманітну художню програму та виставки.
- Вамос: Культурні заходи на початку серпня з музикою, танцями, піснями і виставками.
- Кастеллі: серпень — художній фестиваль «Грамвусії», що включає музичні вечори, виставки і таке інше.
- Малеме: травень — святкування річниці Битви за Крит.
- Палеохора: початок серпня — художній фестиваль «Музичний серпень».

Нижче в таблиці наведені найбільші свята — як загальногрецькі, так і регіональні:
| Дата             | Назва                                                | Опис                               |
| ---------------- | ---------------------------------------------------- | ---------------------------------- |
| 1–7 січня        | Хрещення Господнє, або Теофанія                      |                                    |
| Січень           | Карнавал                                             | Маскарад до початку Великого посту |
| Березень–квітень | Пасха                                                |                                    |
| 25 березня       | Святкування Дня незалежності                         | Паради і танці                     |
| 1 травня         |                                                      | Святкування приходу весни.         |
| 20–27 травня     | Святкування річниці Битви за Крит                    | Відзначається в Ханьї.             |
| Червень          | Морський тиждень                                     | Виставки і феєрверки.              |
| 25 серпня        | Свято Св. Тита                                       | Свято відзначають в Іракліоні.     |
| 28 жовтня        | День Охі                                             | Національне свято                  |
| 7–9 листопада    | Святкування річниці «Вибуху Аркадійського монастиря» | Національне свято.                 |

#### Весілля
У критських селах, відповідно до давніх сімейних звичаїв, перед тим, як зіграти весілля, потрібно було отримати згоду батьків, передусім самого батька. Тому майбутнє подружжя просило в батьків згоди і благословення. Весіллю передували заручини (обряд сватання), які відбувались в будинку нареченої і яку освячував священик, після чого складався договір про придане.
Зазвичай весілля справляли у неділю або в інший святковий день, але ніколи — у вівторок, середу або в травні місяці. За декілька днів до весілля запрошені надсилали подарунки — зазвичай вино, олію, сир та м'ясо. Перед здійсненням обряду придане, яке здебільшого складали тканини, вишивка, рядна і побутові речі, приносили з дому молодої в дім нареченого, де мала жити майбутня пара. Придане перевозили на конях у супроводі гри на лірі, пісень і стрілянини, яку влаштовували родичі і друзі, що брали участь у святковій процесії.
Таїнство шлюбу здійснювалось відповідно до церковних обрядів, після чого молоді танцювали в саду під звуки музики і весільних пісень в супроводі гостей. Танок продовжувався в будинку. Перед тим, як зайти до будинку, наречена креслила медом знак хреста і розламувала біля входу плід граната. Всі ці дії мали символічне значення, яке полягало в тому, що життя молодих має бути солодким, як мед, міцним і творчим, як леміш, спокійним, як ягня, плідним і рясним, як зерна граната. Після цього молоді сідали на пастос — лежанку, прикрашену квітами і символічними гілками, а гості співали їм пастіка — пісні, що прославляли радість сімейного життя. Потім починався бенкет з піснями і танцями, що тривав два наступні дні.
Численні елементи традиційного критського весілля продовжують зберігатися і в наші дні в багатьох селищах острова.

### Кухня
Під час великих релігійних свят і визначних подій критські жінки зазвичай готують тісто, випікають і прикрашають традиційну випічку. На Різдво готують христопсома або ставропсома («Христовий хліб»), на Пасху — авгокулурес («яєчні калачі») або лампрокулурес («пасхальні калачі»), на свято Успіння Богородиці 15 серпня — фтазіма («самозамішений хліб»). Особливий хліб пекуть на весілля, на хрестини та інші визначні події. Такий хліб прикрашений рельєфним декором з тіста і тому вважається особливим зразком народного мистецтва. З молотої на жорнах пшениці готують хонтрос, який використовують для приготування багатьох страв і передусім —особливого виду супу.
На критсьому столі завжди присутні місцеві маслини та сир, салати з польових трав, заправлені оливковою олією, і бобові.
Типовими критськими стравами є: хохльї (слимаки), м'ясо офто (великі шматки баранини або козлятини, запечені на вуглях, варена козлятина), стака (з вершкового масла і борошна), сфакіані турта (баранина із сиром на листовому тісті, запечена в духовці), каліцунья (невеличкі пиріжки із зробленого вручну листового тіста з начинкою м'якого білого сиру анфотірос, смажені на оливковій олії).
У сільській місцевості збирають слимаків, яких готують з розмарином та вином. Дрібна рогата худоба, окрім м'яса, дає також різномінітні молочні продукти — молоко, сири, у тому числі мізіфру, грав'єру,
фету та унікальне стаковутіро для традиційного критського плову котопуло. Крім того, в сільській місцевості розводять курей і кролів. Високі смакові якості критської кухні пояснюються надмірним використанням оливкової олії. Місцеві ячмінні сухарі паксімадья з оливками часто складають повне одноразове харчування критянина. Відома страва критський дакос — поєднання місцевих свіжих продуктів — ячмінного сухаря, оливкової олії та солі.
Взимку готують ковбаси та омафьєс або циладья (холодець) зі свинини. До їжі подають критське вино, місцевих сортів якого дуже багато. Крім того, типовим критським напоєм є цикудія або ракі — міцний спиртний напій з плодів відбірної шовковиці. Морська кухня представлена різноманітністю риб, морських їжаків, кальмарів, каракатиць, омарів, креветок та молюсків.
На десерт критяни їдять традиційне домашні солодощі, виготовлені з домашніх продуктів — мізіфропітакья, ксеротігана,
ліхнаракья та варення.
На острові багато таверн і ресторанів, в яких подають традиційні критські страви, закуски, вино і цикудію.

### Спорт

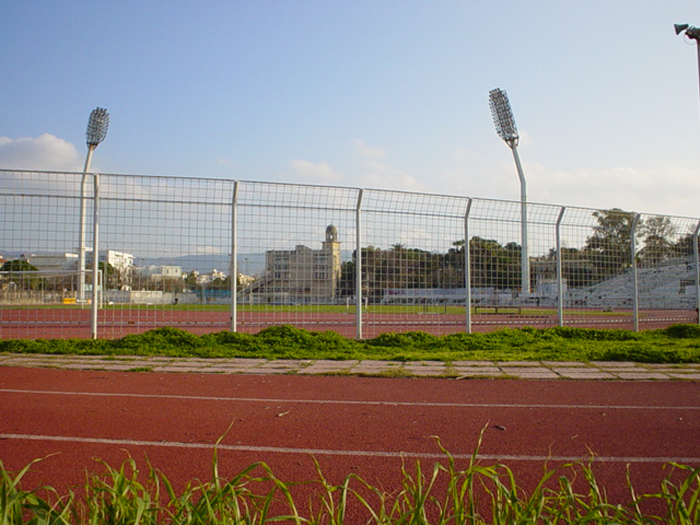
Національний стадіон в Ханьї, збудований в 1935 році

Столичні футбольні клуби «Ерготеліс» та ОФІ виступають у Грецькій Суперлізі та Бета Етнікі відповідно. Обидві футбольні команди проводять матчі на стадіоні «Панкритіо», який був збудований для Літніх Олімпійських ігор 2004 року. Крім того, в Іракліоні є баскетбольна команда «Іракліон БК», яка виступає у найвищій лізі країни — A1 Етнікі.
Найбільші готелі острова мають басейни, тенісні корти, майданчики для міні-гольфу, інвентар для занять водними видами спорту. В Іракліоні діє закритий плавальний басейн, баскетбольні, волейбольні майданчики і тенісні корти, а також закрита спортивна зала. На горі Псилорит є велика та мала лижні траси. Також в столиці є Альпіністська організація Іракліону.
В Айос-Ніколаосі розташований Національний плавальний басейн, в якому проходять змагання з плавання. Національний стадіон Айос-Ніколаоса має баскетбольні та волейбольні майданчики. В Ретимно розташований Національний стадіон. В Ханьї — школи вітрильного спорту, плавання, водних лиж і підводного плавання, які підтримуює Мореплавна асоціація Ханьї. В місті також розташований Національний стадіон Ханьї. На узбережжі Катанарі міститься Національний центр морського спорту Ханьї. В Камбані, на півострові Акротирі, розташоване Національне стрільбище. В Ханьї є Аероклуб, а також Спортивна асоціація тхеквондо. В Білих горах є невеликі лижні траси, а на узвишші Калергі розташована лижна база.
Серед найвідоміших критських спортсменів: тенісистка Елені Даніліду, баскетболіст Андреас Глиніадакіс, футболісти Йоргос Самарас і Нікос Махлас.

### ЗМІ
На Криті видаються регіональні газети, журнали; є місцеві радіостанції та телебачення, ефір якого транслює новини, фільми, документальні, музичні та культурні програми:
Газети:
- Αγώνας της Κρήτης (Agonas TIS Kritis) — щоденна газета Ханьї;
- Χανιώτικα Νέα (Chaniotika Nea) — щоденна газета Ханьї;
- Athlitiko Reportage — спортивна газета, що виходить в Іракліоні;
- Mesogios — щоденна газета Іракліону;
- Patris — щоденна газета Іракліону;
- Platyrrahos Publishing — критська газета, є аналогом австралійської Cretan News Of Australia;
- Lasithiotiko Stigma — газета Ласітіону[39].

Журнали:
- Candia — критський журнал;
- Fonien — журнал Лісітіону;
- ΣΤΙΓΜΕΣ (STIGMES) — регіональний критський журнал; виходить двічі на місяць з жовтня 1991 року; наклад — 10 000 примірників; був визнаний найкращим регіональним журналом в Греції[40].

Радіо-станції:
- Diktio Fm 91,5 — в Ханьї;
- Fly 95,9 fm — в Ретимно;
- Metropolis Fm 96,5 — в Іракліоні;
- Kriti Fm 101,5 — в Іракліоні;
- Diavlos Kritis Fm 96,6 — в Айос-Ніколаосі;
- Super Radio 99.6 Fm Stereo — в Кіссамосі.

ТБ-канали:
- Creta Channel — в Іракліоні;
- Kriti Tv — в Іракліоні;
- Kydon Television — в Ханьї;
- Kriti1 — в Ханьї.

## Транспорт
Порти

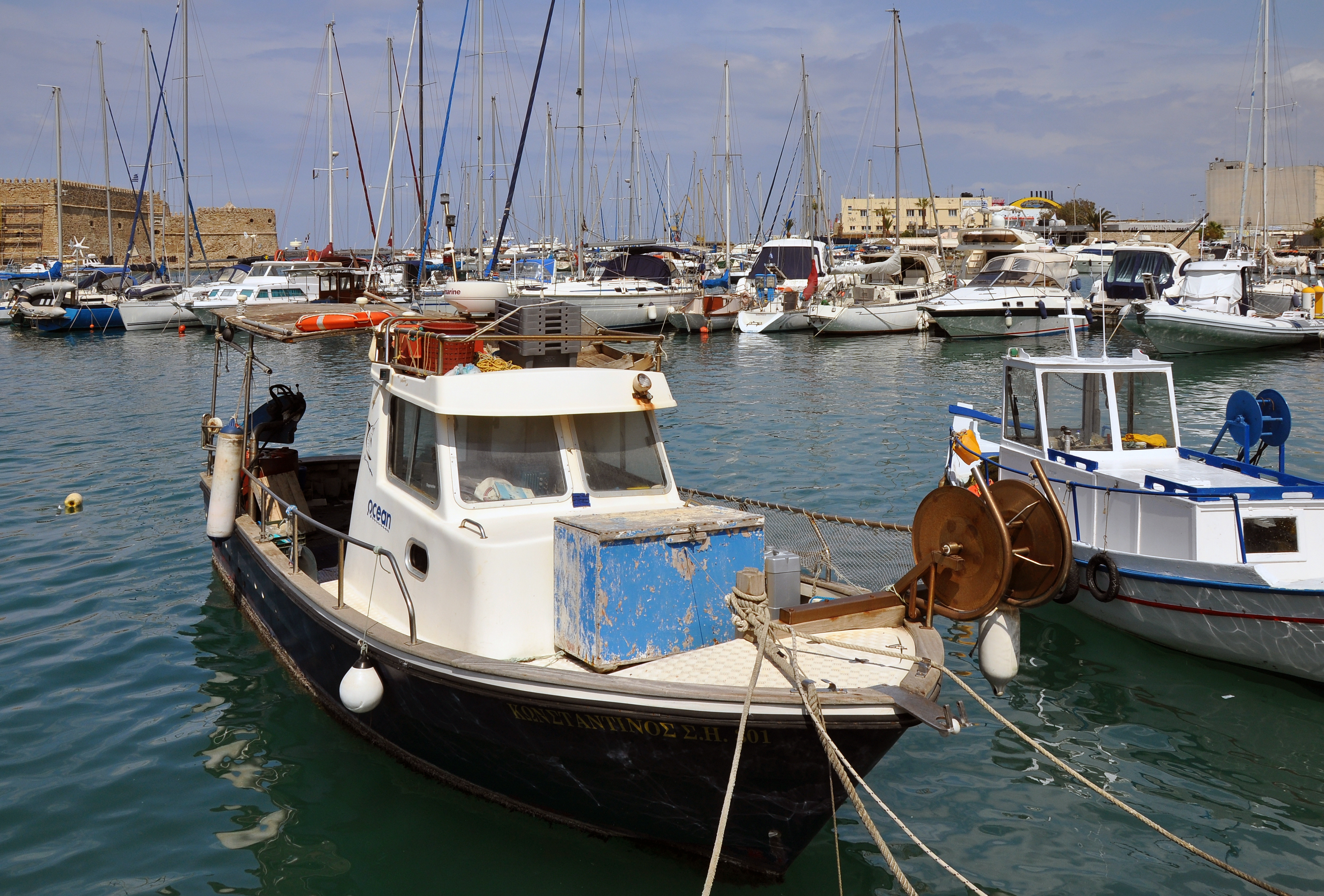
Порт в Іракліоні

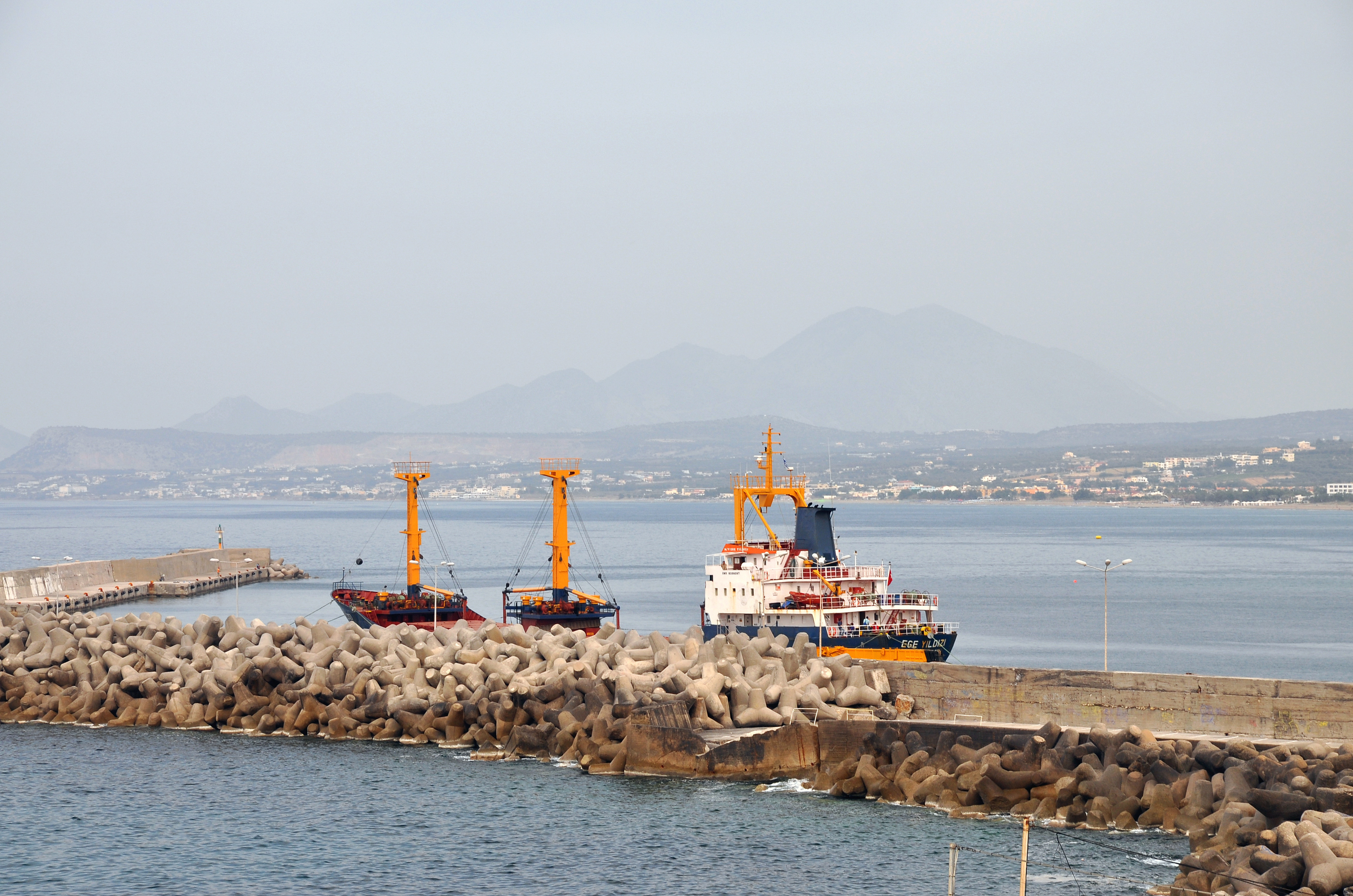
Нова гавань у Ретимно

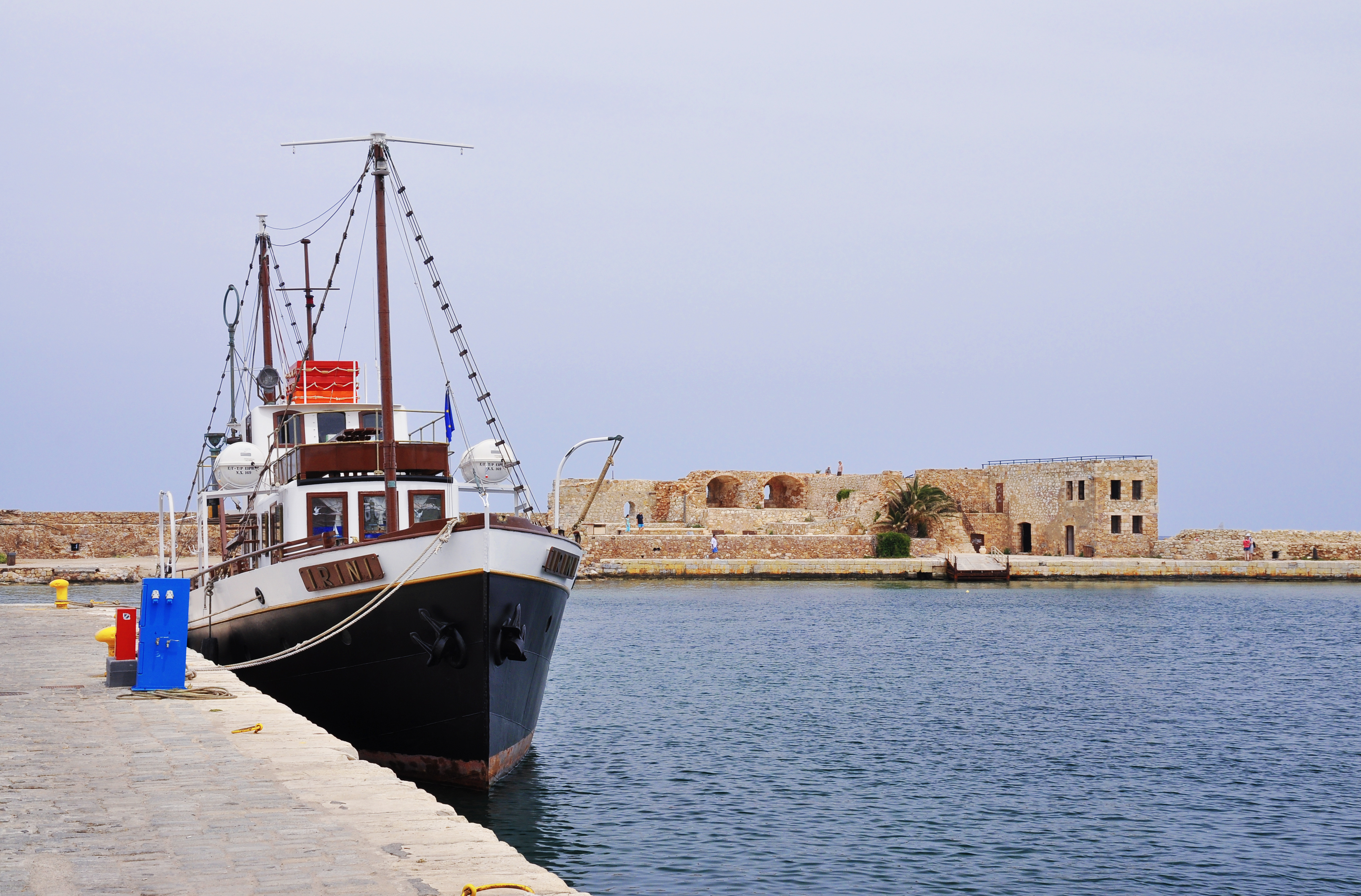
Стара гавань у Сітії

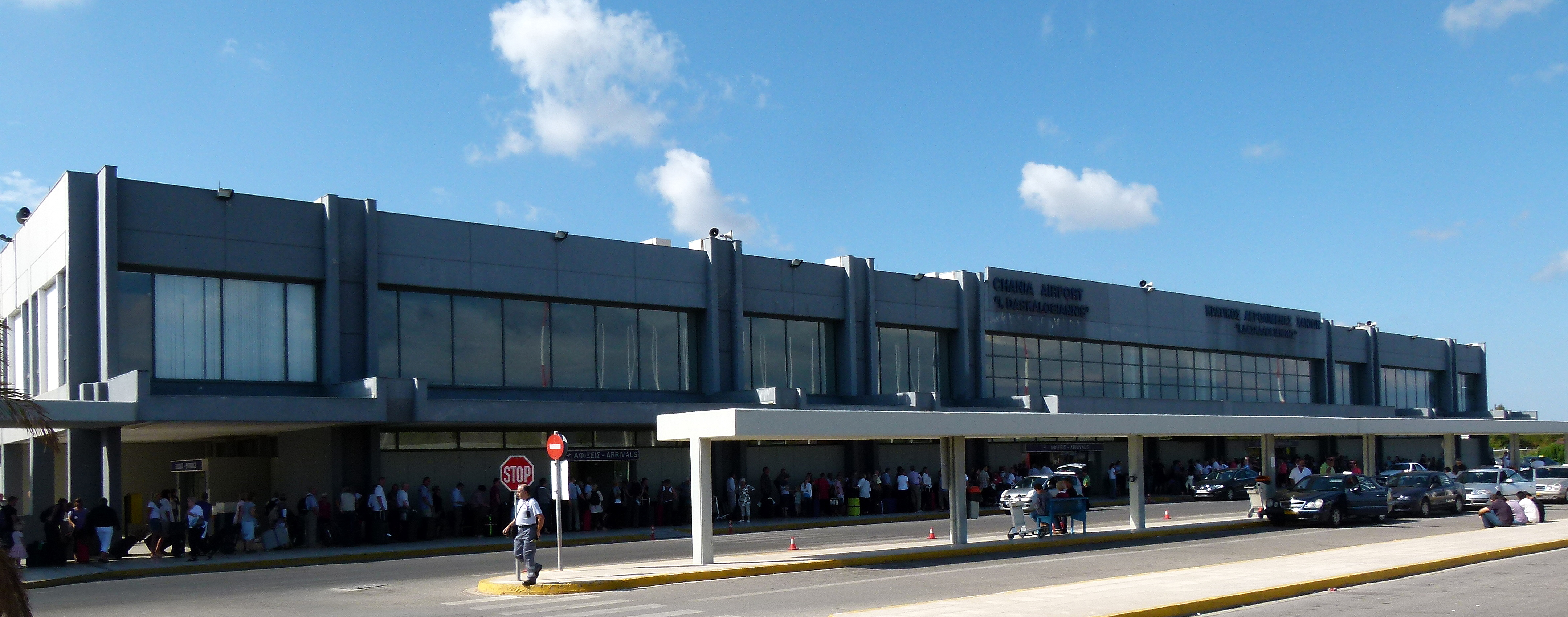
Міжнародний аеропорт «Іоанніса Дасколоянніса» в Ханьї

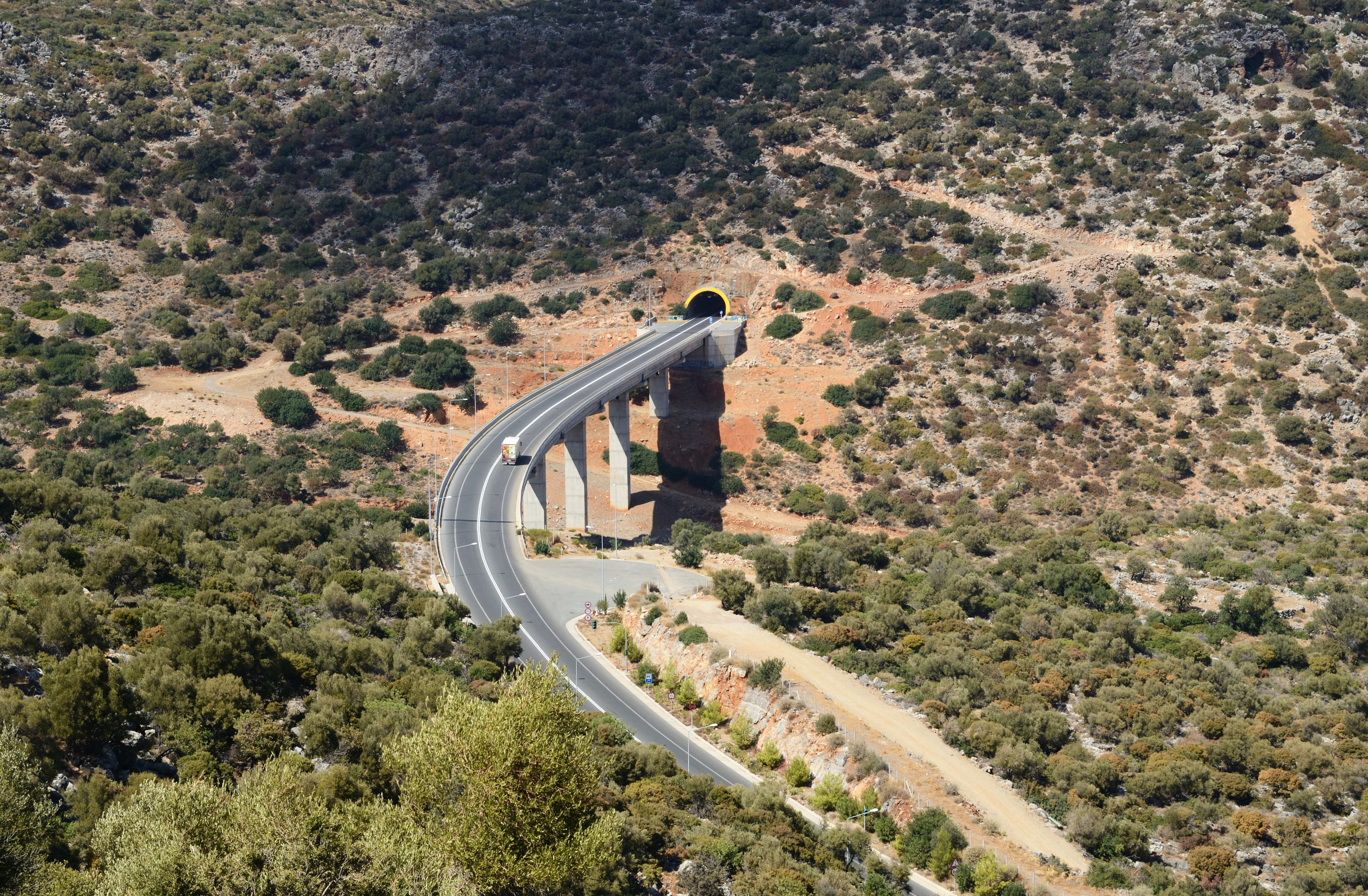
Тунель європейського маршруту E75 біля Іракліону

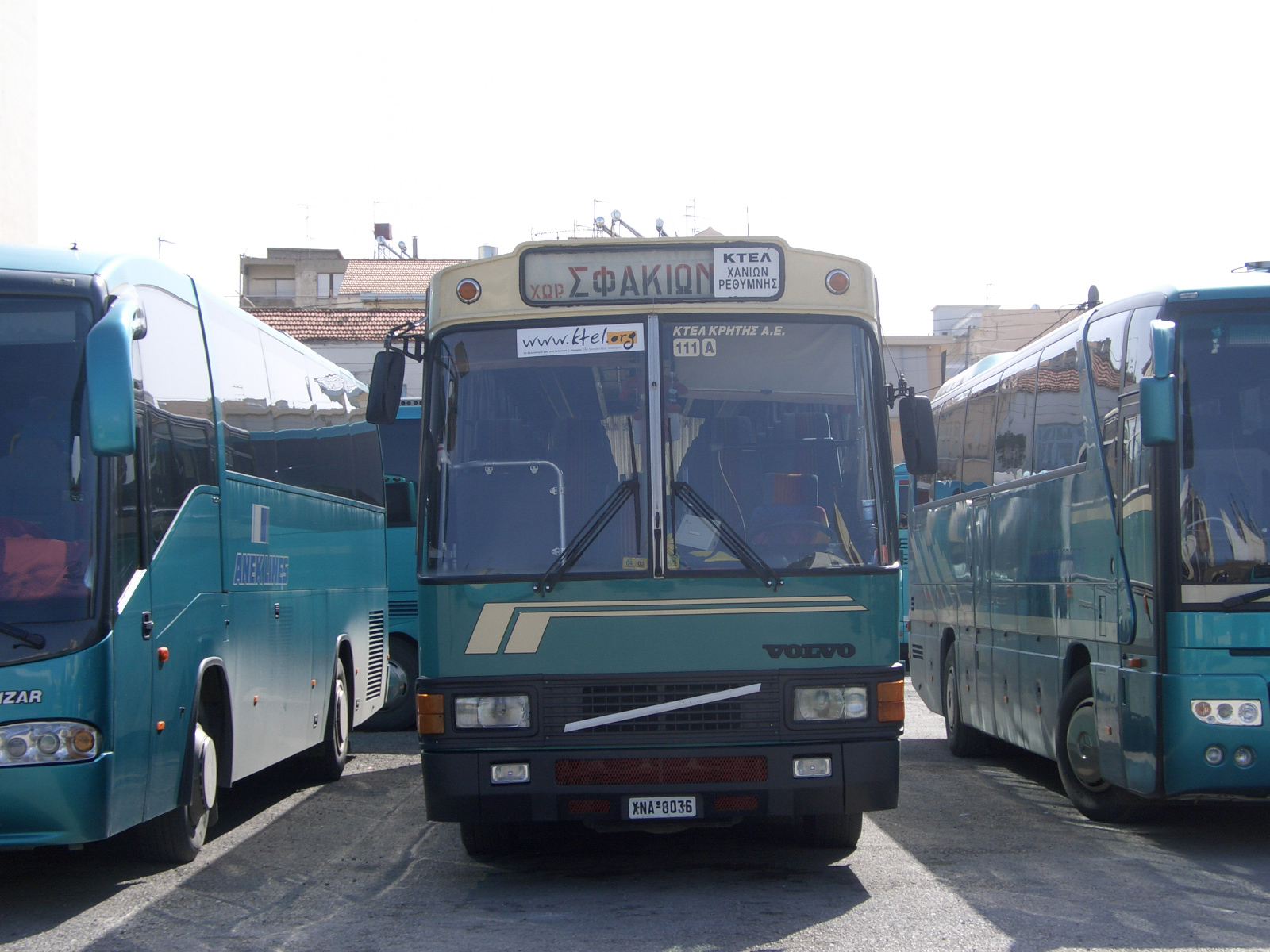
Автобус Volvo компанії KTEL

Крит має два найважливіші порти в Східному Середземномор'ї — порт Іракліону і порт Ханьї (Суда). Острів має морське сполучення з материковою Грецією, а також з островами Егейського моря, Європою та іншими країнами світу. Ці два порти відіграють значну роль в становленні Криту як одного з найбільших торговельних центрів Середземного моря. Менші порти знаходяться в містах Ретимно і Айос-Ніколаоса. Крім того, на острові велика кількість невеличких портів, бухт, гаваней та якірних стоянок.
Аеропорти
На Криті є два міжнародні аеропорти — в Іракліоні (імені Нікоса Казандзакіса) та Ханьї (імені Іоанніса Дасколоянніса). Менший аеропорт, який здійснює місцеві рейси, розташований в Сітії. Крит має повітряне сполучення з материковою Грецією та Кіпром, а також з усіма країнами Європи, до яких здійснюються регулярні чартерні рейси. Найбільшими авіакомпаніями, що обслуговують критські аеропорти, є: Olympic Airways, Aegean Airlines та Cyprus Airways. В літній період кількість рейсів збільшується — в столичний аеропорт прибуває понад 130 літаків на день.
Дороги
Дорожнє сполучення після приєднання до Європейського Союзу було значно розширене. З шведського міста Мальме до Ханьї пролягає європейський автомобільний маршрут E65. Інший європейський маршрут — E75 — починається в норвезькому Вардьо, проходить крізь Іракліон, Ханью, Айос-Ніколаос і закінчується в Сітії. Крит має гарну мережу доріг і регулярне автобусне сполучення міських і міжміських рейсів. Автобусні рейси обслуговує місцева автобусна компанія KTEL, заснована у 1927 році.
Область Іракліону
- Пороми з Пірея виконують щоденні рейси. Відстань — 174 морські милі. Крім цього, кораблі нерегулярного сполучення здійснюють зв'язок між Іракліоном і Піреєм та островами Егейського моря — Санторіні, Іосом, Карпатосом, Наксосом, Паросом, Родосом, Анафою.
- Пороми із Салонік здійснюють рейси протягом цілого року через острови Тенос, Мікінос, Парос, Санторіні. В літній період маршрут включає також острова Скіафос, Скірос та Іос.
- Літаки з Афін в літній період виконують щоденні рейси в Іракліон і назад, а в зимовий — літають рідше. Аеропорт Іракліону розташований на відстані 4,8 км на схід від міста.
- Літаки з Салонік здійснюють два рейси на тиждень. Крім того, Іракліон зв'язаний лініями повітряного сполучення з Родосом (цілий рік), Міконосом, Паросом і Санторіні (тільки влітку).
- Чартерні авіарейси здійснюють щоденний зв'язок між аеропортом Іракліону й іншими європейськими містами. В зимовий період кількість чартерних рейсів зменшується.
- Дорожнє сполучення. Мережа автомобільних доріг дуже розвинена, міські і міжнародні автобуси здійснюють постійні рейси. Пасажирів регулярно перевозять в передмістя, аеропорт, майже всі населені пункти області, а також в Айос-Ніколаос, Сітію, Ієрапетру, Ретимно і Ханью.

В Іракліоні, в аеропорту «Нікоса Казандзакіса» і в багатьох селищах, є бюро оренди автомобілів і мотоциклів. Крім того, місто має великий автопарк таксі.
Область Ласітіону
- Пороми з Пірея виконують рейси тричі на тиждень — влітку і двічі — взимку, за маршрутом Мелос — Айос-Ніколаос — Сітія. Двічі на тиждень цей рейс продовжується до Кассоса, Карпафоса і Родоса.
- Літаки з Афін. Для повітряного сполучення область використовує аеропорти Іракліону і Сітії. Між Сітією і Афінами здійснюється повітряний зв'язок двічі на тиждень, а між Сітією і Карпафосом — один раз. Аеропорт розташований на відстані 1 км від міста.
- Дорожнє сполучення. Рейсові автобуси KTEL здійснюють сполучення між трьома великими містами (Айос-Ніколаос, Ієрапетра, Сітія) і великою кількістю селищ області. Крім того, з усіх трьох великих міст вирушають автобуси в Іракліон, Ретимно і Ханью.
- Місцеві лінії морського сполучення. Невеличкі екскурсійні судна курсують на острів Спіналонга з Айос-Ніколаоса, Елунди і Плакі. Острів Хрисі, що лежить в Лівійському морі поблизу Ієрапетри (відстань — 11 морських миль), має сполучення з портом Ієрапетри, яке здійснюють невеликі судна.

Область Ретимно
- Пороми з Пірея виконують рейси чотири рази на тиждень в Ретимно і назад.
- Літаки з Афін і Салонік. Ретимно не має прямого повітряного зв'язку з Афінами і Салоніками і використовує аеропорт Ханьї, який розташований на відстані 68 км від міста.
- Дорожнє сполучення. Ретимно має гарну мережу доріг всередині і поза межами області, а також регулярне автобусне сполучення міських і міжміських рейсів.
- Місцеві лінії морського сполучення. Невеличкі суда здійснюють регулярні рейси в літній період з Плакіасу в селища Агіа-Галіні, Айос-Павлос, Превелі та інші.

Область Ханьї
- Пороми з Пірея в Суду виконують щоденні рейси (влітку — частіші, взимку — рідші). Відстань між Піреєм і Судою — 157 морських миль. Відстань між Судою і Ханьєю — 7 км. Пороми з Пірея в Кастеллі-Кіссаміа курсують двічі на тиждень через узбережжя Лаконії (Монемвасія — Неаполь — Гіфій), Кіфери (Агіа-Пелагія, Капсалі), Антікіфери.
- Літаки з Афін. Між Ханьєю і Афінами в літній період повітряний зв'язок здійснюється щоденно, з регулярними рейсами, які стають рідшими в зимній період. Аеропорт розташований на відстані 15,2 км від міста.
- Літаки із Салонік виконують один рейс на тиждень.
- Дорожнє сполучення. Є гарні автобусні сполучення міських і міжміських рейсів.
- Чартерні авіарейси щоденно зв'язують аеропорт Ханьї з багатьма європейськими містами під час туристичного сезону.
- Місцеві лінії морського сполучення. Судове сполучення здійснюється між Хора-Сфакіон і Лутро: Агіа-Румелі — Суйя — Палеохора; Хора-Сфакіон і островом Гавдос; Палеохорою і островом Гавдос; Суйєю і островом Гавдос. Із Гіфії (Лаконія) двічі на тиждень курсують пороми в Кастеллі (Кіссам).

## Соціальна інфраструктура

### Освіта та наука
Критські школярі, як і грецькі, йдуть до школи у віці 6 років і навчаються до 15. Після закінчення школи вони отримують дипломи, які дозволяють їм вступати до вищих навчальних закладів.
- Початкова школа — 6 років (обов'язкова)
- Середня школа — 3 роки (обов'язкова)
- Ліцей — 3 роки
- Університет — 4-6 років

На острові Крит знаходяться три вищі навчальні заклади:
- Критський університет, заснований у 1973 році і нараховує приблизно 23 500 студентів. Має школи в Іракліоні і Ханьї.
- Критський технічний університет, збудований в Ханьї в 1977 році[43], але перші студенти були набрані лише у жовтні 1984.[43]
- Критський технологічний інститут освіти (грец. Τομέας Επιστήμης Υπολογιστών), розташований в Іракліоні та має свої підготовчі школи в Айос-Ніколаосі, Ієрапетрі, Ханьї і Сітії.

Крім цього, в Іркаліоні міститься один з найбільших і найважливіших дослідницьких центрів Греції — Фонд досліджень і технологій — Hellas (FORTH) (грец. Ίδρυμα Τεχνολογίας και Έρευνας – ΙΤΕ), який складається з п'яти науково-дослідних інститутів. В місті Гувес, в номі Іракліону, розташований Інститут морської біології, який має велику кількість установ в сфері агрономії (Інститут виноградарства, збору врожаю і квітникарства в Іракліоні, Інститут субтропічних рослин і оливкових дерев в Ханьї, Середземноморський інститут агрономії в Ханьї та інші).
Сьогодні на Криті триває велика кількість археологічних та історичних досліджень, які проводяться Міністерством культури і Критським університетом.
На острові, в Ханьї, діє англійська школа, яку фінансує фінська Національна рада з питань освіти. Вона була відкрита в 1994 році. У 2005 в Іракліоні також відкрилась англійська школа The European School, навчання в ній безкоштовне.

### Медицина

#### Охорона здоров'я
Крит вважається одним з найбільш самодостатніх регіонів Греції. Загальна кількість лікарів на острові — 1,698. Тобто на одного лікаря припадає 318 жителів (або 3,15 лікарів на 1000 мешканців). Це трохи менше, ніж у середньому в Греції. Крім того, загальна кількість медсестер на острові — 2,182. Тобто на одну медсестру — 247 мешканців острова (або 4,05 медсестер на 1000 мешканців), що трохи більше за середньогрецький показник забезпеченості медперсоналом.

#### Перша медична допомога
Національна система охорони здоров'я забезпечує острів лікарнями, клініками, хірургією в амбулаторних умовах та надає першу медичну допомогу жителям. Місцева влада перш за все піклується за сектор першої медичної допомоги.
| Ном      | Кількість | Міста                                                              |
| -------- | --------- | ------------------------------------------------------------------ |
| Іракліон | 6         | Мойрес • Санта-Барбара • Аркалохорі • Кастеллі • Харакас • Біаннос |
| Ханья    | 4         | Дзерміадо • Ієрапетра • Сітія • Неаполі                            |
| Ретимно  | 3         | Вамос • Кіссамос • Кантанос                                        |
| Ласітіон | 4         | Спілі • Санта-Фотіні • Перама • Аногія                             |

Загальна кількість жителів, які звертаються до служби першої медичної допомоги, — 165 696. Це 6,5 % від всього населення країни.
За даними Національної системи охорони здоров'я, на Криті діє 8 громадських лікарень. Університетська регіональна лікарня та лікарня імені Венізелоса знаходяться в Іракліоні. Також є по одній лікарні в номах Ретимно, Ханьї та Ласітіону. В Ханьї також розташовані військово-морський шпиталь та психлікарня. Загальна кількість місць в громадських лікарнях — 1659.

## Пошта
В 1669 році Крит був захоплений Османською імперією. Після греко-турецької війни 1897 року на вимогу Великої Британії, Російської імперії, Франції та Італії Крит отримав адміністративну автономію. Для спостереження за діями османської адміністрації ряд країн надіслали на острів військові кораблі. В портах Криту воєнними адміністраціями держав — гарантів автономії — була організована тимчасова поштова служба.
На Криті діяло 5 іноземних відділень поштових служб:
- Британська поштова служба (1898—1899) Марки друкувались грецькою мовою. Грошова одиниця британської пошти на Криті — 40 пара = 1 оттоманський піастр
- Російська поштова служба (1898) Відділення, яке знаходилось в Ретимно, функціонувало в період з 13 травня по 29 липня 1989 року. Грошова одиниця російської пошти на Криті — 1 гросіон = 1 оттоманський піастр = 4 металлика. Всього було надруковано 37 марок, які вийшли в 4 випусках.
- Італійська поштова служба (1900—1912) Поштове відділення знаходилось в Ханьї. Грошова одиниця італійської пошти на Криті —40 пара = 1 оттоманський піастр (1900), 100 чентезимо = 1 ліра (1906).
- Французька поштова служба (1902—1913) Марки друкувались в Кандії (Іракліоні), Ієрапетрі, Ханьї, Ретимно і Ситії. Грошова одиниця французької пошти на Криті — 100 сантимів = 1 франк (1902), 40 пара = 1 оттоманський піастр (1902).
- Австро-Угорська поштова служба (1903—1914) Марки друкувались в Кандії (Іракліоні), Ханьї та Ретимно. Грошова одиниця австрійської пошти на Криті — 100 сантимів = 1 франк. Всі поштові відділення зачинились 15 грудня 1914 року.

Свої власні марки також випускала повстанська організація Критська революційна асамблея. Відділення повстанців знаходилось в Терізо, область Ханьї, і діяло з березня по листопад 1905 року. Після возз'єднання Криту з материковою Грецією в 1913 році поштові відділення острова обслуговуються Грецькою поштовою службою.

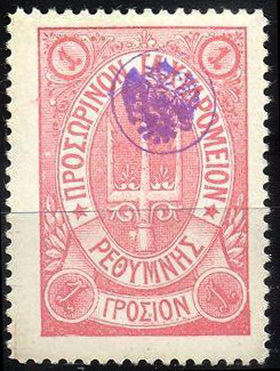
Марка російської пошти на Криті четвертого випуску, (1899) (Sc #38)
Марка італійської пошти на Криті номіналом 25 чентезимо, (1900)
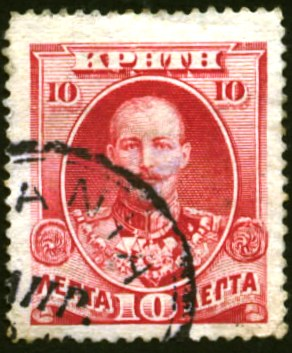
Марка британської пошти на Криті, (1904)
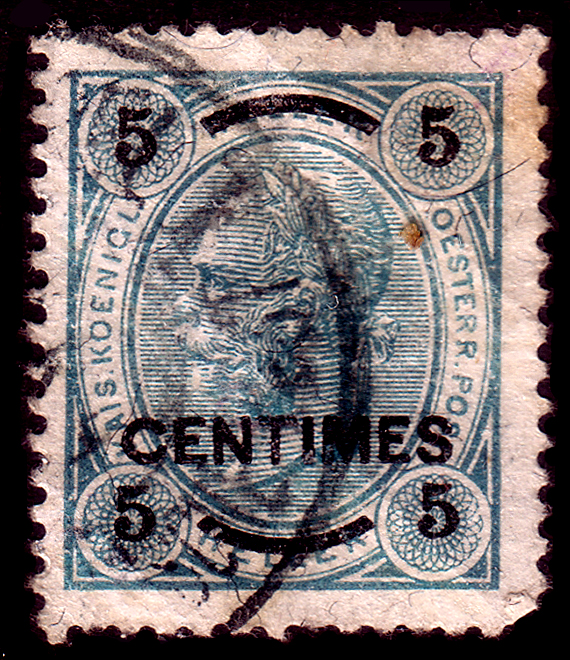
Марка австро-угорської пошти на Криті номіналом 5 сантимів із зображенням Франца Йосифа I, (1905)

### Додаткова література
Costas N. Hadjipateras, Maria S. Fafalios. Crete 1941: Eyewitnessed. — Efstathiadis Group, 1989. — 328 p. — ISBN 9602261846.
Jonnie Godfrey, Elizabeth Karslake. Landscapes of Western Crete. — 4th Revised edition. — Sunflower Books, 2003. — 136 p. — ISBN 1856911888.
Antony Beevor. Crete: The Battle and the Resistance. — Westview Press, February 21, 1994. — 384 p. — ISBN 0813320801.